# Avantatge del primer moviment en escacs

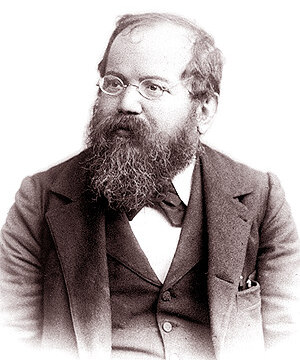
Wilhelm Steinitz, qui el 1889 va afirmar que els escacs acabarien en taules amb el millor joc possible.

L'avantatge del primer moviment en escacs es refereix a l'avantatge inherent del jugador (de blanques) que fa el primer moviment de la partida. Els jugadors d'escacs i els teòrics del joc en general estan d'acord en el fet que les blanques comencen la partida amb cert avantatge. Estadístiques compilades des de 1851 donen suport a aquest punt de vista, ja que mostren com les blanques, de manera consistent, guanyen amb una freqüència una mica més gran que les negres, generalment aconseguint entre el 52 i el 56% dels punts. El percentatge de puntuació és similar per partides de torneig entre humans i per partides entre ordinadors. Nogensmenys, l'avantatge de les blanques és menor en partides d'escacs ràpids i en partides entre humans no experts.
Jugadors i estudiosos dels escacs han debatut durant molt de temps si, donat un joc perfecte per ambdós bàndols, la partida hauria d'acabar en una victòria per les blanques o bé en un empat. Com a mínim des de 1889, quan el campió mundial Wilhelm Steinitz va tractar el tema, el consens majoritari és que amb un joc perfecte la partida ha d'acabar en taules. No obstant això, alguns jugadors destacats han al·legat que l'avantatge de les blanques ha de ser suficient per guanyar: Weaver Adams i Vsèvolod Ràuzer van afirmar que les blanques han de guanyar després de fer com a primer moviment 1.e4, mentre que Hans Berliner opinava en canvi que és després de 1.d4 que les blanques han de guanyar. Actualment no és possible de determinar amb seguretat si algun dia els ordinadors acabaran per resoldre el debat en determinar el resultat d'una partida d'escacs perfectament jugada, com ja han fet amb les dames.
Alguns jugadors, inclosos campions del món com ara José Raúl Capablanca, Emanuel Lasker i Bobby Fischer, van expressar temors d'«una mort per taules» a mesura que s'analitzava més profundament el joc. Per disminuir aquest risc, Capablanca i Fischer van proposar en el seu moment variacions dels escacs per renovar l'interès en el joc, mentre que Lasker va suggerir canviar la manera d'assignar puntuació en cas de taules i ofegats
Des de 1988, els teòrics dels escacs han desafiat opinions fins a aquell moment ben establertes sobre el suposat avantatge de les blanques. El Gran Mestre (GM) András Adorján va escriure una sèrie de reeixits llibres amb el lema «Les negres estan bé!» («Black is OK!» en l'original en anglès), on sostenia que la percepció general que les blanques tenen avantatge té un major fonament en la psicologia que en la realitat. El GM Mihai Suba i d'altres han fet notar que algunes vegades la iniciativa del blanc desapareix a mesura que avança el joc sense una raó evident. L'estil que preval en l'actualitat per jugar amb les negres és el de buscar posicions dinàmiques i desequilibrades amb un contrajoc actiu, més que merament intentar igualar.
Els autors moderns també opinen que les negres tenen certs avantatges propis que fan de contrapès a l'avantatge del primer moviment de les blanques. El consens existent en el sentit que les blanques han d'intentar guanyar pot ser una càrrega psicològica per al jugador que porta les blanques, i que de vegades perd precisament perquè s'esforça massa a guanyar. Encara més, d'acord amb la teoria de jocs, jugar en segon lloc pot ser avantatjós perquè les blanques han de revelar les seves intencions abans. Algunes obertures són per tant considerades bones per les negres però no tant per les blanques, perquè el temps extra de les blanques permet a les negres d'ajustar-se amb anticipació als plans de l'oponent. Algunes obertures simètriques (és a dir aquelles en què tots dos jugadors fan els mateixos moviments) també poden portar a situacions on moure primer és un desavantatge, sigui per motius psicològics o objectius.
| «               | Guanyaràs amb qualsevol color si ets el millor jugador, però et costarà una mica més amb negres. | » |
| — Isaac Kashdan |                                                                                                  |   |

## Percentatges guanyadors
|                                                   | Blanques guanyen | Taules | Negres guanyen | Puntuació total amb Blanques |
| ------------------------------------------------- | ---------------- | ------ | -------------- | ---------------------------- |
| Torneigs 1851–1878                                | 45,52%           | 14,07% | 40,41%         | 52,55%                       |
| Torneigs 1881–1914                                | 36,89%           | 31,76% | 31,35%         | 52,77%                       |
| Torneigs 1919–1932                                | 36,98%           | 36,98% | 26,04%         | 55,47%                       |
| Torneigs global 1851–1932                         | 38,12%           | 30,56% | 31,31%         | 53,40%                       |
| New in Chess base de dades 2000                   | N/A              | N/A    | N/A            | 54,8%                        |
| ChessGames.com base de dades 2007                 | 36,78%           | 36,58% | 26,64%         | 55,07%                       |
| CEGT chess partides entre programes (40/120) 2008 | 34,7%            | 40,9%  | 24,4%          | 55,2%                        |

El 1946, W.F. Streeter va examinar els resultats de 5.598 partides jugades en 45 torneigs internacionals entre 1851 i 1932. Streeter va trobar que en total les blanques varen aconseguir el 53,4% (G 38,12%; E 30,56%; P31,31%). Les blanques van assolir el 52,55% el 1851–78 (G 45.52 E 14.07 P 40.41), 52,77% el 1881–1914 (G 36.89 E 31.76 P 31.35), i el 55,47% el 1919–32 (G 36.98 E 36.98 P 26.04). Streeter conclou: «Sembla que s'ha fet més difícil guanyar amb negres, però d'alguna manera, més fàcil empatar».
Dues dècades després, l'estadístic Arthur M. Stevens va concloure a The Blue Book of Charts to Winning Chess, basat en una font de 56.972 partides magistrals que va completar el 1967, que les blanques puntuen el 59,1%. Cal mencionar que Stevens va prendre les seves partides d'entre aquelles que havien estat publicades en revistes d'escacs i, per tant, no es tractava de col·leccions completes de totes les partides jugades en torneigs particulars.
Fonts més modernes indiquen que les blanques guanyen aproximadament del 54 al 56% dels punts. El 2005, el Gran Mestre (GM) Jonathan Rowson va escriure: «la creença general és que les blanques comencen la partida amb un petit avantatge i, si es mantenen tots els altres factors constants, superen les negres per 56% a 44%». El Mestre Internacional (MI) John Watson va escriure el 1998 que les blanques havien aconseguit un 56% durant la major part del segle XX però que aquesta xifra havia baixat recentment al 55%. El lloc web ChessGames.com manté estadístiques sovint posades al dia de la seva base de dades de partides. El 17 de març del 2008 la base de dades contenia 460.703 partides. Les blanques van guanyar-ne el 36,81%, el 36,50% van ser taules i les negres van guanyar-ne el 26,69%, cosa que fa un total de puntuació per les blanques del 55,06%.
La publicació New In Chess va observar al seu Anuari del 2000 que de les 731.740 partides a la base de dades, les blanques havien aconseguit el 54,8%; amb els dos moviments de sortida més populars, les blanques van aconseguir 54,1% en 349.855 partides que van començar amb 1.e4, i 56,1% en 296.200 partides que van començar amb 1.d4. La raó principal que 1.e4 fos menys efectiva que 1.d4 va ser la defensa siciliana (1.e4 c5), que va donar a les blanques un avantatge de només 52,3% en 145.996 partides.
L'expert en estadístiques Jeff Sonas, examinant 266.000 partides jugades entre 1994 i 2001, va concloure que les blanques aconsegueixen el 54.1767% més 0,001164 vegades l'avantatge en puntuació Elo de les blanques, tractant aquest avantatge de les blanques com a +390 si és més gran que 390, o -460 si menor a 460. Sonas va trobar que l'avantatge del primer moviment del blanc és equivalent a 35 punts d'Elo, és a dir, que si les blanques tenen una puntuació de 35 punts Elo inferior a la de les negres, cada jugador tindrà una expectativa del 50% de guanyar la partida. Sonas també va trobar que l'avantatge de les blanques és més petit (53%) en escacs ràpids que en partides jugades al ritme més lent amb el control de temps anomenat "clàssic". A les 462 partides jugades al Campionat del món de semiràpides de 2009, les blanques puntuaren només el 52,16% (G 38.96 T 26.41 P 34.63).
Altres autors indiquen que hi ha una correlació positiva entre la puntuació Elo dels jugadors i els resultats de les blanques. D'acord amb el GM Ievgueni Svéixnikov, les estadístiques mostren que les blanques no tenen avantatge sobre les negres en partides entre principiants, però: «si els jugadors són més forts, les blanques tenen l'avantatge». Una anàlisi dels resultats de les partides a la base de dades de ChessBase Mega 2003 entre jugadors de similar Elo, encarregada pel GM András Adorján, va mostrar que a mesura que pujava la puntuació Elo dels jugadors, el percentatge de taules s'incrementava, la proporció de partides decidides que guanyen les blanques creixia i el percentatge global guanyador de les blanques augmentava. Per exemple, prenent la més alta i més baixa de les categories de 1.669 partides jugades pels mestres millor classificats (puntuació Elo 2700 i més alta), les blanques guanyen per un 55,7% global (G 26.5 E 58.4 P 15.2), mentre que de 34.924 partides jugades pels escaquistes de menor puntuació (Elo per sota de 2100), les blanques puntuaren el 53,1% global (G 37.0 E 32.1 P 30.8). Adorján també va analitzar els resultats de les partides jugades al més alt nivell en el Campionat del món d'escacs. De 755 jugades en 34 matxs entre 1886 i 1990, les blanques en van guanyar 234 (31,0%), en van empatar 397 (52,6%) i en van perdre 124 (16,4%), per un percentatge guanyador per les blanques del 57,3%. En els últims cinc matxs de la investigació d'Adorján, tots entre Anatoli Kàrpov i Garri Kaspàrov, les blanques van guanyar 31 partides (25,8%), en van empatar 80 (66,7%), i en van perdre 9 (7,5%), per a un percentatge guanyador total de 59,2% per les blanques.
L'organització Chess Engines Grand Tournament (CEGT) posa a prova els programes d'escacs fent-los jugar entre ells, amb controls de temps de quaranta moviments en 120 minuts per a cada jugador (40/120), i també de 40/20 i 40/4, i usa els resultats d'aquestes partides per compilar percentatges per a cada control de temps. En el control de temps més lent (40/120), les blanques han guanyat el 55,4% (G 34.7 E 41-3 P 24.0) en partides entre 38 dels programes més forts (al 27 de maig de 2009).
 A 40/20, les blanques han guanyat 54,6% (G 37.0 E 35.2 P 27.8) en partides jugades entre 284 programes (al 24 de maig de 2009). A control de temps més ràpid (40/4), les blanques han guanyat 54,8% (G 39.6 E 30.5 P 30.0), en partides jugades entre 128 programes (al 28 de maig de 2009).

## Taules amb joc perfecte

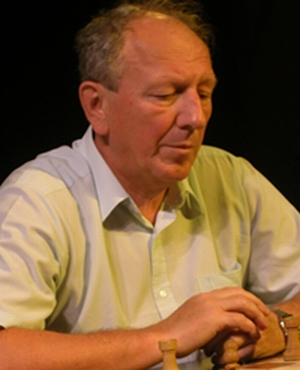
Ievgueni Svéixnikov, qui el 1994 va afirmar que les blanques han de jugar per guanyar, i les negres per empatar.

Ja el 1735 l'autor anglès Joseph Bertin escrivia al seu llibre The Noble Game of Chess: «aquell qui juga primer s'entén que té l'atac». Això és consistent amb l'opinió tradicional que les blanques, en virtut de fer el primer moviment, comencen amb la iniciativa, la qual han de conservar en assolir el mig joc, mentre que les negres han d'intentar de neutralitzar la iniciativa de les blanques i obtenir la igualtat. Com que les blanques comencen amb la iniciativa, un petit error per part seva generalment porta només a la pèrdua de la iniciativa, mentre que un error del mateix estil per part de les negres pot tenir conseqüències més serioses. Així, Sveshnikov va escriure el 1994: «Els jugadors que condueixen les negres no es poden permetre ni el més lleuger error ... des d'un punt de vista teòric, les tasques de les blanques i les negres en els escacs són diferents: les blanques han de cercar la victòria, les negres les taules».
Els estudiosos dels escacs han debatut durant molt temps sobre com és de duradora la iniciativa del blanc i si, quan tots dos bàndols juguen perfectament, la partida ha d'acabar en una victòria per les blanques o en taules. George Walker va escriure el 1846 que, «el primer moviment és un avantatge, ... però si és contestat adequadament, aquest primer moviment té poc valor». Steinitz, el primer campió del món, i que és àmpliament considerat el pare dels escacs moderns, va escriure el 1889: «És actualment acceptat pels experts que amb joc correcte per ambdós bàndols el resultat legítim d'una partida ha de ser l'empat». Lasker i Capablanca, ambdós campions del món, hi estan d'acord. Reuben Fine, un dels principals jugadors del món de 1936 a 1951, explicava que l'avantatge inicial de les blanques és massa intangible per ser suficient per forçar la victòria si no hi ha un error de les negres.
El punt de vista que una partida d'escacs ha d'acabar en taules amb un joc correcte preval. Encara que no pot ser provat, aquest supòsit és considerat «segur» per Rowson i «lògic» per Adorján. Watson concorda en el fet que: «el resultat correcte d'una partida d'escacs perfectament jugada […] és un empat […] Per cert, no puc provar-ho, però dubto que es pugui trobar un sol jugador expert que hi estigui en desacord […] Recordo Kaspàrov, després d'un empat en una partida d'última ronda, explicar als reporters: 'Bé, els escacs són taules.' » el campió mundial Bobby Fischer pensava que aquest és, gairebé definitivament, el cas.
Tant Lasker com Capablanca van témer que els escacs patirien una «mort per taules», ja que els millors jugadors empataven cada vegada més i més les seves partides. Més recentment, Fischer hi va estar d'acord, dient que el joc s'havia esgotat. Tots tres defensaven canviar el reglament dels escacs per minimitzar el nombre de partides empatades. Lasker va suggerir assignar menys de mig punt per un empat, i més de mig punt per ofegar el rei contrari. Capablanca en els anys 1920 va proposar els escacs de Capablanca, una variació dels escacs jugada en un escaquer més gran i amb peces addicionals. Fischer defensava els seus escacs aleatoris, una altra variació dels escacs, en la qual la posició inicial de les peces es determina a l'atzar (amb certes condicions).
En l'actualitat algunes de les variants d'obertura més agudes han estat analitzades tan profundament que sovint són usades com a mitjans per aconseguir taules. Per exemple, al més alt nivell, les negres sovint fan servir el gambit Marshall a la Ruy López, una línia en què les negres sacrifiquen un peó a canvi d'un fort atac, per arribar a un final on les negres segueixen amb un peó de menys però poden empatar amb joc correcte.
El 2007, els GMs Kiril Gueorguiev i Atanas Kolev asseguraven que gairebé el mateix es pot dir pel que fa a la variant del peó enverinat de la defensa siciliana, a la qual s'arriba després d'1.e4 c5 2.Cf3 d6 3.d4 cxd4 4.Cxd4 Cf6 5.Cc3 a6 6.Ag5 e6 7.f4 Db6!?. Aquesta ha estat considerada durant molt de temps una de les més agudes, difícils, o fins i tot temeràries, línies d'obertura. La partida generalment continua amb 8.Dd2 Dxb2 9.Tb1 Da3. Gueorguiev i Kolev diuen que 6. Ag5 es veu rarament al més alt nivell perquè la línia principal d'aquesta variant condueix, amb el millor joc, a un empat per escac continu. Els mateixos autors escriuen que la següent partida «probablement romandrà com a l'última paraula de la teoria»:
Francisco Vallejo Pons-Kaspàrov, Moscou 2004:
1.e4 c5 2.Cf3 d6 3.d4 cxd4 4.Cxd4 Cf6 5.Cc3 a6 6.Ag5 e6 7.f4 Db6 8.Dd2 Dxb2 9.Tb1 Da3 10.f5 Cc6 11.fxe6 fxe6 12.Cxc6 bxc6 13.e5 dxe5 14.Axf6 gxf6 15.Ce4 Dxa2 16.Td1 Ae7 17.Ae2 O-O 18.O-O Ta7 19.Tf3 Rh8 20.Tg3 Td7 21.Dh6 Tf7 22.Dh5 Txd1+ 23.Axd1 Da5 24.Rf1 Dd8 25.Dxf7 Dxd1+ 26.Rf2 Dxc2+ 27.Rf3 Dd1+ 28.Rf2 Dc2+ 29.Re3 Ac5+ 30.Cxc5 Dxc5+ 31.Rd2 Df2+ 32.Rc3 Dd4+ 33.Rc2 Df2+ 34.Rc3  1/2–1/2 (Després de 34...Dd4+, les blanques no poden escapar dels xecs.)
No obstant això, l'avaluació pessimista de Gueorguiev i Kolev de 6.Ag5 ha estat des de llavors qüestionada, ja que les blanques ha tingut èxit amb 10.e5 (una altra línia crítica) en nombroses partides recents d'alt nivell.

## Les blanques guanyen

### Les blanques guanyen amb 1.e4
|   | a | b | c | d | e | f | g | h |   |
| 8 | a8 negres torre · b8 negres cavall · c8 negres alfil · d8 negres dama · e8 negres rei · f8 negres alfil · g8 negres cavall · h8 negres torre · a7 negres peó · b7 negres peó · c7 negres peó · d7 negres peó · e7 negres peó · f7 negres peó · g7 negres peó · h7 negres peó · e4 blanques peó · a2 blanques peó · b2 blanques peó · c2 blanques peó · d2 blanques peó · f2 blanques peó · g2 blanques peó · h2 blanques peó · a1 blanques torre · b1 blanques cavall · c1 blanques alfil · d1 blanques dama · e1 blanques rei · f1 blanques alfil · g1 blanques cavall · h1 blanques torre | a8 negres torre · b8 negres cavall · c8 negres alfil · d8 negres dama · e8 negres rei · f8 negres alfil · g8 negres cavall · h8 negres torre · a7 negres peó · b7 negres peó · c7 negres peó · d7 negres peó · e7 negres peó · f7 negres peó · g7 negres peó · h7 negres peó · e4 blanques peó · a2 blanques peó · b2 blanques peó · c2 blanques peó · d2 blanques peó · f2 blanques peó · g2 blanques peó · h2 blanques peó · a1 blanques torre · b1 blanques cavall · c1 blanques alfil · d1 blanques dama · e1 blanques rei · f1 blanques alfil · g1 blanques cavall · h1 blanques torre | a8 negres torre · b8 negres cavall · c8 negres alfil · d8 negres dama · e8 negres rei · f8 negres alfil · g8 negres cavall · h8 negres torre · a7 negres peó · b7 negres peó · c7 negres peó · d7 negres peó · e7 negres peó · f7 negres peó · g7 negres peó · h7 negres peó · e4 blanques peó · a2 blanques peó · b2 blanques peó · c2 blanques peó · d2 blanques peó · f2 blanques peó · g2 blanques peó · h2 blanques peó · a1 blanques torre · b1 blanques cavall · c1 blanques alfil · d1 blanques dama · e1 blanques rei · f1 blanques alfil · g1 blanques cavall · h1 blanques torre | a8 negres torre · b8 negres cavall · c8 negres alfil · d8 negres dama · e8 negres rei · f8 negres alfil · g8 negres cavall · h8 negres torre · a7 negres peó · b7 negres peó · c7 negres peó · d7 negres peó · e7 negres peó · f7 negres peó · g7 negres peó · h7 negres peó · e4 blanques peó · a2 blanques peó · b2 blanques peó · c2 blanques peó · d2 blanques peó · f2 blanques peó · g2 blanques peó · h2 blanques peó · a1 blanques torre · b1 blanques cavall · c1 blanques alfil · d1 blanques dama · e1 blanques rei · f1 blanques alfil · g1 blanques cavall · h1 blanques torre | a8 negres torre · b8 negres cavall · c8 negres alfil · d8 negres dama · e8 negres rei · f8 negres alfil · g8 negres cavall · h8 negres torre · a7 negres peó · b7 negres peó · c7 negres peó · d7 negres peó · e7 negres peó · f7 negres peó · g7 negres peó · h7 negres peó · e4 blanques peó · a2 blanques peó · b2 blanques peó · c2 blanques peó · d2 blanques peó · f2 blanques peó · g2 blanques peó · h2 blanques peó · a1 blanques torre · b1 blanques cavall · c1 blanques alfil · d1 blanques dama · e1 blanques rei · f1 blanques alfil · g1 blanques cavall · h1 blanques torre | a8 negres torre · b8 negres cavall · c8 negres alfil · d8 negres dama · e8 negres rei · f8 negres alfil · g8 negres cavall · h8 negres torre · a7 negres peó · b7 negres peó · c7 negres peó · d7 negres peó · e7 negres peó · f7 negres peó · g7 negres peó · h7 negres peó · e4 blanques peó · a2 blanques peó · b2 blanques peó · c2 blanques peó · d2 blanques peó · f2 blanques peó · g2 blanques peó · h2 blanques peó · a1 blanques torre · b1 blanques cavall · c1 blanques alfil · d1 blanques dama · e1 blanques rei · f1 blanques alfil · g1 blanques cavall · h1 blanques torre | a8 negres torre · b8 negres cavall · c8 negres alfil · d8 negres dama · e8 negres rei · f8 negres alfil · g8 negres cavall · h8 negres torre · a7 negres peó · b7 negres peó · c7 negres peó · d7 negres peó · e7 negres peó · f7 negres peó · g7 negres peó · h7 negres peó · e4 blanques peó · a2 blanques peó · b2 blanques peó · c2 blanques peó · d2 blanques peó · f2 blanques peó · g2 blanques peó · h2 blanques peó · a1 blanques torre · b1 blanques cavall · c1 blanques alfil · d1 blanques dama · e1 blanques rei · f1 blanques alfil · g1 blanques cavall · h1 blanques torre | a8 negres torre · b8 negres cavall · c8 negres alfil · d8 negres dama · e8 negres rei · f8 negres alfil · g8 negres cavall · h8 negres torre · a7 negres peó · b7 negres peó · c7 negres peó · d7 negres peó · e7 negres peó · f7 negres peó · g7 negres peó · h7 negres peó · e4 blanques peó · a2 blanques peó · b2 blanques peó · c2 blanques peó · d2 blanques peó · f2 blanques peó · g2 blanques peó · h2 blanques peó · a1 blanques torre · b1 blanques cavall · c1 blanques alfil · d1 blanques dama · e1 blanques rei · f1 blanques alfil · g1 blanques cavall · h1 blanques torre | 8 |
| 7 | a8 negres torre · b8 negres cavall · c8 negres alfil · d8 negres dama · e8 negres rei · f8 negres alfil · g8 negres cavall · h8 negres torre · a7 negres peó · b7 negres peó · c7 negres peó · d7 negres peó · e7 negres peó · f7 negres peó · g7 negres peó · h7 negres peó · e4 blanques peó · a2 blanques peó · b2 blanques peó · c2 blanques peó · d2 blanques peó · f2 blanques peó · g2 blanques peó · h2 blanques peó · a1 blanques torre · b1 blanques cavall · c1 blanques alfil · d1 blanques dama · e1 blanques rei · f1 blanques alfil · g1 blanques cavall · h1 blanques torre | a8 negres torre · b8 negres cavall · c8 negres alfil · d8 negres dama · e8 negres rei · f8 negres alfil · g8 negres cavall · h8 negres torre · a7 negres peó · b7 negres peó · c7 negres peó · d7 negres peó · e7 negres peó · f7 negres peó · g7 negres peó · h7 negres peó · e4 blanques peó · a2 blanques peó · b2 blanques peó · c2 blanques peó · d2 blanques peó · f2 blanques peó · g2 blanques peó · h2 blanques peó · a1 blanques torre · b1 blanques cavall · c1 blanques alfil · d1 blanques dama · e1 blanques rei · f1 blanques alfil · g1 blanques cavall · h1 blanques torre | a8 negres torre · b8 negres cavall · c8 negres alfil · d8 negres dama · e8 negres rei · f8 negres alfil · g8 negres cavall · h8 negres torre · a7 negres peó · b7 negres peó · c7 negres peó · d7 negres peó · e7 negres peó · f7 negres peó · g7 negres peó · h7 negres peó · e4 blanques peó · a2 blanques peó · b2 blanques peó · c2 blanques peó · d2 blanques peó · f2 blanques peó · g2 blanques peó · h2 blanques peó · a1 blanques torre · b1 blanques cavall · c1 blanques alfil · d1 blanques dama · e1 blanques rei · f1 blanques alfil · g1 blanques cavall · h1 blanques torre | a8 negres torre · b8 negres cavall · c8 negres alfil · d8 negres dama · e8 negres rei · f8 negres alfil · g8 negres cavall · h8 negres torre · a7 negres peó · b7 negres peó · c7 negres peó · d7 negres peó · e7 negres peó · f7 negres peó · g7 negres peó · h7 negres peó · e4 blanques peó · a2 blanques peó · b2 blanques peó · c2 blanques peó · d2 blanques peó · f2 blanques peó · g2 blanques peó · h2 blanques peó · a1 blanques torre · b1 blanques cavall · c1 blanques alfil · d1 blanques dama · e1 blanques rei · f1 blanques alfil · g1 blanques cavall · h1 blanques torre | a8 negres torre · b8 negres cavall · c8 negres alfil · d8 negres dama · e8 negres rei · f8 negres alfil · g8 negres cavall · h8 negres torre · a7 negres peó · b7 negres peó · c7 negres peó · d7 negres peó · e7 negres peó · f7 negres peó · g7 negres peó · h7 negres peó · e4 blanques peó · a2 blanques peó · b2 blanques peó · c2 blanques peó · d2 blanques peó · f2 blanques peó · g2 blanques peó · h2 blanques peó · a1 blanques torre · b1 blanques cavall · c1 blanques alfil · d1 blanques dama · e1 blanques rei · f1 blanques alfil · g1 blanques cavall · h1 blanques torre | a8 negres torre · b8 negres cavall · c8 negres alfil · d8 negres dama · e8 negres rei · f8 negres alfil · g8 negres cavall · h8 negres torre · a7 negres peó · b7 negres peó · c7 negres peó · d7 negres peó · e7 negres peó · f7 negres peó · g7 negres peó · h7 negres peó · e4 blanques peó · a2 blanques peó · b2 blanques peó · c2 blanques peó · d2 blanques peó · f2 blanques peó · g2 blanques peó · h2 blanques peó · a1 blanques torre · b1 blanques cavall · c1 blanques alfil · d1 blanques dama · e1 blanques rei · f1 blanques alfil · g1 blanques cavall · h1 blanques torre | a8 negres torre · b8 negres cavall · c8 negres alfil · d8 negres dama · e8 negres rei · f8 negres alfil · g8 negres cavall · h8 negres torre · a7 negres peó · b7 negres peó · c7 negres peó · d7 negres peó · e7 negres peó · f7 negres peó · g7 negres peó · h7 negres peó · e4 blanques peó · a2 blanques peó · b2 blanques peó · c2 blanques peó · d2 blanques peó · f2 blanques peó · g2 blanques peó · h2 blanques peó · a1 blanques torre · b1 blanques cavall · c1 blanques alfil · d1 blanques dama · e1 blanques rei · f1 blanques alfil · g1 blanques cavall · h1 blanques torre | a8 negres torre · b8 negres cavall · c8 negres alfil · d8 negres dama · e8 negres rei · f8 negres alfil · g8 negres cavall · h8 negres torre · a7 negres peó · b7 negres peó · c7 negres peó · d7 negres peó · e7 negres peó · f7 negres peó · g7 negres peó · h7 negres peó · e4 blanques peó · a2 blanques peó · b2 blanques peó · c2 blanques peó · d2 blanques peó · f2 blanques peó · g2 blanques peó · h2 blanques peó · a1 blanques torre · b1 blanques cavall · c1 blanques alfil · d1 blanques dama · e1 blanques rei · f1 blanques alfil · g1 blanques cavall · h1 blanques torre | 7 |
| 6 | a8 negres torre · b8 negres cavall · c8 negres alfil · d8 negres dama · e8 negres rei · f8 negres alfil · g8 negres cavall · h8 negres torre · a7 negres peó · b7 negres peó · c7 negres peó · d7 negres peó · e7 negres peó · f7 negres peó · g7 negres peó · h7 negres peó · e4 blanques peó · a2 blanques peó · b2 blanques peó · c2 blanques peó · d2 blanques peó · f2 blanques peó · g2 blanques peó · h2 blanques peó · a1 blanques torre · b1 blanques cavall · c1 blanques alfil · d1 blanques dama · e1 blanques rei · f1 blanques alfil · g1 blanques cavall · h1 blanques torre | a8 negres torre · b8 negres cavall · c8 negres alfil · d8 negres dama · e8 negres rei · f8 negres alfil · g8 negres cavall · h8 negres torre · a7 negres peó · b7 negres peó · c7 negres peó · d7 negres peó · e7 negres peó · f7 negres peó · g7 negres peó · h7 negres peó · e4 blanques peó · a2 blanques peó · b2 blanques peó · c2 blanques peó · d2 blanques peó · f2 blanques peó · g2 blanques peó · h2 blanques peó · a1 blanques torre · b1 blanques cavall · c1 blanques alfil · d1 blanques dama · e1 blanques rei · f1 blanques alfil · g1 blanques cavall · h1 blanques torre | a8 negres torre · b8 negres cavall · c8 negres alfil · d8 negres dama · e8 negres rei · f8 negres alfil · g8 negres cavall · h8 negres torre · a7 negres peó · b7 negres peó · c7 negres peó · d7 negres peó · e7 negres peó · f7 negres peó · g7 negres peó · h7 negres peó · e4 blanques peó · a2 blanques peó · b2 blanques peó · c2 blanques peó · d2 blanques peó · f2 blanques peó · g2 blanques peó · h2 blanques peó · a1 blanques torre · b1 blanques cavall · c1 blanques alfil · d1 blanques dama · e1 blanques rei · f1 blanques alfil · g1 blanques cavall · h1 blanques torre | a8 negres torre · b8 negres cavall · c8 negres alfil · d8 negres dama · e8 negres rei · f8 negres alfil · g8 negres cavall · h8 negres torre · a7 negres peó · b7 negres peó · c7 negres peó · d7 negres peó · e7 negres peó · f7 negres peó · g7 negres peó · h7 negres peó · e4 blanques peó · a2 blanques peó · b2 blanques peó · c2 blanques peó · d2 blanques peó · f2 blanques peó · g2 blanques peó · h2 blanques peó · a1 blanques torre · b1 blanques cavall · c1 blanques alfil · d1 blanques dama · e1 blanques rei · f1 blanques alfil · g1 blanques cavall · h1 blanques torre | a8 negres torre · b8 negres cavall · c8 negres alfil · d8 negres dama · e8 negres rei · f8 negres alfil · g8 negres cavall · h8 negres torre · a7 negres peó · b7 negres peó · c7 negres peó · d7 negres peó · e7 negres peó · f7 negres peó · g7 negres peó · h7 negres peó · e4 blanques peó · a2 blanques peó · b2 blanques peó · c2 blanques peó · d2 blanques peó · f2 blanques peó · g2 blanques peó · h2 blanques peó · a1 blanques torre · b1 blanques cavall · c1 blanques alfil · d1 blanques dama · e1 blanques rei · f1 blanques alfil · g1 blanques cavall · h1 blanques torre | a8 negres torre · b8 negres cavall · c8 negres alfil · d8 negres dama · e8 negres rei · f8 negres alfil · g8 negres cavall · h8 negres torre · a7 negres peó · b7 negres peó · c7 negres peó · d7 negres peó · e7 negres peó · f7 negres peó · g7 negres peó · h7 negres peó · e4 blanques peó · a2 blanques peó · b2 blanques peó · c2 blanques peó · d2 blanques peó · f2 blanques peó · g2 blanques peó · h2 blanques peó · a1 blanques torre · b1 blanques cavall · c1 blanques alfil · d1 blanques dama · e1 blanques rei · f1 blanques alfil · g1 blanques cavall · h1 blanques torre | a8 negres torre · b8 negres cavall · c8 negres alfil · d8 negres dama · e8 negres rei · f8 negres alfil · g8 negres cavall · h8 negres torre · a7 negres peó · b7 negres peó · c7 negres peó · d7 negres peó · e7 negres peó · f7 negres peó · g7 negres peó · h7 negres peó · e4 blanques peó · a2 blanques peó · b2 blanques peó · c2 blanques peó · d2 blanques peó · f2 blanques peó · g2 blanques peó · h2 blanques peó · a1 blanques torre · b1 blanques cavall · c1 blanques alfil · d1 blanques dama · e1 blanques rei · f1 blanques alfil · g1 blanques cavall · h1 blanques torre | a8 negres torre · b8 negres cavall · c8 negres alfil · d8 negres dama · e8 negres rei · f8 negres alfil · g8 negres cavall · h8 negres torre · a7 negres peó · b7 negres peó · c7 negres peó · d7 negres peó · e7 negres peó · f7 negres peó · g7 negres peó · h7 negres peó · e4 blanques peó · a2 blanques peó · b2 blanques peó · c2 blanques peó · d2 blanques peó · f2 blanques peó · g2 blanques peó · h2 blanques peó · a1 blanques torre · b1 blanques cavall · c1 blanques alfil · d1 blanques dama · e1 blanques rei · f1 blanques alfil · g1 blanques cavall · h1 blanques torre | 6 |
| 5 | a8 negres torre · b8 negres cavall · c8 negres alfil · d8 negres dama · e8 negres rei · f8 negres alfil · g8 negres cavall · h8 negres torre · a7 negres peó · b7 negres peó · c7 negres peó · d7 negres peó · e7 negres peó · f7 negres peó · g7 negres peó · h7 negres peó · e4 blanques peó · a2 blanques peó · b2 blanques peó · c2 blanques peó · d2 blanques peó · f2 blanques peó · g2 blanques peó · h2 blanques peó · a1 blanques torre · b1 blanques cavall · c1 blanques alfil · d1 blanques dama · e1 blanques rei · f1 blanques alfil · g1 blanques cavall · h1 blanques torre | a8 negres torre · b8 negres cavall · c8 negres alfil · d8 negres dama · e8 negres rei · f8 negres alfil · g8 negres cavall · h8 negres torre · a7 negres peó · b7 negres peó · c7 negres peó · d7 negres peó · e7 negres peó · f7 negres peó · g7 negres peó · h7 negres peó · e4 blanques peó · a2 blanques peó · b2 blanques peó · c2 blanques peó · d2 blanques peó · f2 blanques peó · g2 blanques peó · h2 blanques peó · a1 blanques torre · b1 blanques cavall · c1 blanques alfil · d1 blanques dama · e1 blanques rei · f1 blanques alfil · g1 blanques cavall · h1 blanques torre | a8 negres torre · b8 negres cavall · c8 negres alfil · d8 negres dama · e8 negres rei · f8 negres alfil · g8 negres cavall · h8 negres torre · a7 negres peó · b7 negres peó · c7 negres peó · d7 negres peó · e7 negres peó · f7 negres peó · g7 negres peó · h7 negres peó · e4 blanques peó · a2 blanques peó · b2 blanques peó · c2 blanques peó · d2 blanques peó · f2 blanques peó · g2 blanques peó · h2 blanques peó · a1 blanques torre · b1 blanques cavall · c1 blanques alfil · d1 blanques dama · e1 blanques rei · f1 blanques alfil · g1 blanques cavall · h1 blanques torre | a8 negres torre · b8 negres cavall · c8 negres alfil · d8 negres dama · e8 negres rei · f8 negres alfil · g8 negres cavall · h8 negres torre · a7 negres peó · b7 negres peó · c7 negres peó · d7 negres peó · e7 negres peó · f7 negres peó · g7 negres peó · h7 negres peó · e4 blanques peó · a2 blanques peó · b2 blanques peó · c2 blanques peó · d2 blanques peó · f2 blanques peó · g2 blanques peó · h2 blanques peó · a1 blanques torre · b1 blanques cavall · c1 blanques alfil · d1 blanques dama · e1 blanques rei · f1 blanques alfil · g1 blanques cavall · h1 blanques torre | a8 negres torre · b8 negres cavall · c8 negres alfil · d8 negres dama · e8 negres rei · f8 negres alfil · g8 negres cavall · h8 negres torre · a7 negres peó · b7 negres peó · c7 negres peó · d7 negres peó · e7 negres peó · f7 negres peó · g7 negres peó · h7 negres peó · e4 blanques peó · a2 blanques peó · b2 blanques peó · c2 blanques peó · d2 blanques peó · f2 blanques peó · g2 blanques peó · h2 blanques peó · a1 blanques torre · b1 blanques cavall · c1 blanques alfil · d1 blanques dama · e1 blanques rei · f1 blanques alfil · g1 blanques cavall · h1 blanques torre | a8 negres torre · b8 negres cavall · c8 negres alfil · d8 negres dama · e8 negres rei · f8 negres alfil · g8 negres cavall · h8 negres torre · a7 negres peó · b7 negres peó · c7 negres peó · d7 negres peó · e7 negres peó · f7 negres peó · g7 negres peó · h7 negres peó · e4 blanques peó · a2 blanques peó · b2 blanques peó · c2 blanques peó · d2 blanques peó · f2 blanques peó · g2 blanques peó · h2 blanques peó · a1 blanques torre · b1 blanques cavall · c1 blanques alfil · d1 blanques dama · e1 blanques rei · f1 blanques alfil · g1 blanques cavall · h1 blanques torre | a8 negres torre · b8 negres cavall · c8 negres alfil · d8 negres dama · e8 negres rei · f8 negres alfil · g8 negres cavall · h8 negres torre · a7 negres peó · b7 negres peó · c7 negres peó · d7 negres peó · e7 negres peó · f7 negres peó · g7 negres peó · h7 negres peó · e4 blanques peó · a2 blanques peó · b2 blanques peó · c2 blanques peó · d2 blanques peó · f2 blanques peó · g2 blanques peó · h2 blanques peó · a1 blanques torre · b1 blanques cavall · c1 blanques alfil · d1 blanques dama · e1 blanques rei · f1 blanques alfil · g1 blanques cavall · h1 blanques torre | a8 negres torre · b8 negres cavall · c8 negres alfil · d8 negres dama · e8 negres rei · f8 negres alfil · g8 negres cavall · h8 negres torre · a7 negres peó · b7 negres peó · c7 negres peó · d7 negres peó · e7 negres peó · f7 negres peó · g7 negres peó · h7 negres peó · e4 blanques peó · a2 blanques peó · b2 blanques peó · c2 blanques peó · d2 blanques peó · f2 blanques peó · g2 blanques peó · h2 blanques peó · a1 blanques torre · b1 blanques cavall · c1 blanques alfil · d1 blanques dama · e1 blanques rei · f1 blanques alfil · g1 blanques cavall · h1 blanques torre | 5 |
| 4 | a8 negres torre · b8 negres cavall · c8 negres alfil · d8 negres dama · e8 negres rei · f8 negres alfil · g8 negres cavall · h8 negres torre · a7 negres peó · b7 negres peó · c7 negres peó · d7 negres peó · e7 negres peó · f7 negres peó · g7 negres peó · h7 negres peó · e4 blanques peó · a2 blanques peó · b2 blanques peó · c2 blanques peó · d2 blanques peó · f2 blanques peó · g2 blanques peó · h2 blanques peó · a1 blanques torre · b1 blanques cavall · c1 blanques alfil · d1 blanques dama · e1 blanques rei · f1 blanques alfil · g1 blanques cavall · h1 blanques torre | a8 negres torre · b8 negres cavall · c8 negres alfil · d8 negres dama · e8 negres rei · f8 negres alfil · g8 negres cavall · h8 negres torre · a7 negres peó · b7 negres peó · c7 negres peó · d7 negres peó · e7 negres peó · f7 negres peó · g7 negres peó · h7 negres peó · e4 blanques peó · a2 blanques peó · b2 blanques peó · c2 blanques peó · d2 blanques peó · f2 blanques peó · g2 blanques peó · h2 blanques peó · a1 blanques torre · b1 blanques cavall · c1 blanques alfil · d1 blanques dama · e1 blanques rei · f1 blanques alfil · g1 blanques cavall · h1 blanques torre | a8 negres torre · b8 negres cavall · c8 negres alfil · d8 negres dama · e8 negres rei · f8 negres alfil · g8 negres cavall · h8 negres torre · a7 negres peó · b7 negres peó · c7 negres peó · d7 negres peó · e7 negres peó · f7 negres peó · g7 negres peó · h7 negres peó · e4 blanques peó · a2 blanques peó · b2 blanques peó · c2 blanques peó · d2 blanques peó · f2 blanques peó · g2 blanques peó · h2 blanques peó · a1 blanques torre · b1 blanques cavall · c1 blanques alfil · d1 blanques dama · e1 blanques rei · f1 blanques alfil · g1 blanques cavall · h1 blanques torre | a8 negres torre · b8 negres cavall · c8 negres alfil · d8 negres dama · e8 negres rei · f8 negres alfil · g8 negres cavall · h8 negres torre · a7 negres peó · b7 negres peó · c7 negres peó · d7 negres peó · e7 negres peó · f7 negres peó · g7 negres peó · h7 negres peó · e4 blanques peó · a2 blanques peó · b2 blanques peó · c2 blanques peó · d2 blanques peó · f2 blanques peó · g2 blanques peó · h2 blanques peó · a1 blanques torre · b1 blanques cavall · c1 blanques alfil · d1 blanques dama · e1 blanques rei · f1 blanques alfil · g1 blanques cavall · h1 blanques torre | a8 negres torre · b8 negres cavall · c8 negres alfil · d8 negres dama · e8 negres rei · f8 negres alfil · g8 negres cavall · h8 negres torre · a7 negres peó · b7 negres peó · c7 negres peó · d7 negres peó · e7 negres peó · f7 negres peó · g7 negres peó · h7 negres peó · e4 blanques peó · a2 blanques peó · b2 blanques peó · c2 blanques peó · d2 blanques peó · f2 blanques peó · g2 blanques peó · h2 blanques peó · a1 blanques torre · b1 blanques cavall · c1 blanques alfil · d1 blanques dama · e1 blanques rei · f1 blanques alfil · g1 blanques cavall · h1 blanques torre | a8 negres torre · b8 negres cavall · c8 negres alfil · d8 negres dama · e8 negres rei · f8 negres alfil · g8 negres cavall · h8 negres torre · a7 negres peó · b7 negres peó · c7 negres peó · d7 negres peó · e7 negres peó · f7 negres peó · g7 negres peó · h7 negres peó · e4 blanques peó · a2 blanques peó · b2 blanques peó · c2 blanques peó · d2 blanques peó · f2 blanques peó · g2 blanques peó · h2 blanques peó · a1 blanques torre · b1 blanques cavall · c1 blanques alfil · d1 blanques dama · e1 blanques rei · f1 blanques alfil · g1 blanques cavall · h1 blanques torre | a8 negres torre · b8 negres cavall · c8 negres alfil · d8 negres dama · e8 negres rei · f8 negres alfil · g8 negres cavall · h8 negres torre · a7 negres peó · b7 negres peó · c7 negres peó · d7 negres peó · e7 negres peó · f7 negres peó · g7 negres peó · h7 negres peó · e4 blanques peó · a2 blanques peó · b2 blanques peó · c2 blanques peó · d2 blanques peó · f2 blanques peó · g2 blanques peó · h2 blanques peó · a1 blanques torre · b1 blanques cavall · c1 blanques alfil · d1 blanques dama · e1 blanques rei · f1 blanques alfil · g1 blanques cavall · h1 blanques torre | a8 negres torre · b8 negres cavall · c8 negres alfil · d8 negres dama · e8 negres rei · f8 negres alfil · g8 negres cavall · h8 negres torre · a7 negres peó · b7 negres peó · c7 negres peó · d7 negres peó · e7 negres peó · f7 negres peó · g7 negres peó · h7 negres peó · e4 blanques peó · a2 blanques peó · b2 blanques peó · c2 blanques peó · d2 blanques peó · f2 blanques peó · g2 blanques peó · h2 blanques peó · a1 blanques torre · b1 blanques cavall · c1 blanques alfil · d1 blanques dama · e1 blanques rei · f1 blanques alfil · g1 blanques cavall · h1 blanques torre | 4 |
| 3 | a8 negres torre · b8 negres cavall · c8 negres alfil · d8 negres dama · e8 negres rei · f8 negres alfil · g8 negres cavall · h8 negres torre · a7 negres peó · b7 negres peó · c7 negres peó · d7 negres peó · e7 negres peó · f7 negres peó · g7 negres peó · h7 negres peó · e4 blanques peó · a2 blanques peó · b2 blanques peó · c2 blanques peó · d2 blanques peó · f2 blanques peó · g2 blanques peó · h2 blanques peó · a1 blanques torre · b1 blanques cavall · c1 blanques alfil · d1 blanques dama · e1 blanques rei · f1 blanques alfil · g1 blanques cavall · h1 blanques torre | a8 negres torre · b8 negres cavall · c8 negres alfil · d8 negres dama · e8 negres rei · f8 negres alfil · g8 negres cavall · h8 negres torre · a7 negres peó · b7 negres peó · c7 negres peó · d7 negres peó · e7 negres peó · f7 negres peó · g7 negres peó · h7 negres peó · e4 blanques peó · a2 blanques peó · b2 blanques peó · c2 blanques peó · d2 blanques peó · f2 blanques peó · g2 blanques peó · h2 blanques peó · a1 blanques torre · b1 blanques cavall · c1 blanques alfil · d1 blanques dama · e1 blanques rei · f1 blanques alfil · g1 blanques cavall · h1 blanques torre | a8 negres torre · b8 negres cavall · c8 negres alfil · d8 negres dama · e8 negres rei · f8 negres alfil · g8 negres cavall · h8 negres torre · a7 negres peó · b7 negres peó · c7 negres peó · d7 negres peó · e7 negres peó · f7 negres peó · g7 negres peó · h7 negres peó · e4 blanques peó · a2 blanques peó · b2 blanques peó · c2 blanques peó · d2 blanques peó · f2 blanques peó · g2 blanques peó · h2 blanques peó · a1 blanques torre · b1 blanques cavall · c1 blanques alfil · d1 blanques dama · e1 blanques rei · f1 blanques alfil · g1 blanques cavall · h1 blanques torre | a8 negres torre · b8 negres cavall · c8 negres alfil · d8 negres dama · e8 negres rei · f8 negres alfil · g8 negres cavall · h8 negres torre · a7 negres peó · b7 negres peó · c7 negres peó · d7 negres peó · e7 negres peó · f7 negres peó · g7 negres peó · h7 negres peó · e4 blanques peó · a2 blanques peó · b2 blanques peó · c2 blanques peó · d2 blanques peó · f2 blanques peó · g2 blanques peó · h2 blanques peó · a1 blanques torre · b1 blanques cavall · c1 blanques alfil · d1 blanques dama · e1 blanques rei · f1 blanques alfil · g1 blanques cavall · h1 blanques torre | a8 negres torre · b8 negres cavall · c8 negres alfil · d8 negres dama · e8 negres rei · f8 negres alfil · g8 negres cavall · h8 negres torre · a7 negres peó · b7 negres peó · c7 negres peó · d7 negres peó · e7 negres peó · f7 negres peó · g7 negres peó · h7 negres peó · e4 blanques peó · a2 blanques peó · b2 blanques peó · c2 blanques peó · d2 blanques peó · f2 blanques peó · g2 blanques peó · h2 blanques peó · a1 blanques torre · b1 blanques cavall · c1 blanques alfil · d1 blanques dama · e1 blanques rei · f1 blanques alfil · g1 blanques cavall · h1 blanques torre | a8 negres torre · b8 negres cavall · c8 negres alfil · d8 negres dama · e8 negres rei · f8 negres alfil · g8 negres cavall · h8 negres torre · a7 negres peó · b7 negres peó · c7 negres peó · d7 negres peó · e7 negres peó · f7 negres peó · g7 negres peó · h7 negres peó · e4 blanques peó · a2 blanques peó · b2 blanques peó · c2 blanques peó · d2 blanques peó · f2 blanques peó · g2 blanques peó · h2 blanques peó · a1 blanques torre · b1 blanques cavall · c1 blanques alfil · d1 blanques dama · e1 blanques rei · f1 blanques alfil · g1 blanques cavall · h1 blanques torre | a8 negres torre · b8 negres cavall · c8 negres alfil · d8 negres dama · e8 negres rei · f8 negres alfil · g8 negres cavall · h8 negres torre · a7 negres peó · b7 negres peó · c7 negres peó · d7 negres peó · e7 negres peó · f7 negres peó · g7 negres peó · h7 negres peó · e4 blanques peó · a2 blanques peó · b2 blanques peó · c2 blanques peó · d2 blanques peó · f2 blanques peó · g2 blanques peó · h2 blanques peó · a1 blanques torre · b1 blanques cavall · c1 blanques alfil · d1 blanques dama · e1 blanques rei · f1 blanques alfil · g1 blanques cavall · h1 blanques torre | a8 negres torre · b8 negres cavall · c8 negres alfil · d8 negres dama · e8 negres rei · f8 negres alfil · g8 negres cavall · h8 negres torre · a7 negres peó · b7 negres peó · c7 negres peó · d7 negres peó · e7 negres peó · f7 negres peó · g7 negres peó · h7 negres peó · e4 blanques peó · a2 blanques peó · b2 blanques peó · c2 blanques peó · d2 blanques peó · f2 blanques peó · g2 blanques peó · h2 blanques peó · a1 blanques torre · b1 blanques cavall · c1 blanques alfil · d1 blanques dama · e1 blanques rei · f1 blanques alfil · g1 blanques cavall · h1 blanques torre | 3 |
| 2 | a8 negres torre · b8 negres cavall · c8 negres alfil · d8 negres dama · e8 negres rei · f8 negres alfil · g8 negres cavall · h8 negres torre · a7 negres peó · b7 negres peó · c7 negres peó · d7 negres peó · e7 negres peó · f7 negres peó · g7 negres peó · h7 negres peó · e4 blanques peó · a2 blanques peó · b2 blanques peó · c2 blanques peó · d2 blanques peó · f2 blanques peó · g2 blanques peó · h2 blanques peó · a1 blanques torre · b1 blanques cavall · c1 blanques alfil · d1 blanques dama · e1 blanques rei · f1 blanques alfil · g1 blanques cavall · h1 blanques torre | a8 negres torre · b8 negres cavall · c8 negres alfil · d8 negres dama · e8 negres rei · f8 negres alfil · g8 negres cavall · h8 negres torre · a7 negres peó · b7 negres peó · c7 negres peó · d7 negres peó · e7 negres peó · f7 negres peó · g7 negres peó · h7 negres peó · e4 blanques peó · a2 blanques peó · b2 blanques peó · c2 blanques peó · d2 blanques peó · f2 blanques peó · g2 blanques peó · h2 blanques peó · a1 blanques torre · b1 blanques cavall · c1 blanques alfil · d1 blanques dama · e1 blanques rei · f1 blanques alfil · g1 blanques cavall · h1 blanques torre | a8 negres torre · b8 negres cavall · c8 negres alfil · d8 negres dama · e8 negres rei · f8 negres alfil · g8 negres cavall · h8 negres torre · a7 negres peó · b7 negres peó · c7 negres peó · d7 negres peó · e7 negres peó · f7 negres peó · g7 negres peó · h7 negres peó · e4 blanques peó · a2 blanques peó · b2 blanques peó · c2 blanques peó · d2 blanques peó · f2 blanques peó · g2 blanques peó · h2 blanques peó · a1 blanques torre · b1 blanques cavall · c1 blanques alfil · d1 blanques dama · e1 blanques rei · f1 blanques alfil · g1 blanques cavall · h1 blanques torre | a8 negres torre · b8 negres cavall · c8 negres alfil · d8 negres dama · e8 negres rei · f8 negres alfil · g8 negres cavall · h8 negres torre · a7 negres peó · b7 negres peó · c7 negres peó · d7 negres peó · e7 negres peó · f7 negres peó · g7 negres peó · h7 negres peó · e4 blanques peó · a2 blanques peó · b2 blanques peó · c2 blanques peó · d2 blanques peó · f2 blanques peó · g2 blanques peó · h2 blanques peó · a1 blanques torre · b1 blanques cavall · c1 blanques alfil · d1 blanques dama · e1 blanques rei · f1 blanques alfil · g1 blanques cavall · h1 blanques torre | a8 negres torre · b8 negres cavall · c8 negres alfil · d8 negres dama · e8 negres rei · f8 negres alfil · g8 negres cavall · h8 negres torre · a7 negres peó · b7 negres peó · c7 negres peó · d7 negres peó · e7 negres peó · f7 negres peó · g7 negres peó · h7 negres peó · e4 blanques peó · a2 blanques peó · b2 blanques peó · c2 blanques peó · d2 blanques peó · f2 blanques peó · g2 blanques peó · h2 blanques peó · a1 blanques torre · b1 blanques cavall · c1 blanques alfil · d1 blanques dama · e1 blanques rei · f1 blanques alfil · g1 blanques cavall · h1 blanques torre | a8 negres torre · b8 negres cavall · c8 negres alfil · d8 negres dama · e8 negres rei · f8 negres alfil · g8 negres cavall · h8 negres torre · a7 negres peó · b7 negres peó · c7 negres peó · d7 negres peó · e7 negres peó · f7 negres peó · g7 negres peó · h7 negres peó · e4 blanques peó · a2 blanques peó · b2 blanques peó · c2 blanques peó · d2 blanques peó · f2 blanques peó · g2 blanques peó · h2 blanques peó · a1 blanques torre · b1 blanques cavall · c1 blanques alfil · d1 blanques dama · e1 blanques rei · f1 blanques alfil · g1 blanques cavall · h1 blanques torre | a8 negres torre · b8 negres cavall · c8 negres alfil · d8 negres dama · e8 negres rei · f8 negres alfil · g8 negres cavall · h8 negres torre · a7 negres peó · b7 negres peó · c7 negres peó · d7 negres peó · e7 negres peó · f7 negres peó · g7 negres peó · h7 negres peó · e4 blanques peó · a2 blanques peó · b2 blanques peó · c2 blanques peó · d2 blanques peó · f2 blanques peó · g2 blanques peó · h2 blanques peó · a1 blanques torre · b1 blanques cavall · c1 blanques alfil · d1 blanques dama · e1 blanques rei · f1 blanques alfil · g1 blanques cavall · h1 blanques torre | a8 negres torre · b8 negres cavall · c8 negres alfil · d8 negres dama · e8 negres rei · f8 negres alfil · g8 negres cavall · h8 negres torre · a7 negres peó · b7 negres peó · c7 negres peó · d7 negres peó · e7 negres peó · f7 negres peó · g7 negres peó · h7 negres peó · e4 blanques peó · a2 blanques peó · b2 blanques peó · c2 blanques peó · d2 blanques peó · f2 blanques peó · g2 blanques peó · h2 blanques peó · a1 blanques torre · b1 blanques cavall · c1 blanques alfil · d1 blanques dama · e1 blanques rei · f1 blanques alfil · g1 blanques cavall · h1 blanques torre | 2 |
| 1 | a8 negres torre · b8 negres cavall · c8 negres alfil · d8 negres dama · e8 negres rei · f8 negres alfil · g8 negres cavall · h8 negres torre · a7 negres peó · b7 negres peó · c7 negres peó · d7 negres peó · e7 negres peó · f7 negres peó · g7 negres peó · h7 negres peó · e4 blanques peó · a2 blanques peó · b2 blanques peó · c2 blanques peó · d2 blanques peó · f2 blanques peó · g2 blanques peó · h2 blanques peó · a1 blanques torre · b1 blanques cavall · c1 blanques alfil · d1 blanques dama · e1 blanques rei · f1 blanques alfil · g1 blanques cavall · h1 blanques torre | a8 negres torre · b8 negres cavall · c8 negres alfil · d8 negres dama · e8 negres rei · f8 negres alfil · g8 negres cavall · h8 negres torre · a7 negres peó · b7 negres peó · c7 negres peó · d7 negres peó · e7 negres peó · f7 negres peó · g7 negres peó · h7 negres peó · e4 blanques peó · a2 blanques peó · b2 blanques peó · c2 blanques peó · d2 blanques peó · f2 blanques peó · g2 blanques peó · h2 blanques peó · a1 blanques torre · b1 blanques cavall · c1 blanques alfil · d1 blanques dama · e1 blanques rei · f1 blanques alfil · g1 blanques cavall · h1 blanques torre | a8 negres torre · b8 negres cavall · c8 negres alfil · d8 negres dama · e8 negres rei · f8 negres alfil · g8 negres cavall · h8 negres torre · a7 negres peó · b7 negres peó · c7 negres peó · d7 negres peó · e7 negres peó · f7 negres peó · g7 negres peó · h7 negres peó · e4 blanques peó · a2 blanques peó · b2 blanques peó · c2 blanques peó · d2 blanques peó · f2 blanques peó · g2 blanques peó · h2 blanques peó · a1 blanques torre · b1 blanques cavall · c1 blanques alfil · d1 blanques dama · e1 blanques rei · f1 blanques alfil · g1 blanques cavall · h1 blanques torre | a8 negres torre · b8 negres cavall · c8 negres alfil · d8 negres dama · e8 negres rei · f8 negres alfil · g8 negres cavall · h8 negres torre · a7 negres peó · b7 negres peó · c7 negres peó · d7 negres peó · e7 negres peó · f7 negres peó · g7 negres peó · h7 negres peó · e4 blanques peó · a2 blanques peó · b2 blanques peó · c2 blanques peó · d2 blanques peó · f2 blanques peó · g2 blanques peó · h2 blanques peó · a1 blanques torre · b1 blanques cavall · c1 blanques alfil · d1 blanques dama · e1 blanques rei · f1 blanques alfil · g1 blanques cavall · h1 blanques torre | a8 negres torre · b8 negres cavall · c8 negres alfil · d8 negres dama · e8 negres rei · f8 negres alfil · g8 negres cavall · h8 negres torre · a7 negres peó · b7 negres peó · c7 negres peó · d7 negres peó · e7 negres peó · f7 negres peó · g7 negres peó · h7 negres peó · e4 blanques peó · a2 blanques peó · b2 blanques peó · c2 blanques peó · d2 blanques peó · f2 blanques peó · g2 blanques peó · h2 blanques peó · a1 blanques torre · b1 blanques cavall · c1 blanques alfil · d1 blanques dama · e1 blanques rei · f1 blanques alfil · g1 blanques cavall · h1 blanques torre | a8 negres torre · b8 negres cavall · c8 negres alfil · d8 negres dama · e8 negres rei · f8 negres alfil · g8 negres cavall · h8 negres torre · a7 negres peó · b7 negres peó · c7 negres peó · d7 negres peó · e7 negres peó · f7 negres peó · g7 negres peó · h7 negres peó · e4 blanques peó · a2 blanques peó · b2 blanques peó · c2 blanques peó · d2 blanques peó · f2 blanques peó · g2 blanques peó · h2 blanques peó · a1 blanques torre · b1 blanques cavall · c1 blanques alfil · d1 blanques dama · e1 blanques rei · f1 blanques alfil · g1 blanques cavall · h1 blanques torre | a8 negres torre · b8 negres cavall · c8 negres alfil · d8 negres dama · e8 negres rei · f8 negres alfil · g8 negres cavall · h8 negres torre · a7 negres peó · b7 negres peó · c7 negres peó · d7 negres peó · e7 negres peó · f7 negres peó · g7 negres peó · h7 negres peó · e4 blanques peó · a2 blanques peó · b2 blanques peó · c2 blanques peó · d2 blanques peó · f2 blanques peó · g2 blanques peó · h2 blanques peó · a1 blanques torre · b1 blanques cavall · c1 blanques alfil · d1 blanques dama · e1 blanques rei · f1 blanques alfil · g1 blanques cavall · h1 blanques torre | a8 negres torre · b8 negres cavall · c8 negres alfil · d8 negres dama · e8 negres rei · f8 negres alfil · g8 negres cavall · h8 negres torre · a7 negres peó · b7 negres peó · c7 negres peó · d7 negres peó · e7 negres peó · f7 negres peó · g7 negres peó · h7 negres peó · e4 blanques peó · a2 blanques peó · b2 blanques peó · c2 blanques peó · d2 blanques peó · f2 blanques peó · g2 blanques peó · h2 blanques peó · a1 blanques torre · b1 blanques cavall · c1 blanques alfil · d1 blanques dama · e1 blanques rei · f1 blanques alfil · g1 blanques cavall · h1 blanques torre | 1 |
|   | a | b | c | d | e | f | g | h |   |

Tot i que és un punt de vista molt minoritari, tres destacats mestres d'escacs del segle xx van afirmar que l'avantatge del blanc hauria de ser, o podria ser decisiu amb un joc perfecte. Weaver Adams, en aquells dies un dels principals mestres nord-americans, va ser el més conegut partidari d'aquest punt de vista, el qual va plantejar en el seu llibre de 1939 White to Play and Win (Les blanques juguen i guanyen), i que va continuar exposant en llibres i articles posteriors fins poc abans de morir el 1963. Adams opinava que 1.e4 era el moviment més fort de les blanques, i que si els dos bàndols feien les millors jugades a posteriori, «les blanques haurien de guanyar».
L'afirmació d'Adams fou àmpliament ridiculitzada. El GM Larry Evans va escriure el 1962: «El Sr. Adams i els seus companys poden ser vinculats a la dreta radical dels escacs. ... Weaver no s'acontenta amb mitjanies com la igualtat. És tot o res; lògica de dretes, en estat pur».
Adams no va tenir massa èxit a demostrar la validesa de la seva teoria en les seves partides en torneigs i matxs individuals. A l'any següent de la publicació del seu llibre, en les finals del Campionat obert d'escacs dels Estats Units de 1940, només va aconseguir un empat en les seves quatre partides amb blanques però va guanyar les seves quatre partides amb negres. Adams també va perdre un matx contra l'MI Israel Albert Horowitz, qui va jugar amb negres en totes les partides.

Segons Sveshnikov, Vsèvolod Ràuzer, un prominent jugador i teòric soviètic durant la dècada dels 1930, igualment "afirmà en els 1930: '1.e4—i les blanques guanyen!' i s'ho va manegar per demostrar-ho amb força freqüència." Rauzer i Adams així van negar la famosa frase del prominent jugador hipermodern Gyula Breyer, qui va dir que després d'1.e4, «la partida del blanc està a les acaballes!».

### Les blanques guanyen amb 1.d4
|   | a | b | c | d | e | f | g | h |   |
| 8 | a8 negres torre · b8 negres cavall · c8 negres alfil · d8 negres dama · e8 negres rei · f8 negres alfil · g8 negres cavall · h8 negres torre · a7 negres peó · b7 negres peó · c7 negres peó · d7 negres peó · e7 negres peó · f7 negres peó · g7 negres peó · h7 negres peó · d4 blanques peó · a2 blanques peó · b2 blanques peó · c2 blanques peó · e2 blanques peó · f2 blanques peó · g2 blanques peó · h2 blanques peó · a1 blanques torre · b1 blanques cavall · c1 blanques alfil · d1 blanques dama · e1 blanques rei · f1 blanques alfil · g1 blanques cavall · h1 blanques torre | a8 negres torre · b8 negres cavall · c8 negres alfil · d8 negres dama · e8 negres rei · f8 negres alfil · g8 negres cavall · h8 negres torre · a7 negres peó · b7 negres peó · c7 negres peó · d7 negres peó · e7 negres peó · f7 negres peó · g7 negres peó · h7 negres peó · d4 blanques peó · a2 blanques peó · b2 blanques peó · c2 blanques peó · e2 blanques peó · f2 blanques peó · g2 blanques peó · h2 blanques peó · a1 blanques torre · b1 blanques cavall · c1 blanques alfil · d1 blanques dama · e1 blanques rei · f1 blanques alfil · g1 blanques cavall · h1 blanques torre | a8 negres torre · b8 negres cavall · c8 negres alfil · d8 negres dama · e8 negres rei · f8 negres alfil · g8 negres cavall · h8 negres torre · a7 negres peó · b7 negres peó · c7 negres peó · d7 negres peó · e7 negres peó · f7 negres peó · g7 negres peó · h7 negres peó · d4 blanques peó · a2 blanques peó · b2 blanques peó · c2 blanques peó · e2 blanques peó · f2 blanques peó · g2 blanques peó · h2 blanques peó · a1 blanques torre · b1 blanques cavall · c1 blanques alfil · d1 blanques dama · e1 blanques rei · f1 blanques alfil · g1 blanques cavall · h1 blanques torre | a8 negres torre · b8 negres cavall · c8 negres alfil · d8 negres dama · e8 negres rei · f8 negres alfil · g8 negres cavall · h8 negres torre · a7 negres peó · b7 negres peó · c7 negres peó · d7 negres peó · e7 negres peó · f7 negres peó · g7 negres peó · h7 negres peó · d4 blanques peó · a2 blanques peó · b2 blanques peó · c2 blanques peó · e2 blanques peó · f2 blanques peó · g2 blanques peó · h2 blanques peó · a1 blanques torre · b1 blanques cavall · c1 blanques alfil · d1 blanques dama · e1 blanques rei · f1 blanques alfil · g1 blanques cavall · h1 blanques torre | a8 negres torre · b8 negres cavall · c8 negres alfil · d8 negres dama · e8 negres rei · f8 negres alfil · g8 negres cavall · h8 negres torre · a7 negres peó · b7 negres peó · c7 negres peó · d7 negres peó · e7 negres peó · f7 negres peó · g7 negres peó · h7 negres peó · d4 blanques peó · a2 blanques peó · b2 blanques peó · c2 blanques peó · e2 blanques peó · f2 blanques peó · g2 blanques peó · h2 blanques peó · a1 blanques torre · b1 blanques cavall · c1 blanques alfil · d1 blanques dama · e1 blanques rei · f1 blanques alfil · g1 blanques cavall · h1 blanques torre | a8 negres torre · b8 negres cavall · c8 negres alfil · d8 negres dama · e8 negres rei · f8 negres alfil · g8 negres cavall · h8 negres torre · a7 negres peó · b7 negres peó · c7 negres peó · d7 negres peó · e7 negres peó · f7 negres peó · g7 negres peó · h7 negres peó · d4 blanques peó · a2 blanques peó · b2 blanques peó · c2 blanques peó · e2 blanques peó · f2 blanques peó · g2 blanques peó · h2 blanques peó · a1 blanques torre · b1 blanques cavall · c1 blanques alfil · d1 blanques dama · e1 blanques rei · f1 blanques alfil · g1 blanques cavall · h1 blanques torre | a8 negres torre · b8 negres cavall · c8 negres alfil · d8 negres dama · e8 negres rei · f8 negres alfil · g8 negres cavall · h8 negres torre · a7 negres peó · b7 negres peó · c7 negres peó · d7 negres peó · e7 negres peó · f7 negres peó · g7 negres peó · h7 negres peó · d4 blanques peó · a2 blanques peó · b2 blanques peó · c2 blanques peó · e2 blanques peó · f2 blanques peó · g2 blanques peó · h2 blanques peó · a1 blanques torre · b1 blanques cavall · c1 blanques alfil · d1 blanques dama · e1 blanques rei · f1 blanques alfil · g1 blanques cavall · h1 blanques torre | a8 negres torre · b8 negres cavall · c8 negres alfil · d8 negres dama · e8 negres rei · f8 negres alfil · g8 negres cavall · h8 negres torre · a7 negres peó · b7 negres peó · c7 negres peó · d7 negres peó · e7 negres peó · f7 negres peó · g7 negres peó · h7 negres peó · d4 blanques peó · a2 blanques peó · b2 blanques peó · c2 blanques peó · e2 blanques peó · f2 blanques peó · g2 blanques peó · h2 blanques peó · a1 blanques torre · b1 blanques cavall · c1 blanques alfil · d1 blanques dama · e1 blanques rei · f1 blanques alfil · g1 blanques cavall · h1 blanques torre | 8 |
| 7 | a8 negres torre · b8 negres cavall · c8 negres alfil · d8 negres dama · e8 negres rei · f8 negres alfil · g8 negres cavall · h8 negres torre · a7 negres peó · b7 negres peó · c7 negres peó · d7 negres peó · e7 negres peó · f7 negres peó · g7 negres peó · h7 negres peó · d4 blanques peó · a2 blanques peó · b2 blanques peó · c2 blanques peó · e2 blanques peó · f2 blanques peó · g2 blanques peó · h2 blanques peó · a1 blanques torre · b1 blanques cavall · c1 blanques alfil · d1 blanques dama · e1 blanques rei · f1 blanques alfil · g1 blanques cavall · h1 blanques torre | a8 negres torre · b8 negres cavall · c8 negres alfil · d8 negres dama · e8 negres rei · f8 negres alfil · g8 negres cavall · h8 negres torre · a7 negres peó · b7 negres peó · c7 negres peó · d7 negres peó · e7 negres peó · f7 negres peó · g7 negres peó · h7 negres peó · d4 blanques peó · a2 blanques peó · b2 blanques peó · c2 blanques peó · e2 blanques peó · f2 blanques peó · g2 blanques peó · h2 blanques peó · a1 blanques torre · b1 blanques cavall · c1 blanques alfil · d1 blanques dama · e1 blanques rei · f1 blanques alfil · g1 blanques cavall · h1 blanques torre | a8 negres torre · b8 negres cavall · c8 negres alfil · d8 negres dama · e8 negres rei · f8 negres alfil · g8 negres cavall · h8 negres torre · a7 negres peó · b7 negres peó · c7 negres peó · d7 negres peó · e7 negres peó · f7 negres peó · g7 negres peó · h7 negres peó · d4 blanques peó · a2 blanques peó · b2 blanques peó · c2 blanques peó · e2 blanques peó · f2 blanques peó · g2 blanques peó · h2 blanques peó · a1 blanques torre · b1 blanques cavall · c1 blanques alfil · d1 blanques dama · e1 blanques rei · f1 blanques alfil · g1 blanques cavall · h1 blanques torre | a8 negres torre · b8 negres cavall · c8 negres alfil · d8 negres dama · e8 negres rei · f8 negres alfil · g8 negres cavall · h8 negres torre · a7 negres peó · b7 negres peó · c7 negres peó · d7 negres peó · e7 negres peó · f7 negres peó · g7 negres peó · h7 negres peó · d4 blanques peó · a2 blanques peó · b2 blanques peó · c2 blanques peó · e2 blanques peó · f2 blanques peó · g2 blanques peó · h2 blanques peó · a1 blanques torre · b1 blanques cavall · c1 blanques alfil · d1 blanques dama · e1 blanques rei · f1 blanques alfil · g1 blanques cavall · h1 blanques torre | a8 negres torre · b8 negres cavall · c8 negres alfil · d8 negres dama · e8 negres rei · f8 negres alfil · g8 negres cavall · h8 negres torre · a7 negres peó · b7 negres peó · c7 negres peó · d7 negres peó · e7 negres peó · f7 negres peó · g7 negres peó · h7 negres peó · d4 blanques peó · a2 blanques peó · b2 blanques peó · c2 blanques peó · e2 blanques peó · f2 blanques peó · g2 blanques peó · h2 blanques peó · a1 blanques torre · b1 blanques cavall · c1 blanques alfil · d1 blanques dama · e1 blanques rei · f1 blanques alfil · g1 blanques cavall · h1 blanques torre | a8 negres torre · b8 negres cavall · c8 negres alfil · d8 negres dama · e8 negres rei · f8 negres alfil · g8 negres cavall · h8 negres torre · a7 negres peó · b7 negres peó · c7 negres peó · d7 negres peó · e7 negres peó · f7 negres peó · g7 negres peó · h7 negres peó · d4 blanques peó · a2 blanques peó · b2 blanques peó · c2 blanques peó · e2 blanques peó · f2 blanques peó · g2 blanques peó · h2 blanques peó · a1 blanques torre · b1 blanques cavall · c1 blanques alfil · d1 blanques dama · e1 blanques rei · f1 blanques alfil · g1 blanques cavall · h1 blanques torre | a8 negres torre · b8 negres cavall · c8 negres alfil · d8 negres dama · e8 negres rei · f8 negres alfil · g8 negres cavall · h8 negres torre · a7 negres peó · b7 negres peó · c7 negres peó · d7 negres peó · e7 negres peó · f7 negres peó · g7 negres peó · h7 negres peó · d4 blanques peó · a2 blanques peó · b2 blanques peó · c2 blanques peó · e2 blanques peó · f2 blanques peó · g2 blanques peó · h2 blanques peó · a1 blanques torre · b1 blanques cavall · c1 blanques alfil · d1 blanques dama · e1 blanques rei · f1 blanques alfil · g1 blanques cavall · h1 blanques torre | a8 negres torre · b8 negres cavall · c8 negres alfil · d8 negres dama · e8 negres rei · f8 negres alfil · g8 negres cavall · h8 negres torre · a7 negres peó · b7 negres peó · c7 negres peó · d7 negres peó · e7 negres peó · f7 negres peó · g7 negres peó · h7 negres peó · d4 blanques peó · a2 blanques peó · b2 blanques peó · c2 blanques peó · e2 blanques peó · f2 blanques peó · g2 blanques peó · h2 blanques peó · a1 blanques torre · b1 blanques cavall · c1 blanques alfil · d1 blanques dama · e1 blanques rei · f1 blanques alfil · g1 blanques cavall · h1 blanques torre | 7 |
| 6 | a8 negres torre · b8 negres cavall · c8 negres alfil · d8 negres dama · e8 negres rei · f8 negres alfil · g8 negres cavall · h8 negres torre · a7 negres peó · b7 negres peó · c7 negres peó · d7 negres peó · e7 negres peó · f7 negres peó · g7 negres peó · h7 negres peó · d4 blanques peó · a2 blanques peó · b2 blanques peó · c2 blanques peó · e2 blanques peó · f2 blanques peó · g2 blanques peó · h2 blanques peó · a1 blanques torre · b1 blanques cavall · c1 blanques alfil · d1 blanques dama · e1 blanques rei · f1 blanques alfil · g1 blanques cavall · h1 blanques torre | a8 negres torre · b8 negres cavall · c8 negres alfil · d8 negres dama · e8 negres rei · f8 negres alfil · g8 negres cavall · h8 negres torre · a7 negres peó · b7 negres peó · c7 negres peó · d7 negres peó · e7 negres peó · f7 negres peó · g7 negres peó · h7 negres peó · d4 blanques peó · a2 blanques peó · b2 blanques peó · c2 blanques peó · e2 blanques peó · f2 blanques peó · g2 blanques peó · h2 blanques peó · a1 blanques torre · b1 blanques cavall · c1 blanques alfil · d1 blanques dama · e1 blanques rei · f1 blanques alfil · g1 blanques cavall · h1 blanques torre | a8 negres torre · b8 negres cavall · c8 negres alfil · d8 negres dama · e8 negres rei · f8 negres alfil · g8 negres cavall · h8 negres torre · a7 negres peó · b7 negres peó · c7 negres peó · d7 negres peó · e7 negres peó · f7 negres peó · g7 negres peó · h7 negres peó · d4 blanques peó · a2 blanques peó · b2 blanques peó · c2 blanques peó · e2 blanques peó · f2 blanques peó · g2 blanques peó · h2 blanques peó · a1 blanques torre · b1 blanques cavall · c1 blanques alfil · d1 blanques dama · e1 blanques rei · f1 blanques alfil · g1 blanques cavall · h1 blanques torre | a8 negres torre · b8 negres cavall · c8 negres alfil · d8 negres dama · e8 negres rei · f8 negres alfil · g8 negres cavall · h8 negres torre · a7 negres peó · b7 negres peó · c7 negres peó · d7 negres peó · e7 negres peó · f7 negres peó · g7 negres peó · h7 negres peó · d4 blanques peó · a2 blanques peó · b2 blanques peó · c2 blanques peó · e2 blanques peó · f2 blanques peó · g2 blanques peó · h2 blanques peó · a1 blanques torre · b1 blanques cavall · c1 blanques alfil · d1 blanques dama · e1 blanques rei · f1 blanques alfil · g1 blanques cavall · h1 blanques torre | a8 negres torre · b8 negres cavall · c8 negres alfil · d8 negres dama · e8 negres rei · f8 negres alfil · g8 negres cavall · h8 negres torre · a7 negres peó · b7 negres peó · c7 negres peó · d7 negres peó · e7 negres peó · f7 negres peó · g7 negres peó · h7 negres peó · d4 blanques peó · a2 blanques peó · b2 blanques peó · c2 blanques peó · e2 blanques peó · f2 blanques peó · g2 blanques peó · h2 blanques peó · a1 blanques torre · b1 blanques cavall · c1 blanques alfil · d1 blanques dama · e1 blanques rei · f1 blanques alfil · g1 blanques cavall · h1 blanques torre | a8 negres torre · b8 negres cavall · c8 negres alfil · d8 negres dama · e8 negres rei · f8 negres alfil · g8 negres cavall · h8 negres torre · a7 negres peó · b7 negres peó · c7 negres peó · d7 negres peó · e7 negres peó · f7 negres peó · g7 negres peó · h7 negres peó · d4 blanques peó · a2 blanques peó · b2 blanques peó · c2 blanques peó · e2 blanques peó · f2 blanques peó · g2 blanques peó · h2 blanques peó · a1 blanques torre · b1 blanques cavall · c1 blanques alfil · d1 blanques dama · e1 blanques rei · f1 blanques alfil · g1 blanques cavall · h1 blanques torre | a8 negres torre · b8 negres cavall · c8 negres alfil · d8 negres dama · e8 negres rei · f8 negres alfil · g8 negres cavall · h8 negres torre · a7 negres peó · b7 negres peó · c7 negres peó · d7 negres peó · e7 negres peó · f7 negres peó · g7 negres peó · h7 negres peó · d4 blanques peó · a2 blanques peó · b2 blanques peó · c2 blanques peó · e2 blanques peó · f2 blanques peó · g2 blanques peó · h2 blanques peó · a1 blanques torre · b1 blanques cavall · c1 blanques alfil · d1 blanques dama · e1 blanques rei · f1 blanques alfil · g1 blanques cavall · h1 blanques torre | a8 negres torre · b8 negres cavall · c8 negres alfil · d8 negres dama · e8 negres rei · f8 negres alfil · g8 negres cavall · h8 negres torre · a7 negres peó · b7 negres peó · c7 negres peó · d7 negres peó · e7 negres peó · f7 negres peó · g7 negres peó · h7 negres peó · d4 blanques peó · a2 blanques peó · b2 blanques peó · c2 blanques peó · e2 blanques peó · f2 blanques peó · g2 blanques peó · h2 blanques peó · a1 blanques torre · b1 blanques cavall · c1 blanques alfil · d1 blanques dama · e1 blanques rei · f1 blanques alfil · g1 blanques cavall · h1 blanques torre | 6 |
| 5 | a8 negres torre · b8 negres cavall · c8 negres alfil · d8 negres dama · e8 negres rei · f8 negres alfil · g8 negres cavall · h8 negres torre · a7 negres peó · b7 negres peó · c7 negres peó · d7 negres peó · e7 negres peó · f7 negres peó · g7 negres peó · h7 negres peó · d4 blanques peó · a2 blanques peó · b2 blanques peó · c2 blanques peó · e2 blanques peó · f2 blanques peó · g2 blanques peó · h2 blanques peó · a1 blanques torre · b1 blanques cavall · c1 blanques alfil · d1 blanques dama · e1 blanques rei · f1 blanques alfil · g1 blanques cavall · h1 blanques torre | a8 negres torre · b8 negres cavall · c8 negres alfil · d8 negres dama · e8 negres rei · f8 negres alfil · g8 negres cavall · h8 negres torre · a7 negres peó · b7 negres peó · c7 negres peó · d7 negres peó · e7 negres peó · f7 negres peó · g7 negres peó · h7 negres peó · d4 blanques peó · a2 blanques peó · b2 blanques peó · c2 blanques peó · e2 blanques peó · f2 blanques peó · g2 blanques peó · h2 blanques peó · a1 blanques torre · b1 blanques cavall · c1 blanques alfil · d1 blanques dama · e1 blanques rei · f1 blanques alfil · g1 blanques cavall · h1 blanques torre | a8 negres torre · b8 negres cavall · c8 negres alfil · d8 negres dama · e8 negres rei · f8 negres alfil · g8 negres cavall · h8 negres torre · a7 negres peó · b7 negres peó · c7 negres peó · d7 negres peó · e7 negres peó · f7 negres peó · g7 negres peó · h7 negres peó · d4 blanques peó · a2 blanques peó · b2 blanques peó · c2 blanques peó · e2 blanques peó · f2 blanques peó · g2 blanques peó · h2 blanques peó · a1 blanques torre · b1 blanques cavall · c1 blanques alfil · d1 blanques dama · e1 blanques rei · f1 blanques alfil · g1 blanques cavall · h1 blanques torre | a8 negres torre · b8 negres cavall · c8 negres alfil · d8 negres dama · e8 negres rei · f8 negres alfil · g8 negres cavall · h8 negres torre · a7 negres peó · b7 negres peó · c7 negres peó · d7 negres peó · e7 negres peó · f7 negres peó · g7 negres peó · h7 negres peó · d4 blanques peó · a2 blanques peó · b2 blanques peó · c2 blanques peó · e2 blanques peó · f2 blanques peó · g2 blanques peó · h2 blanques peó · a1 blanques torre · b1 blanques cavall · c1 blanques alfil · d1 blanques dama · e1 blanques rei · f1 blanques alfil · g1 blanques cavall · h1 blanques torre | a8 negres torre · b8 negres cavall · c8 negres alfil · d8 negres dama · e8 negres rei · f8 negres alfil · g8 negres cavall · h8 negres torre · a7 negres peó · b7 negres peó · c7 negres peó · d7 negres peó · e7 negres peó · f7 negres peó · g7 negres peó · h7 negres peó · d4 blanques peó · a2 blanques peó · b2 blanques peó · c2 blanques peó · e2 blanques peó · f2 blanques peó · g2 blanques peó · h2 blanques peó · a1 blanques torre · b1 blanques cavall · c1 blanques alfil · d1 blanques dama · e1 blanques rei · f1 blanques alfil · g1 blanques cavall · h1 blanques torre | a8 negres torre · b8 negres cavall · c8 negres alfil · d8 negres dama · e8 negres rei · f8 negres alfil · g8 negres cavall · h8 negres torre · a7 negres peó · b7 negres peó · c7 negres peó · d7 negres peó · e7 negres peó · f7 negres peó · g7 negres peó · h7 negres peó · d4 blanques peó · a2 blanques peó · b2 blanques peó · c2 blanques peó · e2 blanques peó · f2 blanques peó · g2 blanques peó · h2 blanques peó · a1 blanques torre · b1 blanques cavall · c1 blanques alfil · d1 blanques dama · e1 blanques rei · f1 blanques alfil · g1 blanques cavall · h1 blanques torre | a8 negres torre · b8 negres cavall · c8 negres alfil · d8 negres dama · e8 negres rei · f8 negres alfil · g8 negres cavall · h8 negres torre · a7 negres peó · b7 negres peó · c7 negres peó · d7 negres peó · e7 negres peó · f7 negres peó · g7 negres peó · h7 negres peó · d4 blanques peó · a2 blanques peó · b2 blanques peó · c2 blanques peó · e2 blanques peó · f2 blanques peó · g2 blanques peó · h2 blanques peó · a1 blanques torre · b1 blanques cavall · c1 blanques alfil · d1 blanques dama · e1 blanques rei · f1 blanques alfil · g1 blanques cavall · h1 blanques torre | a8 negres torre · b8 negres cavall · c8 negres alfil · d8 negres dama · e8 negres rei · f8 negres alfil · g8 negres cavall · h8 negres torre · a7 negres peó · b7 negres peó · c7 negres peó · d7 negres peó · e7 negres peó · f7 negres peó · g7 negres peó · h7 negres peó · d4 blanques peó · a2 blanques peó · b2 blanques peó · c2 blanques peó · e2 blanques peó · f2 blanques peó · g2 blanques peó · h2 blanques peó · a1 blanques torre · b1 blanques cavall · c1 blanques alfil · d1 blanques dama · e1 blanques rei · f1 blanques alfil · g1 blanques cavall · h1 blanques torre | 5 |
| 4 | a8 negres torre · b8 negres cavall · c8 negres alfil · d8 negres dama · e8 negres rei · f8 negres alfil · g8 negres cavall · h8 negres torre · a7 negres peó · b7 negres peó · c7 negres peó · d7 negres peó · e7 negres peó · f7 negres peó · g7 negres peó · h7 negres peó · d4 blanques peó · a2 blanques peó · b2 blanques peó · c2 blanques peó · e2 blanques peó · f2 blanques peó · g2 blanques peó · h2 blanques peó · a1 blanques torre · b1 blanques cavall · c1 blanques alfil · d1 blanques dama · e1 blanques rei · f1 blanques alfil · g1 blanques cavall · h1 blanques torre | a8 negres torre · b8 negres cavall · c8 negres alfil · d8 negres dama · e8 negres rei · f8 negres alfil · g8 negres cavall · h8 negres torre · a7 negres peó · b7 negres peó · c7 negres peó · d7 negres peó · e7 negres peó · f7 negres peó · g7 negres peó · h7 negres peó · d4 blanques peó · a2 blanques peó · b2 blanques peó · c2 blanques peó · e2 blanques peó · f2 blanques peó · g2 blanques peó · h2 blanques peó · a1 blanques torre · b1 blanques cavall · c1 blanques alfil · d1 blanques dama · e1 blanques rei · f1 blanques alfil · g1 blanques cavall · h1 blanques torre | a8 negres torre · b8 negres cavall · c8 negres alfil · d8 negres dama · e8 negres rei · f8 negres alfil · g8 negres cavall · h8 negres torre · a7 negres peó · b7 negres peó · c7 negres peó · d7 negres peó · e7 negres peó · f7 negres peó · g7 negres peó · h7 negres peó · d4 blanques peó · a2 blanques peó · b2 blanques peó · c2 blanques peó · e2 blanques peó · f2 blanques peó · g2 blanques peó · h2 blanques peó · a1 blanques torre · b1 blanques cavall · c1 blanques alfil · d1 blanques dama · e1 blanques rei · f1 blanques alfil · g1 blanques cavall · h1 blanques torre | a8 negres torre · b8 negres cavall · c8 negres alfil · d8 negres dama · e8 negres rei · f8 negres alfil · g8 negres cavall · h8 negres torre · a7 negres peó · b7 negres peó · c7 negres peó · d7 negres peó · e7 negres peó · f7 negres peó · g7 negres peó · h7 negres peó · d4 blanques peó · a2 blanques peó · b2 blanques peó · c2 blanques peó · e2 blanques peó · f2 blanques peó · g2 blanques peó · h2 blanques peó · a1 blanques torre · b1 blanques cavall · c1 blanques alfil · d1 blanques dama · e1 blanques rei · f1 blanques alfil · g1 blanques cavall · h1 blanques torre | a8 negres torre · b8 negres cavall · c8 negres alfil · d8 negres dama · e8 negres rei · f8 negres alfil · g8 negres cavall · h8 negres torre · a7 negres peó · b7 negres peó · c7 negres peó · d7 negres peó · e7 negres peó · f7 negres peó · g7 negres peó · h7 negres peó · d4 blanques peó · a2 blanques peó · b2 blanques peó · c2 blanques peó · e2 blanques peó · f2 blanques peó · g2 blanques peó · h2 blanques peó · a1 blanques torre · b1 blanques cavall · c1 blanques alfil · d1 blanques dama · e1 blanques rei · f1 blanques alfil · g1 blanques cavall · h1 blanques torre | a8 negres torre · b8 negres cavall · c8 negres alfil · d8 negres dama · e8 negres rei · f8 negres alfil · g8 negres cavall · h8 negres torre · a7 negres peó · b7 negres peó · c7 negres peó · d7 negres peó · e7 negres peó · f7 negres peó · g7 negres peó · h7 negres peó · d4 blanques peó · a2 blanques peó · b2 blanques peó · c2 blanques peó · e2 blanques peó · f2 blanques peó · g2 blanques peó · h2 blanques peó · a1 blanques torre · b1 blanques cavall · c1 blanques alfil · d1 blanques dama · e1 blanques rei · f1 blanques alfil · g1 blanques cavall · h1 blanques torre | a8 negres torre · b8 negres cavall · c8 negres alfil · d8 negres dama · e8 negres rei · f8 negres alfil · g8 negres cavall · h8 negres torre · a7 negres peó · b7 negres peó · c7 negres peó · d7 negres peó · e7 negres peó · f7 negres peó · g7 negres peó · h7 negres peó · d4 blanques peó · a2 blanques peó · b2 blanques peó · c2 blanques peó · e2 blanques peó · f2 blanques peó · g2 blanques peó · h2 blanques peó · a1 blanques torre · b1 blanques cavall · c1 blanques alfil · d1 blanques dama · e1 blanques rei · f1 blanques alfil · g1 blanques cavall · h1 blanques torre | a8 negres torre · b8 negres cavall · c8 negres alfil · d8 negres dama · e8 negres rei · f8 negres alfil · g8 negres cavall · h8 negres torre · a7 negres peó · b7 negres peó · c7 negres peó · d7 negres peó · e7 negres peó · f7 negres peó · g7 negres peó · h7 negres peó · d4 blanques peó · a2 blanques peó · b2 blanques peó · c2 blanques peó · e2 blanques peó · f2 blanques peó · g2 blanques peó · h2 blanques peó · a1 blanques torre · b1 blanques cavall · c1 blanques alfil · d1 blanques dama · e1 blanques rei · f1 blanques alfil · g1 blanques cavall · h1 blanques torre | 4 |
| 3 | a8 negres torre · b8 negres cavall · c8 negres alfil · d8 negres dama · e8 negres rei · f8 negres alfil · g8 negres cavall · h8 negres torre · a7 negres peó · b7 negres peó · c7 negres peó · d7 negres peó · e7 negres peó · f7 negres peó · g7 negres peó · h7 negres peó · d4 blanques peó · a2 blanques peó · b2 blanques peó · c2 blanques peó · e2 blanques peó · f2 blanques peó · g2 blanques peó · h2 blanques peó · a1 blanques torre · b1 blanques cavall · c1 blanques alfil · d1 blanques dama · e1 blanques rei · f1 blanques alfil · g1 blanques cavall · h1 blanques torre | a8 negres torre · b8 negres cavall · c8 negres alfil · d8 negres dama · e8 negres rei · f8 negres alfil · g8 negres cavall · h8 negres torre · a7 negres peó · b7 negres peó · c7 negres peó · d7 negres peó · e7 negres peó · f7 negres peó · g7 negres peó · h7 negres peó · d4 blanques peó · a2 blanques peó · b2 blanques peó · c2 blanques peó · e2 blanques peó · f2 blanques peó · g2 blanques peó · h2 blanques peó · a1 blanques torre · b1 blanques cavall · c1 blanques alfil · d1 blanques dama · e1 blanques rei · f1 blanques alfil · g1 blanques cavall · h1 blanques torre | a8 negres torre · b8 negres cavall · c8 negres alfil · d8 negres dama · e8 negres rei · f8 negres alfil · g8 negres cavall · h8 negres torre · a7 negres peó · b7 negres peó · c7 negres peó · d7 negres peó · e7 negres peó · f7 negres peó · g7 negres peó · h7 negres peó · d4 blanques peó · a2 blanques peó · b2 blanques peó · c2 blanques peó · e2 blanques peó · f2 blanques peó · g2 blanques peó · h2 blanques peó · a1 blanques torre · b1 blanques cavall · c1 blanques alfil · d1 blanques dama · e1 blanques rei · f1 blanques alfil · g1 blanques cavall · h1 blanques torre | a8 negres torre · b8 negres cavall · c8 negres alfil · d8 negres dama · e8 negres rei · f8 negres alfil · g8 negres cavall · h8 negres torre · a7 negres peó · b7 negres peó · c7 negres peó · d7 negres peó · e7 negres peó · f7 negres peó · g7 negres peó · h7 negres peó · d4 blanques peó · a2 blanques peó · b2 blanques peó · c2 blanques peó · e2 blanques peó · f2 blanques peó · g2 blanques peó · h2 blanques peó · a1 blanques torre · b1 blanques cavall · c1 blanques alfil · d1 blanques dama · e1 blanques rei · f1 blanques alfil · g1 blanques cavall · h1 blanques torre | a8 negres torre · b8 negres cavall · c8 negres alfil · d8 negres dama · e8 negres rei · f8 negres alfil · g8 negres cavall · h8 negres torre · a7 negres peó · b7 negres peó · c7 negres peó · d7 negres peó · e7 negres peó · f7 negres peó · g7 negres peó · h7 negres peó · d4 blanques peó · a2 blanques peó · b2 blanques peó · c2 blanques peó · e2 blanques peó · f2 blanques peó · g2 blanques peó · h2 blanques peó · a1 blanques torre · b1 blanques cavall · c1 blanques alfil · d1 blanques dama · e1 blanques rei · f1 blanques alfil · g1 blanques cavall · h1 blanques torre | a8 negres torre · b8 negres cavall · c8 negres alfil · d8 negres dama · e8 negres rei · f8 negres alfil · g8 negres cavall · h8 negres torre · a7 negres peó · b7 negres peó · c7 negres peó · d7 negres peó · e7 negres peó · f7 negres peó · g7 negres peó · h7 negres peó · d4 blanques peó · a2 blanques peó · b2 blanques peó · c2 blanques peó · e2 blanques peó · f2 blanques peó · g2 blanques peó · h2 blanques peó · a1 blanques torre · b1 blanques cavall · c1 blanques alfil · d1 blanques dama · e1 blanques rei · f1 blanques alfil · g1 blanques cavall · h1 blanques torre | a8 negres torre · b8 negres cavall · c8 negres alfil · d8 negres dama · e8 negres rei · f8 negres alfil · g8 negres cavall · h8 negres torre · a7 negres peó · b7 negres peó · c7 negres peó · d7 negres peó · e7 negres peó · f7 negres peó · g7 negres peó · h7 negres peó · d4 blanques peó · a2 blanques peó · b2 blanques peó · c2 blanques peó · e2 blanques peó · f2 blanques peó · g2 blanques peó · h2 blanques peó · a1 blanques torre · b1 blanques cavall · c1 blanques alfil · d1 blanques dama · e1 blanques rei · f1 blanques alfil · g1 blanques cavall · h1 blanques torre | a8 negres torre · b8 negres cavall · c8 negres alfil · d8 negres dama · e8 negres rei · f8 negres alfil · g8 negres cavall · h8 negres torre · a7 negres peó · b7 negres peó · c7 negres peó · d7 negres peó · e7 negres peó · f7 negres peó · g7 negres peó · h7 negres peó · d4 blanques peó · a2 blanques peó · b2 blanques peó · c2 blanques peó · e2 blanques peó · f2 blanques peó · g2 blanques peó · h2 blanques peó · a1 blanques torre · b1 blanques cavall · c1 blanques alfil · d1 blanques dama · e1 blanques rei · f1 blanques alfil · g1 blanques cavall · h1 blanques torre | 3 |
| 2 | a8 negres torre · b8 negres cavall · c8 negres alfil · d8 negres dama · e8 negres rei · f8 negres alfil · g8 negres cavall · h8 negres torre · a7 negres peó · b7 negres peó · c7 negres peó · d7 negres peó · e7 negres peó · f7 negres peó · g7 negres peó · h7 negres peó · d4 blanques peó · a2 blanques peó · b2 blanques peó · c2 blanques peó · e2 blanques peó · f2 blanques peó · g2 blanques peó · h2 blanques peó · a1 blanques torre · b1 blanques cavall · c1 blanques alfil · d1 blanques dama · e1 blanques rei · f1 blanques alfil · g1 blanques cavall · h1 blanques torre | a8 negres torre · b8 negres cavall · c8 negres alfil · d8 negres dama · e8 negres rei · f8 negres alfil · g8 negres cavall · h8 negres torre · a7 negres peó · b7 negres peó · c7 negres peó · d7 negres peó · e7 negres peó · f7 negres peó · g7 negres peó · h7 negres peó · d4 blanques peó · a2 blanques peó · b2 blanques peó · c2 blanques peó · e2 blanques peó · f2 blanques peó · g2 blanques peó · h2 blanques peó · a1 blanques torre · b1 blanques cavall · c1 blanques alfil · d1 blanques dama · e1 blanques rei · f1 blanques alfil · g1 blanques cavall · h1 blanques torre | a8 negres torre · b8 negres cavall · c8 negres alfil · d8 negres dama · e8 negres rei · f8 negres alfil · g8 negres cavall · h8 negres torre · a7 negres peó · b7 negres peó · c7 negres peó · d7 negres peó · e7 negres peó · f7 negres peó · g7 negres peó · h7 negres peó · d4 blanques peó · a2 blanques peó · b2 blanques peó · c2 blanques peó · e2 blanques peó · f2 blanques peó · g2 blanques peó · h2 blanques peó · a1 blanques torre · b1 blanques cavall · c1 blanques alfil · d1 blanques dama · e1 blanques rei · f1 blanques alfil · g1 blanques cavall · h1 blanques torre | a8 negres torre · b8 negres cavall · c8 negres alfil · d8 negres dama · e8 negres rei · f8 negres alfil · g8 negres cavall · h8 negres torre · a7 negres peó · b7 negres peó · c7 negres peó · d7 negres peó · e7 negres peó · f7 negres peó · g7 negres peó · h7 negres peó · d4 blanques peó · a2 blanques peó · b2 blanques peó · c2 blanques peó · e2 blanques peó · f2 blanques peó · g2 blanques peó · h2 blanques peó · a1 blanques torre · b1 blanques cavall · c1 blanques alfil · d1 blanques dama · e1 blanques rei · f1 blanques alfil · g1 blanques cavall · h1 blanques torre | a8 negres torre · b8 negres cavall · c8 negres alfil · d8 negres dama · e8 negres rei · f8 negres alfil · g8 negres cavall · h8 negres torre · a7 negres peó · b7 negres peó · c7 negres peó · d7 negres peó · e7 negres peó · f7 negres peó · g7 negres peó · h7 negres peó · d4 blanques peó · a2 blanques peó · b2 blanques peó · c2 blanques peó · e2 blanques peó · f2 blanques peó · g2 blanques peó · h2 blanques peó · a1 blanques torre · b1 blanques cavall · c1 blanques alfil · d1 blanques dama · e1 blanques rei · f1 blanques alfil · g1 blanques cavall · h1 blanques torre | a8 negres torre · b8 negres cavall · c8 negres alfil · d8 negres dama · e8 negres rei · f8 negres alfil · g8 negres cavall · h8 negres torre · a7 negres peó · b7 negres peó · c7 negres peó · d7 negres peó · e7 negres peó · f7 negres peó · g7 negres peó · h7 negres peó · d4 blanques peó · a2 blanques peó · b2 blanques peó · c2 blanques peó · e2 blanques peó · f2 blanques peó · g2 blanques peó · h2 blanques peó · a1 blanques torre · b1 blanques cavall · c1 blanques alfil · d1 blanques dama · e1 blanques rei · f1 blanques alfil · g1 blanques cavall · h1 blanques torre | a8 negres torre · b8 negres cavall · c8 negres alfil · d8 negres dama · e8 negres rei · f8 negres alfil · g8 negres cavall · h8 negres torre · a7 negres peó · b7 negres peó · c7 negres peó · d7 negres peó · e7 negres peó · f7 negres peó · g7 negres peó · h7 negres peó · d4 blanques peó · a2 blanques peó · b2 blanques peó · c2 blanques peó · e2 blanques peó · f2 blanques peó · g2 blanques peó · h2 blanques peó · a1 blanques torre · b1 blanques cavall · c1 blanques alfil · d1 blanques dama · e1 blanques rei · f1 blanques alfil · g1 blanques cavall · h1 blanques torre | a8 negres torre · b8 negres cavall · c8 negres alfil · d8 negres dama · e8 negres rei · f8 negres alfil · g8 negres cavall · h8 negres torre · a7 negres peó · b7 negres peó · c7 negres peó · d7 negres peó · e7 negres peó · f7 negres peó · g7 negres peó · h7 negres peó · d4 blanques peó · a2 blanques peó · b2 blanques peó · c2 blanques peó · e2 blanques peó · f2 blanques peó · g2 blanques peó · h2 blanques peó · a1 blanques torre · b1 blanques cavall · c1 blanques alfil · d1 blanques dama · e1 blanques rei · f1 blanques alfil · g1 blanques cavall · h1 blanques torre | 2 |
| 1 | a8 negres torre · b8 negres cavall · c8 negres alfil · d8 negres dama · e8 negres rei · f8 negres alfil · g8 negres cavall · h8 negres torre · a7 negres peó · b7 negres peó · c7 negres peó · d7 negres peó · e7 negres peó · f7 negres peó · g7 negres peó · h7 negres peó · d4 blanques peó · a2 blanques peó · b2 blanques peó · c2 blanques peó · e2 blanques peó · f2 blanques peó · g2 blanques peó · h2 blanques peó · a1 blanques torre · b1 blanques cavall · c1 blanques alfil · d1 blanques dama · e1 blanques rei · f1 blanques alfil · g1 blanques cavall · h1 blanques torre | a8 negres torre · b8 negres cavall · c8 negres alfil · d8 negres dama · e8 negres rei · f8 negres alfil · g8 negres cavall · h8 negres torre · a7 negres peó · b7 negres peó · c7 negres peó · d7 negres peó · e7 negres peó · f7 negres peó · g7 negres peó · h7 negres peó · d4 blanques peó · a2 blanques peó · b2 blanques peó · c2 blanques peó · e2 blanques peó · f2 blanques peó · g2 blanques peó · h2 blanques peó · a1 blanques torre · b1 blanques cavall · c1 blanques alfil · d1 blanques dama · e1 blanques rei · f1 blanques alfil · g1 blanques cavall · h1 blanques torre | a8 negres torre · b8 negres cavall · c8 negres alfil · d8 negres dama · e8 negres rei · f8 negres alfil · g8 negres cavall · h8 negres torre · a7 negres peó · b7 negres peó · c7 negres peó · d7 negres peó · e7 negres peó · f7 negres peó · g7 negres peó · h7 negres peó · d4 blanques peó · a2 blanques peó · b2 blanques peó · c2 blanques peó · e2 blanques peó · f2 blanques peó · g2 blanques peó · h2 blanques peó · a1 blanques torre · b1 blanques cavall · c1 blanques alfil · d1 blanques dama · e1 blanques rei · f1 blanques alfil · g1 blanques cavall · h1 blanques torre | a8 negres torre · b8 negres cavall · c8 negres alfil · d8 negres dama · e8 negres rei · f8 negres alfil · g8 negres cavall · h8 negres torre · a7 negres peó · b7 negres peó · c7 negres peó · d7 negres peó · e7 negres peó · f7 negres peó · g7 negres peó · h7 negres peó · d4 blanques peó · a2 blanques peó · b2 blanques peó · c2 blanques peó · e2 blanques peó · f2 blanques peó · g2 blanques peó · h2 blanques peó · a1 blanques torre · b1 blanques cavall · c1 blanques alfil · d1 blanques dama · e1 blanques rei · f1 blanques alfil · g1 blanques cavall · h1 blanques torre | a8 negres torre · b8 negres cavall · c8 negres alfil · d8 negres dama · e8 negres rei · f8 negres alfil · g8 negres cavall · h8 negres torre · a7 negres peó · b7 negres peó · c7 negres peó · d7 negres peó · e7 negres peó · f7 negres peó · g7 negres peó · h7 negres peó · d4 blanques peó · a2 blanques peó · b2 blanques peó · c2 blanques peó · e2 blanques peó · f2 blanques peó · g2 blanques peó · h2 blanques peó · a1 blanques torre · b1 blanques cavall · c1 blanques alfil · d1 blanques dama · e1 blanques rei · f1 blanques alfil · g1 blanques cavall · h1 blanques torre | a8 negres torre · b8 negres cavall · c8 negres alfil · d8 negres dama · e8 negres rei · f8 negres alfil · g8 negres cavall · h8 negres torre · a7 negres peó · b7 negres peó · c7 negres peó · d7 negres peó · e7 negres peó · f7 negres peó · g7 negres peó · h7 negres peó · d4 blanques peó · a2 blanques peó · b2 blanques peó · c2 blanques peó · e2 blanques peó · f2 blanques peó · g2 blanques peó · h2 blanques peó · a1 blanques torre · b1 blanques cavall · c1 blanques alfil · d1 blanques dama · e1 blanques rei · f1 blanques alfil · g1 blanques cavall · h1 blanques torre | a8 negres torre · b8 negres cavall · c8 negres alfil · d8 negres dama · e8 negres rei · f8 negres alfil · g8 negres cavall · h8 negres torre · a7 negres peó · b7 negres peó · c7 negres peó · d7 negres peó · e7 negres peó · f7 negres peó · g7 negres peó · h7 negres peó · d4 blanques peó · a2 blanques peó · b2 blanques peó · c2 blanques peó · e2 blanques peó · f2 blanques peó · g2 blanques peó · h2 blanques peó · a1 blanques torre · b1 blanques cavall · c1 blanques alfil · d1 blanques dama · e1 blanques rei · f1 blanques alfil · g1 blanques cavall · h1 blanques torre | a8 negres torre · b8 negres cavall · c8 negres alfil · d8 negres dama · e8 negres rei · f8 negres alfil · g8 negres cavall · h8 negres torre · a7 negres peó · b7 negres peó · c7 negres peó · d7 negres peó · e7 negres peó · f7 negres peó · g7 negres peó · h7 negres peó · d4 blanques peó · a2 blanques peó · b2 blanques peó · c2 blanques peó · e2 blanques peó · f2 blanques peó · g2 blanques peó · h2 blanques peó · a1 blanques torre · b1 blanques cavall · c1 blanques alfil · d1 blanques dama · e1 blanques rei · f1 blanques alfil · g1 blanques cavall · h1 blanques torre | 1 |
|   | a | b | c | d | e | f | g | h |   |

Més recentment, l'MI Hans Berliner, un excampió mundial d'escacs per correspondència, va afirmar en el seu llibre de 1999 The System  ("El sistema") que 1.d4 dona a les blanques un gran, i probablement decisiu, avantatge. Berliner va afirmar que amb bon joc les blanques guanyen contra la defensa Grünfeld, la defensa Benoni, el gambit Benko i altres (no especificades) «principals defenses», i aconsegueix almenys un gran avantatge en moltes línies del gambit de dama refusat. No obstant això, accepta que «és possible que les regles dels escacs siguin tals que només un cert nombre de defenses d'aparença plausible contra 1.d4 puguin ser refutades». Berliner va escriure que les teories d'Adams «teories, encara que vistes amb sarcasme per la majoria dels principals jugadors, van fer una immediata i duradora impressió en mi. Weaver W. Adams va ser la primera persona que vaig conèixer que efectivament tenia teories sobre com els escacs havien de ser jugats».
La tesi de Berliner, igual que la d'Adams, ha estat durament criticada. L'MI Jeremy Silman va escriure: «la completa bogeria de les afirmacions [de Berliner] m'ha fet riure en moltes ocasions […] La meva queixa és la seva falta de perspectiva, la seva sòlida convicció sobre el seu propi enteniment profund dels escacs i la facilitat amb què desestima les idees i avaluacions de jugadors que el superen àmpliament ... en tot aspecte relacionat amb els escacs.»

## Perspectives modernes
Com s'explica més avall, els teòrics dels escacs en dècades recents han continuat el debat sobre la dimensió i la naturalesa de l'avantatge del primer moviment, si és que en efecte existeix. Exceptuant Berliner, han rebutjat la idea que les blanques tinguin una victòria forçada a partir de la posició inicial. Molts també rebutgen el tradicional paradigma que l'objectiu de les negres ha de ser neutralitzar la iniciativa de les blanques i obtenir la igualtat.

### Les blanques tenen un avantatge durador
El 2004, el Gran Mestre Larry Kaufman va expressar una opinió més matisada que les d'Adams i Berliner, al·legant que la iniciativa de la primera jugada sempre pot transformar-se en algun tipus d'avantatge durador, encara que no necessàriament decisiu. Kaufman escriu: «no crec que les blanques tinguin una victòria forçada en els escacs. Crec, però, que sigui amb 1.e4 o 1.d4, el blanc podria obtenir algun tipus d'avantatge que persisteixi fins al final. Si els escacs es jutgessin com la boxa, amb les partides empatades assignades per algun sistema de punts al jugador que hagi estat 'més a prop' de guanyar, llavors crec que les blanques tindrien en efecte una victòria forçada, en teoria».

### Les negres estan bé!
Començant el 1988, Adorján ha argumentat en una sèrie de llibres i articles que «Les negres estan bé!» («Black is OK!»). Solitari entre els autors moderns, Adorján al·lega que les blanques comencen la partida essencialment sense cap avantatge. Escriu: «al meu entendre, l'únic avantatge obvi de les blanques és que si juguen per taules, i ho fan bé, les negres difícilment poden evitar-ho sense prendre greus riscos». Adorján arriba a afirmar que: «el conte de l'avantatge de les blanques és una il·lusió, una creença basada en una psicosi de masses». Rowson escriu que la postura d'Adorján: "és una de les més importants idees escaquístiques de les dues últimes dècades ... ja que ha sacsejat la nostra suposició que les blanques comencen la partida amb algun avantatge, i revela la seva naturalesa ideològica". No obstant això, Rowson rebutja l'afirmació d'Adorján que les blanques essencialment no tenen avantatge, raonant que «'les blanques estan millor' i 'Les negres estan bé' no necessiten ser afirmacions mútuament excloents».
En un dels llibres d'Adorján, el GM Lajos Portisch opina que: «almenys dos terços de totes les obertures 'regulars' donen a les blanques un aparent avantatge». Segons Portisch, per les negres «l'arrel del problema és que molt poca gent coneix quines són les obertures en què les negres queden bé. Aquells que troben aquestes línies no tenen res a témer, ja que: les negres, en efecte, estan bé, però només en aquestes variants!». Rowson considera que aquest és un punt important, assenyalant que: «els qui juguen 1.d4 tenen problemes per aconseguir qualsevol cosa contra les principals línies de les eslaves i els jugadors que utilitzen 1.e4 troben les sicilianes Najdorf i Sveshnikov particularment dures».

### Dinamisme
Els autors moderns sovint pensen en el paper de les negres en termes més dinàmics que merament tractar d'igualar. Rowson escriu que «la idea de les negres tractant d'«igualar» és qüestionable. Crec que té una aplicació limitada en algunes obertures, en lloc de ser una recepta per les obertures en general». Evans va escriure que després d'una de les seves partides contra Fischer, «Fischer em va confiar el seu 'secret': a diferència d'altres mestres, ell buscava guanyar amb les peces negres des del començament. La revelació que les negres tenen oportunitats dinàmiques i que no necessiten satisfer-se amb la mera igualtat va ser el moment decisiu de la seva carrera, va dir». Igualment, Watson dedueix que Kaspàrov, quan juga amb les negres, eludeix el problema de si les blanques tenen un avantatge d'obertura «pensant en termes de la naturalesa concreta del desnivell dinàmic en el tauler i buscant apropiar-se de la iniciativa en qualsevol moment que sigui possible». Watson observa que «un joc enèrgic en l'obertura per part de les negres pot […] portar a una posició tan complexa i poc clara que parlar d'igualtat no tingui sentit. De vegades diem 'dinàmicament equilibrat' en lloc d''igual' per expressar el punt de vista que qualsevol dels jugadors pot sortir de les complicacions amb l'avantatge. Aquest estil d'obertura s'ha tornat prevalent en els escacs moderns, amb campions mundials com Fischer i Kaspàrov com els seus més visibles practicants».
Autors moderns també qüestionen la idea que les blanques tenen un avantatge durador. Suba, en el seu influent llibre de 1991 Dynamic Chess Strategy, rebutja la idea que la iniciativa pugui ser sempre convertida en un avantatge durador. Sosté que de vegades el jugador amb la iniciativa la perd sense una explicació lògica i que «de vegades l'has de perdre, senzillament. Si tractes d'aferrar-t'hi, forçant l'assumpte, el teu potencial dinàmic s'extingirà i no tindràs la capacitat d'enfrontar un vigorós contraatac». Rowson i Watson hi coincideixen. Watson més observa que, «a causa de la presumpció que les blanques estan millor, el moment de la partida en què les negres alliberen el seu joc i neutralitzen els plans de les blanques sovint ha estat automàticament assumit com que significa la igualtat, tot i que en obertures dinàmiques, l'extinció de la iniciativa de les blanques sovint significa que les negres se n'han apropiat amb avantatge».

### Avantatges comparatius
Rowson argumenta que tant les blanques com les negres tenen certs avantatges:

#### Avantatges de les blanques
|   | a | b | c | d | e | f | g | h |   |
| 8 | a8 negres torre · d8 negres dama · f8 negres torre · g8 negres rei · b7 negres alfil · c7 negres peó · e7 negres alfil · f7 negres peó · g7 negres peó · h7 negres peó · a6 negres peó · c6 negres cavall · d6 negres peó · f6 negres cavall · b5 negres peó · e5 negres peó · d4 blanques peó · e4 blanques peó · b3 blanques alfil · c3 blanques peó · f3 blanques cavall · h3 blanques peó · a2 blanques peó · b2 blanques peó · f2 blanques peó · g2 blanques peó · a1 blanques torre · b1 blanques cavall · c1 blanques alfil · d1 blanques dama · e1 blanques torre · g1 blanques rei | a8 negres torre · d8 negres dama · f8 negres torre · g8 negres rei · b7 negres alfil · c7 negres peó · e7 negres alfil · f7 negres peó · g7 negres peó · h7 negres peó · a6 negres peó · c6 negres cavall · d6 negres peó · f6 negres cavall · b5 negres peó · e5 negres peó · d4 blanques peó · e4 blanques peó · b3 blanques alfil · c3 blanques peó · f3 blanques cavall · h3 blanques peó · a2 blanques peó · b2 blanques peó · f2 blanques peó · g2 blanques peó · a1 blanques torre · b1 blanques cavall · c1 blanques alfil · d1 blanques dama · e1 blanques torre · g1 blanques rei | a8 negres torre · d8 negres dama · f8 negres torre · g8 negres rei · b7 negres alfil · c7 negres peó · e7 negres alfil · f7 negres peó · g7 negres peó · h7 negres peó · a6 negres peó · c6 negres cavall · d6 negres peó · f6 negres cavall · b5 negres peó · e5 negres peó · d4 blanques peó · e4 blanques peó · b3 blanques alfil · c3 blanques peó · f3 blanques cavall · h3 blanques peó · a2 blanques peó · b2 blanques peó · f2 blanques peó · g2 blanques peó · a1 blanques torre · b1 blanques cavall · c1 blanques alfil · d1 blanques dama · e1 blanques torre · g1 blanques rei | a8 negres torre · d8 negres dama · f8 negres torre · g8 negres rei · b7 negres alfil · c7 negres peó · e7 negres alfil · f7 negres peó · g7 negres peó · h7 negres peó · a6 negres peó · c6 negres cavall · d6 negres peó · f6 negres cavall · b5 negres peó · e5 negres peó · d4 blanques peó · e4 blanques peó · b3 blanques alfil · c3 blanques peó · f3 blanques cavall · h3 blanques peó · a2 blanques peó · b2 blanques peó · f2 blanques peó · g2 blanques peó · a1 blanques torre · b1 blanques cavall · c1 blanques alfil · d1 blanques dama · e1 blanques torre · g1 blanques rei | a8 negres torre · d8 negres dama · f8 negres torre · g8 negres rei · b7 negres alfil · c7 negres peó · e7 negres alfil · f7 negres peó · g7 negres peó · h7 negres peó · a6 negres peó · c6 negres cavall · d6 negres peó · f6 negres cavall · b5 negres peó · e5 negres peó · d4 blanques peó · e4 blanques peó · b3 blanques alfil · c3 blanques peó · f3 blanques cavall · h3 blanques peó · a2 blanques peó · b2 blanques peó · f2 blanques peó · g2 blanques peó · a1 blanques torre · b1 blanques cavall · c1 blanques alfil · d1 blanques dama · e1 blanques torre · g1 blanques rei | a8 negres torre · d8 negres dama · f8 negres torre · g8 negres rei · b7 negres alfil · c7 negres peó · e7 negres alfil · f7 negres peó · g7 negres peó · h7 negres peó · a6 negres peó · c6 negres cavall · d6 negres peó · f6 negres cavall · b5 negres peó · e5 negres peó · d4 blanques peó · e4 blanques peó · b3 blanques alfil · c3 blanques peó · f3 blanques cavall · h3 blanques peó · a2 blanques peó · b2 blanques peó · f2 blanques peó · g2 blanques peó · a1 blanques torre · b1 blanques cavall · c1 blanques alfil · d1 blanques dama · e1 blanques torre · g1 blanques rei | a8 negres torre · d8 negres dama · f8 negres torre · g8 negres rei · b7 negres alfil · c7 negres peó · e7 negres alfil · f7 negres peó · g7 negres peó · h7 negres peó · a6 negres peó · c6 negres cavall · d6 negres peó · f6 negres cavall · b5 negres peó · e5 negres peó · d4 blanques peó · e4 blanques peó · b3 blanques alfil · c3 blanques peó · f3 blanques cavall · h3 blanques peó · a2 blanques peó · b2 blanques peó · f2 blanques peó · g2 blanques peó · a1 blanques torre · b1 blanques cavall · c1 blanques alfil · d1 blanques dama · e1 blanques torre · g1 blanques rei | a8 negres torre · d8 negres dama · f8 negres torre · g8 negres rei · b7 negres alfil · c7 negres peó · e7 negres alfil · f7 negres peó · g7 negres peó · h7 negres peó · a6 negres peó · c6 negres cavall · d6 negres peó · f6 negres cavall · b5 negres peó · e5 negres peó · d4 blanques peó · e4 blanques peó · b3 blanques alfil · c3 blanques peó · f3 blanques cavall · h3 blanques peó · a2 blanques peó · b2 blanques peó · f2 blanques peó · g2 blanques peó · a1 blanques torre · b1 blanques cavall · c1 blanques alfil · d1 blanques dama · e1 blanques torre · g1 blanques rei | 8 |
| 7 | a8 negres torre · d8 negres dama · f8 negres torre · g8 negres rei · b7 negres alfil · c7 negres peó · e7 negres alfil · f7 negres peó · g7 negres peó · h7 negres peó · a6 negres peó · c6 negres cavall · d6 negres peó · f6 negres cavall · b5 negres peó · e5 negres peó · d4 blanques peó · e4 blanques peó · b3 blanques alfil · c3 blanques peó · f3 blanques cavall · h3 blanques peó · a2 blanques peó · b2 blanques peó · f2 blanques peó · g2 blanques peó · a1 blanques torre · b1 blanques cavall · c1 blanques alfil · d1 blanques dama · e1 blanques torre · g1 blanques rei | a8 negres torre · d8 negres dama · f8 negres torre · g8 negres rei · b7 negres alfil · c7 negres peó · e7 negres alfil · f7 negres peó · g7 negres peó · h7 negres peó · a6 negres peó · c6 negres cavall · d6 negres peó · f6 negres cavall · b5 negres peó · e5 negres peó · d4 blanques peó · e4 blanques peó · b3 blanques alfil · c3 blanques peó · f3 blanques cavall · h3 blanques peó · a2 blanques peó · b2 blanques peó · f2 blanques peó · g2 blanques peó · a1 blanques torre · b1 blanques cavall · c1 blanques alfil · d1 blanques dama · e1 blanques torre · g1 blanques rei | a8 negres torre · d8 negres dama · f8 negres torre · g8 negres rei · b7 negres alfil · c7 negres peó · e7 negres alfil · f7 negres peó · g7 negres peó · h7 negres peó · a6 negres peó · c6 negres cavall · d6 negres peó · f6 negres cavall · b5 negres peó · e5 negres peó · d4 blanques peó · e4 blanques peó · b3 blanques alfil · c3 blanques peó · f3 blanques cavall · h3 blanques peó · a2 blanques peó · b2 blanques peó · f2 blanques peó · g2 blanques peó · a1 blanques torre · b1 blanques cavall · c1 blanques alfil · d1 blanques dama · e1 blanques torre · g1 blanques rei | a8 negres torre · d8 negres dama · f8 negres torre · g8 negres rei · b7 negres alfil · c7 negres peó · e7 negres alfil · f7 negres peó · g7 negres peó · h7 negres peó · a6 negres peó · c6 negres cavall · d6 negres peó · f6 negres cavall · b5 negres peó · e5 negres peó · d4 blanques peó · e4 blanques peó · b3 blanques alfil · c3 blanques peó · f3 blanques cavall · h3 blanques peó · a2 blanques peó · b2 blanques peó · f2 blanques peó · g2 blanques peó · a1 blanques torre · b1 blanques cavall · c1 blanques alfil · d1 blanques dama · e1 blanques torre · g1 blanques rei | a8 negres torre · d8 negres dama · f8 negres torre · g8 negres rei · b7 negres alfil · c7 negres peó · e7 negres alfil · f7 negres peó · g7 negres peó · h7 negres peó · a6 negres peó · c6 negres cavall · d6 negres peó · f6 negres cavall · b5 negres peó · e5 negres peó · d4 blanques peó · e4 blanques peó · b3 blanques alfil · c3 blanques peó · f3 blanques cavall · h3 blanques peó · a2 blanques peó · b2 blanques peó · f2 blanques peó · g2 blanques peó · a1 blanques torre · b1 blanques cavall · c1 blanques alfil · d1 blanques dama · e1 blanques torre · g1 blanques rei | a8 negres torre · d8 negres dama · f8 negres torre · g8 negres rei · b7 negres alfil · c7 negres peó · e7 negres alfil · f7 negres peó · g7 negres peó · h7 negres peó · a6 negres peó · c6 negres cavall · d6 negres peó · f6 negres cavall · b5 negres peó · e5 negres peó · d4 blanques peó · e4 blanques peó · b3 blanques alfil · c3 blanques peó · f3 blanques cavall · h3 blanques peó · a2 blanques peó · b2 blanques peó · f2 blanques peó · g2 blanques peó · a1 blanques torre · b1 blanques cavall · c1 blanques alfil · d1 blanques dama · e1 blanques torre · g1 blanques rei | a8 negres torre · d8 negres dama · f8 negres torre · g8 negres rei · b7 negres alfil · c7 negres peó · e7 negres alfil · f7 negres peó · g7 negres peó · h7 negres peó · a6 negres peó · c6 negres cavall · d6 negres peó · f6 negres cavall · b5 negres peó · e5 negres peó · d4 blanques peó · e4 blanques peó · b3 blanques alfil · c3 blanques peó · f3 blanques cavall · h3 blanques peó · a2 blanques peó · b2 blanques peó · f2 blanques peó · g2 blanques peó · a1 blanques torre · b1 blanques cavall · c1 blanques alfil · d1 blanques dama · e1 blanques torre · g1 blanques rei | a8 negres torre · d8 negres dama · f8 negres torre · g8 negres rei · b7 negres alfil · c7 negres peó · e7 negres alfil · f7 negres peó · g7 negres peó · h7 negres peó · a6 negres peó · c6 negres cavall · d6 negres peó · f6 negres cavall · b5 negres peó · e5 negres peó · d4 blanques peó · e4 blanques peó · b3 blanques alfil · c3 blanques peó · f3 blanques cavall · h3 blanques peó · a2 blanques peó · b2 blanques peó · f2 blanques peó · g2 blanques peó · a1 blanques torre · b1 blanques cavall · c1 blanques alfil · d1 blanques dama · e1 blanques torre · g1 blanques rei | 7 |
| 6 | a8 negres torre · d8 negres dama · f8 negres torre · g8 negres rei · b7 negres alfil · c7 negres peó · e7 negres alfil · f7 negres peó · g7 negres peó · h7 negres peó · a6 negres peó · c6 negres cavall · d6 negres peó · f6 negres cavall · b5 negres peó · e5 negres peó · d4 blanques peó · e4 blanques peó · b3 blanques alfil · c3 blanques peó · f3 blanques cavall · h3 blanques peó · a2 blanques peó · b2 blanques peó · f2 blanques peó · g2 blanques peó · a1 blanques torre · b1 blanques cavall · c1 blanques alfil · d1 blanques dama · e1 blanques torre · g1 blanques rei | a8 negres torre · d8 negres dama · f8 negres torre · g8 negres rei · b7 negres alfil · c7 negres peó · e7 negres alfil · f7 negres peó · g7 negres peó · h7 negres peó · a6 negres peó · c6 negres cavall · d6 negres peó · f6 negres cavall · b5 negres peó · e5 negres peó · d4 blanques peó · e4 blanques peó · b3 blanques alfil · c3 blanques peó · f3 blanques cavall · h3 blanques peó · a2 blanques peó · b2 blanques peó · f2 blanques peó · g2 blanques peó · a1 blanques torre · b1 blanques cavall · c1 blanques alfil · d1 blanques dama · e1 blanques torre · g1 blanques rei | a8 negres torre · d8 negres dama · f8 negres torre · g8 negres rei · b7 negres alfil · c7 negres peó · e7 negres alfil · f7 negres peó · g7 negres peó · h7 negres peó · a6 negres peó · c6 negres cavall · d6 negres peó · f6 negres cavall · b5 negres peó · e5 negres peó · d4 blanques peó · e4 blanques peó · b3 blanques alfil · c3 blanques peó · f3 blanques cavall · h3 blanques peó · a2 blanques peó · b2 blanques peó · f2 blanques peó · g2 blanques peó · a1 blanques torre · b1 blanques cavall · c1 blanques alfil · d1 blanques dama · e1 blanques torre · g1 blanques rei | a8 negres torre · d8 negres dama · f8 negres torre · g8 negres rei · b7 negres alfil · c7 negres peó · e7 negres alfil · f7 negres peó · g7 negres peó · h7 negres peó · a6 negres peó · c6 negres cavall · d6 negres peó · f6 negres cavall · b5 negres peó · e5 negres peó · d4 blanques peó · e4 blanques peó · b3 blanques alfil · c3 blanques peó · f3 blanques cavall · h3 blanques peó · a2 blanques peó · b2 blanques peó · f2 blanques peó · g2 blanques peó · a1 blanques torre · b1 blanques cavall · c1 blanques alfil · d1 blanques dama · e1 blanques torre · g1 blanques rei | a8 negres torre · d8 negres dama · f8 negres torre · g8 negres rei · b7 negres alfil · c7 negres peó · e7 negres alfil · f7 negres peó · g7 negres peó · h7 negres peó · a6 negres peó · c6 negres cavall · d6 negres peó · f6 negres cavall · b5 negres peó · e5 negres peó · d4 blanques peó · e4 blanques peó · b3 blanques alfil · c3 blanques peó · f3 blanques cavall · h3 blanques peó · a2 blanques peó · b2 blanques peó · f2 blanques peó · g2 blanques peó · a1 blanques torre · b1 blanques cavall · c1 blanques alfil · d1 blanques dama · e1 blanques torre · g1 blanques rei | a8 negres torre · d8 negres dama · f8 negres torre · g8 negres rei · b7 negres alfil · c7 negres peó · e7 negres alfil · f7 negres peó · g7 negres peó · h7 negres peó · a6 negres peó · c6 negres cavall · d6 negres peó · f6 negres cavall · b5 negres peó · e5 negres peó · d4 blanques peó · e4 blanques peó · b3 blanques alfil · c3 blanques peó · f3 blanques cavall · h3 blanques peó · a2 blanques peó · b2 blanques peó · f2 blanques peó · g2 blanques peó · a1 blanques torre · b1 blanques cavall · c1 blanques alfil · d1 blanques dama · e1 blanques torre · g1 blanques rei | a8 negres torre · d8 negres dama · f8 negres torre · g8 negres rei · b7 negres alfil · c7 negres peó · e7 negres alfil · f7 negres peó · g7 negres peó · h7 negres peó · a6 negres peó · c6 negres cavall · d6 negres peó · f6 negres cavall · b5 negres peó · e5 negres peó · d4 blanques peó · e4 blanques peó · b3 blanques alfil · c3 blanques peó · f3 blanques cavall · h3 blanques peó · a2 blanques peó · b2 blanques peó · f2 blanques peó · g2 blanques peó · a1 blanques torre · b1 blanques cavall · c1 blanques alfil · d1 blanques dama · e1 blanques torre · g1 blanques rei | a8 negres torre · d8 negres dama · f8 negres torre · g8 negres rei · b7 negres alfil · c7 negres peó · e7 negres alfil · f7 negres peó · g7 negres peó · h7 negres peó · a6 negres peó · c6 negres cavall · d6 negres peó · f6 negres cavall · b5 negres peó · e5 negres peó · d4 blanques peó · e4 blanques peó · b3 blanques alfil · c3 blanques peó · f3 blanques cavall · h3 blanques peó · a2 blanques peó · b2 blanques peó · f2 blanques peó · g2 blanques peó · a1 blanques torre · b1 blanques cavall · c1 blanques alfil · d1 blanques dama · e1 blanques torre · g1 blanques rei | 6 |
| 5 | a8 negres torre · d8 negres dama · f8 negres torre · g8 negres rei · b7 negres alfil · c7 negres peó · e7 negres alfil · f7 negres peó · g7 negres peó · h7 negres peó · a6 negres peó · c6 negres cavall · d6 negres peó · f6 negres cavall · b5 negres peó · e5 negres peó · d4 blanques peó · e4 blanques peó · b3 blanques alfil · c3 blanques peó · f3 blanques cavall · h3 blanques peó · a2 blanques peó · b2 blanques peó · f2 blanques peó · g2 blanques peó · a1 blanques torre · b1 blanques cavall · c1 blanques alfil · d1 blanques dama · e1 blanques torre · g1 blanques rei | a8 negres torre · d8 negres dama · f8 negres torre · g8 negres rei · b7 negres alfil · c7 negres peó · e7 negres alfil · f7 negres peó · g7 negres peó · h7 negres peó · a6 negres peó · c6 negres cavall · d6 negres peó · f6 negres cavall · b5 negres peó · e5 negres peó · d4 blanques peó · e4 blanques peó · b3 blanques alfil · c3 blanques peó · f3 blanques cavall · h3 blanques peó · a2 blanques peó · b2 blanques peó · f2 blanques peó · g2 blanques peó · a1 blanques torre · b1 blanques cavall · c1 blanques alfil · d1 blanques dama · e1 blanques torre · g1 blanques rei | a8 negres torre · d8 negres dama · f8 negres torre · g8 negres rei · b7 negres alfil · c7 negres peó · e7 negres alfil · f7 negres peó · g7 negres peó · h7 negres peó · a6 negres peó · c6 negres cavall · d6 negres peó · f6 negres cavall · b5 negres peó · e5 negres peó · d4 blanques peó · e4 blanques peó · b3 blanques alfil · c3 blanques peó · f3 blanques cavall · h3 blanques peó · a2 blanques peó · b2 blanques peó · f2 blanques peó · g2 blanques peó · a1 blanques torre · b1 blanques cavall · c1 blanques alfil · d1 blanques dama · e1 blanques torre · g1 blanques rei | a8 negres torre · d8 negres dama · f8 negres torre · g8 negres rei · b7 negres alfil · c7 negres peó · e7 negres alfil · f7 negres peó · g7 negres peó · h7 negres peó · a6 negres peó · c6 negres cavall · d6 negres peó · f6 negres cavall · b5 negres peó · e5 negres peó · d4 blanques peó · e4 blanques peó · b3 blanques alfil · c3 blanques peó · f3 blanques cavall · h3 blanques peó · a2 blanques peó · b2 blanques peó · f2 blanques peó · g2 blanques peó · a1 blanques torre · b1 blanques cavall · c1 blanques alfil · d1 blanques dama · e1 blanques torre · g1 blanques rei | a8 negres torre · d8 negres dama · f8 negres torre · g8 negres rei · b7 negres alfil · c7 negres peó · e7 negres alfil · f7 negres peó · g7 negres peó · h7 negres peó · a6 negres peó · c6 negres cavall · d6 negres peó · f6 negres cavall · b5 negres peó · e5 negres peó · d4 blanques peó · e4 blanques peó · b3 blanques alfil · c3 blanques peó · f3 blanques cavall · h3 blanques peó · a2 blanques peó · b2 blanques peó · f2 blanques peó · g2 blanques peó · a1 blanques torre · b1 blanques cavall · c1 blanques alfil · d1 blanques dama · e1 blanques torre · g1 blanques rei | a8 negres torre · d8 negres dama · f8 negres torre · g8 negres rei · b7 negres alfil · c7 negres peó · e7 negres alfil · f7 negres peó · g7 negres peó · h7 negres peó · a6 negres peó · c6 negres cavall · d6 negres peó · f6 negres cavall · b5 negres peó · e5 negres peó · d4 blanques peó · e4 blanques peó · b3 blanques alfil · c3 blanques peó · f3 blanques cavall · h3 blanques peó · a2 blanques peó · b2 blanques peó · f2 blanques peó · g2 blanques peó · a1 blanques torre · b1 blanques cavall · c1 blanques alfil · d1 blanques dama · e1 blanques torre · g1 blanques rei | a8 negres torre · d8 negres dama · f8 negres torre · g8 negres rei · b7 negres alfil · c7 negres peó · e7 negres alfil · f7 negres peó · g7 negres peó · h7 negres peó · a6 negres peó · c6 negres cavall · d6 negres peó · f6 negres cavall · b5 negres peó · e5 negres peó · d4 blanques peó · e4 blanques peó · b3 blanques alfil · c3 blanques peó · f3 blanques cavall · h3 blanques peó · a2 blanques peó · b2 blanques peó · f2 blanques peó · g2 blanques peó · a1 blanques torre · b1 blanques cavall · c1 blanques alfil · d1 blanques dama · e1 blanques torre · g1 blanques rei | a8 negres torre · d8 negres dama · f8 negres torre · g8 negres rei · b7 negres alfil · c7 negres peó · e7 negres alfil · f7 negres peó · g7 negres peó · h7 negres peó · a6 negres peó · c6 negres cavall · d6 negres peó · f6 negres cavall · b5 negres peó · e5 negres peó · d4 blanques peó · e4 blanques peó · b3 blanques alfil · c3 blanques peó · f3 blanques cavall · h3 blanques peó · a2 blanques peó · b2 blanques peó · f2 blanques peó · g2 blanques peó · a1 blanques torre · b1 blanques cavall · c1 blanques alfil · d1 blanques dama · e1 blanques torre · g1 blanques rei | 5 |
| 4 | a8 negres torre · d8 negres dama · f8 negres torre · g8 negres rei · b7 negres alfil · c7 negres peó · e7 negres alfil · f7 negres peó · g7 negres peó · h7 negres peó · a6 negres peó · c6 negres cavall · d6 negres peó · f6 negres cavall · b5 negres peó · e5 negres peó · d4 blanques peó · e4 blanques peó · b3 blanques alfil · c3 blanques peó · f3 blanques cavall · h3 blanques peó · a2 blanques peó · b2 blanques peó · f2 blanques peó · g2 blanques peó · a1 blanques torre · b1 blanques cavall · c1 blanques alfil · d1 blanques dama · e1 blanques torre · g1 blanques rei | a8 negres torre · d8 negres dama · f8 negres torre · g8 negres rei · b7 negres alfil · c7 negres peó · e7 negres alfil · f7 negres peó · g7 negres peó · h7 negres peó · a6 negres peó · c6 negres cavall · d6 negres peó · f6 negres cavall · b5 negres peó · e5 negres peó · d4 blanques peó · e4 blanques peó · b3 blanques alfil · c3 blanques peó · f3 blanques cavall · h3 blanques peó · a2 blanques peó · b2 blanques peó · f2 blanques peó · g2 blanques peó · a1 blanques torre · b1 blanques cavall · c1 blanques alfil · d1 blanques dama · e1 blanques torre · g1 blanques rei | a8 negres torre · d8 negres dama · f8 negres torre · g8 negres rei · b7 negres alfil · c7 negres peó · e7 negres alfil · f7 negres peó · g7 negres peó · h7 negres peó · a6 negres peó · c6 negres cavall · d6 negres peó · f6 negres cavall · b5 negres peó · e5 negres peó · d4 blanques peó · e4 blanques peó · b3 blanques alfil · c3 blanques peó · f3 blanques cavall · h3 blanques peó · a2 blanques peó · b2 blanques peó · f2 blanques peó · g2 blanques peó · a1 blanques torre · b1 blanques cavall · c1 blanques alfil · d1 blanques dama · e1 blanques torre · g1 blanques rei | a8 negres torre · d8 negres dama · f8 negres torre · g8 negres rei · b7 negres alfil · c7 negres peó · e7 negres alfil · f7 negres peó · g7 negres peó · h7 negres peó · a6 negres peó · c6 negres cavall · d6 negres peó · f6 negres cavall · b5 negres peó · e5 negres peó · d4 blanques peó · e4 blanques peó · b3 blanques alfil · c3 blanques peó · f3 blanques cavall · h3 blanques peó · a2 blanques peó · b2 blanques peó · f2 blanques peó · g2 blanques peó · a1 blanques torre · b1 blanques cavall · c1 blanques alfil · d1 blanques dama · e1 blanques torre · g1 blanques rei | a8 negres torre · d8 negres dama · f8 negres torre · g8 negres rei · b7 negres alfil · c7 negres peó · e7 negres alfil · f7 negres peó · g7 negres peó · h7 negres peó · a6 negres peó · c6 negres cavall · d6 negres peó · f6 negres cavall · b5 negres peó · e5 negres peó · d4 blanques peó · e4 blanques peó · b3 blanques alfil · c3 blanques peó · f3 blanques cavall · h3 blanques peó · a2 blanques peó · b2 blanques peó · f2 blanques peó · g2 blanques peó · a1 blanques torre · b1 blanques cavall · c1 blanques alfil · d1 blanques dama · e1 blanques torre · g1 blanques rei | a8 negres torre · d8 negres dama · f8 negres torre · g8 negres rei · b7 negres alfil · c7 negres peó · e7 negres alfil · f7 negres peó · g7 negres peó · h7 negres peó · a6 negres peó · c6 negres cavall · d6 negres peó · f6 negres cavall · b5 negres peó · e5 negres peó · d4 blanques peó · e4 blanques peó · b3 blanques alfil · c3 blanques peó · f3 blanques cavall · h3 blanques peó · a2 blanques peó · b2 blanques peó · f2 blanques peó · g2 blanques peó · a1 blanques torre · b1 blanques cavall · c1 blanques alfil · d1 blanques dama · e1 blanques torre · g1 blanques rei | a8 negres torre · d8 negres dama · f8 negres torre · g8 negres rei · b7 negres alfil · c7 negres peó · e7 negres alfil · f7 negres peó · g7 negres peó · h7 negres peó · a6 negres peó · c6 negres cavall · d6 negres peó · f6 negres cavall · b5 negres peó · e5 negres peó · d4 blanques peó · e4 blanques peó · b3 blanques alfil · c3 blanques peó · f3 blanques cavall · h3 blanques peó · a2 blanques peó · b2 blanques peó · f2 blanques peó · g2 blanques peó · a1 blanques torre · b1 blanques cavall · c1 blanques alfil · d1 blanques dama · e1 blanques torre · g1 blanques rei | a8 negres torre · d8 negres dama · f8 negres torre · g8 negres rei · b7 negres alfil · c7 negres peó · e7 negres alfil · f7 negres peó · g7 negres peó · h7 negres peó · a6 negres peó · c6 negres cavall · d6 negres peó · f6 negres cavall · b5 negres peó · e5 negres peó · d4 blanques peó · e4 blanques peó · b3 blanques alfil · c3 blanques peó · f3 blanques cavall · h3 blanques peó · a2 blanques peó · b2 blanques peó · f2 blanques peó · g2 blanques peó · a1 blanques torre · b1 blanques cavall · c1 blanques alfil · d1 blanques dama · e1 blanques torre · g1 blanques rei | 4 |
| 3 | a8 negres torre · d8 negres dama · f8 negres torre · g8 negres rei · b7 negres alfil · c7 negres peó · e7 negres alfil · f7 negres peó · g7 negres peó · h7 negres peó · a6 negres peó · c6 negres cavall · d6 negres peó · f6 negres cavall · b5 negres peó · e5 negres peó · d4 blanques peó · e4 blanques peó · b3 blanques alfil · c3 blanques peó · f3 blanques cavall · h3 blanques peó · a2 blanques peó · b2 blanques peó · f2 blanques peó · g2 blanques peó · a1 blanques torre · b1 blanques cavall · c1 blanques alfil · d1 blanques dama · e1 blanques torre · g1 blanques rei | a8 negres torre · d8 negres dama · f8 negres torre · g8 negres rei · b7 negres alfil · c7 negres peó · e7 negres alfil · f7 negres peó · g7 negres peó · h7 negres peó · a6 negres peó · c6 negres cavall · d6 negres peó · f6 negres cavall · b5 negres peó · e5 negres peó · d4 blanques peó · e4 blanques peó · b3 blanques alfil · c3 blanques peó · f3 blanques cavall · h3 blanques peó · a2 blanques peó · b2 blanques peó · f2 blanques peó · g2 blanques peó · a1 blanques torre · b1 blanques cavall · c1 blanques alfil · d1 blanques dama · e1 blanques torre · g1 blanques rei | a8 negres torre · d8 negres dama · f8 negres torre · g8 negres rei · b7 negres alfil · c7 negres peó · e7 negres alfil · f7 negres peó · g7 negres peó · h7 negres peó · a6 negres peó · c6 negres cavall · d6 negres peó · f6 negres cavall · b5 negres peó · e5 negres peó · d4 blanques peó · e4 blanques peó · b3 blanques alfil · c3 blanques peó · f3 blanques cavall · h3 blanques peó · a2 blanques peó · b2 blanques peó · f2 blanques peó · g2 blanques peó · a1 blanques torre · b1 blanques cavall · c1 blanques alfil · d1 blanques dama · e1 blanques torre · g1 blanques rei | a8 negres torre · d8 negres dama · f8 negres torre · g8 negres rei · b7 negres alfil · c7 negres peó · e7 negres alfil · f7 negres peó · g7 negres peó · h7 negres peó · a6 negres peó · c6 negres cavall · d6 negres peó · f6 negres cavall · b5 negres peó · e5 negres peó · d4 blanques peó · e4 blanques peó · b3 blanques alfil · c3 blanques peó · f3 blanques cavall · h3 blanques peó · a2 blanques peó · b2 blanques peó · f2 blanques peó · g2 blanques peó · a1 blanques torre · b1 blanques cavall · c1 blanques alfil · d1 blanques dama · e1 blanques torre · g1 blanques rei | a8 negres torre · d8 negres dama · f8 negres torre · g8 negres rei · b7 negres alfil · c7 negres peó · e7 negres alfil · f7 negres peó · g7 negres peó · h7 negres peó · a6 negres peó · c6 negres cavall · d6 negres peó · f6 negres cavall · b5 negres peó · e5 negres peó · d4 blanques peó · e4 blanques peó · b3 blanques alfil · c3 blanques peó · f3 blanques cavall · h3 blanques peó · a2 blanques peó · b2 blanques peó · f2 blanques peó · g2 blanques peó · a1 blanques torre · b1 blanques cavall · c1 blanques alfil · d1 blanques dama · e1 blanques torre · g1 blanques rei | a8 negres torre · d8 negres dama · f8 negres torre · g8 negres rei · b7 negres alfil · c7 negres peó · e7 negres alfil · f7 negres peó · g7 negres peó · h7 negres peó · a6 negres peó · c6 negres cavall · d6 negres peó · f6 negres cavall · b5 negres peó · e5 negres peó · d4 blanques peó · e4 blanques peó · b3 blanques alfil · c3 blanques peó · f3 blanques cavall · h3 blanques peó · a2 blanques peó · b2 blanques peó · f2 blanques peó · g2 blanques peó · a1 blanques torre · b1 blanques cavall · c1 blanques alfil · d1 blanques dama · e1 blanques torre · g1 blanques rei | a8 negres torre · d8 negres dama · f8 negres torre · g8 negres rei · b7 negres alfil · c7 negres peó · e7 negres alfil · f7 negres peó · g7 negres peó · h7 negres peó · a6 negres peó · c6 negres cavall · d6 negres peó · f6 negres cavall · b5 negres peó · e5 negres peó · d4 blanques peó · e4 blanques peó · b3 blanques alfil · c3 blanques peó · f3 blanques cavall · h3 blanques peó · a2 blanques peó · b2 blanques peó · f2 blanques peó · g2 blanques peó · a1 blanques torre · b1 blanques cavall · c1 blanques alfil · d1 blanques dama · e1 blanques torre · g1 blanques rei | a8 negres torre · d8 negres dama · f8 negres torre · g8 negres rei · b7 negres alfil · c7 negres peó · e7 negres alfil · f7 negres peó · g7 negres peó · h7 negres peó · a6 negres peó · c6 negres cavall · d6 negres peó · f6 negres cavall · b5 negres peó · e5 negres peó · d4 blanques peó · e4 blanques peó · b3 blanques alfil · c3 blanques peó · f3 blanques cavall · h3 blanques peó · a2 blanques peó · b2 blanques peó · f2 blanques peó · g2 blanques peó · a1 blanques torre · b1 blanques cavall · c1 blanques alfil · d1 blanques dama · e1 blanques torre · g1 blanques rei | 3 |
| 2 | a8 negres torre · d8 negres dama · f8 negres torre · g8 negres rei · b7 negres alfil · c7 negres peó · e7 negres alfil · f7 negres peó · g7 negres peó · h7 negres peó · a6 negres peó · c6 negres cavall · d6 negres peó · f6 negres cavall · b5 negres peó · e5 negres peó · d4 blanques peó · e4 blanques peó · b3 blanques alfil · c3 blanques peó · f3 blanques cavall · h3 blanques peó · a2 blanques peó · b2 blanques peó · f2 blanques peó · g2 blanques peó · a1 blanques torre · b1 blanques cavall · c1 blanques alfil · d1 blanques dama · e1 blanques torre · g1 blanques rei | a8 negres torre · d8 negres dama · f8 negres torre · g8 negres rei · b7 negres alfil · c7 negres peó · e7 negres alfil · f7 negres peó · g7 negres peó · h7 negres peó · a6 negres peó · c6 negres cavall · d6 negres peó · f6 negres cavall · b5 negres peó · e5 negres peó · d4 blanques peó · e4 blanques peó · b3 blanques alfil · c3 blanques peó · f3 blanques cavall · h3 blanques peó · a2 blanques peó · b2 blanques peó · f2 blanques peó · g2 blanques peó · a1 blanques torre · b1 blanques cavall · c1 blanques alfil · d1 blanques dama · e1 blanques torre · g1 blanques rei | a8 negres torre · d8 negres dama · f8 negres torre · g8 negres rei · b7 negres alfil · c7 negres peó · e7 negres alfil · f7 negres peó · g7 negres peó · h7 negres peó · a6 negres peó · c6 negres cavall · d6 negres peó · f6 negres cavall · b5 negres peó · e5 negres peó · d4 blanques peó · e4 blanques peó · b3 blanques alfil · c3 blanques peó · f3 blanques cavall · h3 blanques peó · a2 blanques peó · b2 blanques peó · f2 blanques peó · g2 blanques peó · a1 blanques torre · b1 blanques cavall · c1 blanques alfil · d1 blanques dama · e1 blanques torre · g1 blanques rei | a8 negres torre · d8 negres dama · f8 negres torre · g8 negres rei · b7 negres alfil · c7 negres peó · e7 negres alfil · f7 negres peó · g7 negres peó · h7 negres peó · a6 negres peó · c6 negres cavall · d6 negres peó · f6 negres cavall · b5 negres peó · e5 negres peó · d4 blanques peó · e4 blanques peó · b3 blanques alfil · c3 blanques peó · f3 blanques cavall · h3 blanques peó · a2 blanques peó · b2 blanques peó · f2 blanques peó · g2 blanques peó · a1 blanques torre · b1 blanques cavall · c1 blanques alfil · d1 blanques dama · e1 blanques torre · g1 blanques rei | a8 negres torre · d8 negres dama · f8 negres torre · g8 negres rei · b7 negres alfil · c7 negres peó · e7 negres alfil · f7 negres peó · g7 negres peó · h7 negres peó · a6 negres peó · c6 negres cavall · d6 negres peó · f6 negres cavall · b5 negres peó · e5 negres peó · d4 blanques peó · e4 blanques peó · b3 blanques alfil · c3 blanques peó · f3 blanques cavall · h3 blanques peó · a2 blanques peó · b2 blanques peó · f2 blanques peó · g2 blanques peó · a1 blanques torre · b1 blanques cavall · c1 blanques alfil · d1 blanques dama · e1 blanques torre · g1 blanques rei | a8 negres torre · d8 negres dama · f8 negres torre · g8 negres rei · b7 negres alfil · c7 negres peó · e7 negres alfil · f7 negres peó · g7 negres peó · h7 negres peó · a6 negres peó · c6 negres cavall · d6 negres peó · f6 negres cavall · b5 negres peó · e5 negres peó · d4 blanques peó · e4 blanques peó · b3 blanques alfil · c3 blanques peó · f3 blanques cavall · h3 blanques peó · a2 blanques peó · b2 blanques peó · f2 blanques peó · g2 blanques peó · a1 blanques torre · b1 blanques cavall · c1 blanques alfil · d1 blanques dama · e1 blanques torre · g1 blanques rei | a8 negres torre · d8 negres dama · f8 negres torre · g8 negres rei · b7 negres alfil · c7 negres peó · e7 negres alfil · f7 negres peó · g7 negres peó · h7 negres peó · a6 negres peó · c6 negres cavall · d6 negres peó · f6 negres cavall · b5 negres peó · e5 negres peó · d4 blanques peó · e4 blanques peó · b3 blanques alfil · c3 blanques peó · f3 blanques cavall · h3 blanques peó · a2 blanques peó · b2 blanques peó · f2 blanques peó · g2 blanques peó · a1 blanques torre · b1 blanques cavall · c1 blanques alfil · d1 blanques dama · e1 blanques torre · g1 blanques rei | a8 negres torre · d8 negres dama · f8 negres torre · g8 negres rei · b7 negres alfil · c7 negres peó · e7 negres alfil · f7 negres peó · g7 negres peó · h7 negres peó · a6 negres peó · c6 negres cavall · d6 negres peó · f6 negres cavall · b5 negres peó · e5 negres peó · d4 blanques peó · e4 blanques peó · b3 blanques alfil · c3 blanques peó · f3 blanques cavall · h3 blanques peó · a2 blanques peó · b2 blanques peó · f2 blanques peó · g2 blanques peó · a1 blanques torre · b1 blanques cavall · c1 blanques alfil · d1 blanques dama · e1 blanques torre · g1 blanques rei | 2 |
| 1 | a8 negres torre · d8 negres dama · f8 negres torre · g8 negres rei · b7 negres alfil · c7 negres peó · e7 negres alfil · f7 negres peó · g7 negres peó · h7 negres peó · a6 negres peó · c6 negres cavall · d6 negres peó · f6 negres cavall · b5 negres peó · e5 negres peó · d4 blanques peó · e4 blanques peó · b3 blanques alfil · c3 blanques peó · f3 blanques cavall · h3 blanques peó · a2 blanques peó · b2 blanques peó · f2 blanques peó · g2 blanques peó · a1 blanques torre · b1 blanques cavall · c1 blanques alfil · d1 blanques dama · e1 blanques torre · g1 blanques rei | a8 negres torre · d8 negres dama · f8 negres torre · g8 negres rei · b7 negres alfil · c7 negres peó · e7 negres alfil · f7 negres peó · g7 negres peó · h7 negres peó · a6 negres peó · c6 negres cavall · d6 negres peó · f6 negres cavall · b5 negres peó · e5 negres peó · d4 blanques peó · e4 blanques peó · b3 blanques alfil · c3 blanques peó · f3 blanques cavall · h3 blanques peó · a2 blanques peó · b2 blanques peó · f2 blanques peó · g2 blanques peó · a1 blanques torre · b1 blanques cavall · c1 blanques alfil · d1 blanques dama · e1 blanques torre · g1 blanques rei | a8 negres torre · d8 negres dama · f8 negres torre · g8 negres rei · b7 negres alfil · c7 negres peó · e7 negres alfil · f7 negres peó · g7 negres peó · h7 negres peó · a6 negres peó · c6 negres cavall · d6 negres peó · f6 negres cavall · b5 negres peó · e5 negres peó · d4 blanques peó · e4 blanques peó · b3 blanques alfil · c3 blanques peó · f3 blanques cavall · h3 blanques peó · a2 blanques peó · b2 blanques peó · f2 blanques peó · g2 blanques peó · a1 blanques torre · b1 blanques cavall · c1 blanques alfil · d1 blanques dama · e1 blanques torre · g1 blanques rei | a8 negres torre · d8 negres dama · f8 negres torre · g8 negres rei · b7 negres alfil · c7 negres peó · e7 negres alfil · f7 negres peó · g7 negres peó · h7 negres peó · a6 negres peó · c6 negres cavall · d6 negres peó · f6 negres cavall · b5 negres peó · e5 negres peó · d4 blanques peó · e4 blanques peó · b3 blanques alfil · c3 blanques peó · f3 blanques cavall · h3 blanques peó · a2 blanques peó · b2 blanques peó · f2 blanques peó · g2 blanques peó · a1 blanques torre · b1 blanques cavall · c1 blanques alfil · d1 blanques dama · e1 blanques torre · g1 blanques rei | a8 negres torre · d8 negres dama · f8 negres torre · g8 negres rei · b7 negres alfil · c7 negres peó · e7 negres alfil · f7 negres peó · g7 negres peó · h7 negres peó · a6 negres peó · c6 negres cavall · d6 negres peó · f6 negres cavall · b5 negres peó · e5 negres peó · d4 blanques peó · e4 blanques peó · b3 blanques alfil · c3 blanques peó · f3 blanques cavall · h3 blanques peó · a2 blanques peó · b2 blanques peó · f2 blanques peó · g2 blanques peó · a1 blanques torre · b1 blanques cavall · c1 blanques alfil · d1 blanques dama · e1 blanques torre · g1 blanques rei | a8 negres torre · d8 negres dama · f8 negres torre · g8 negres rei · b7 negres alfil · c7 negres peó · e7 negres alfil · f7 negres peó · g7 negres peó · h7 negres peó · a6 negres peó · c6 negres cavall · d6 negres peó · f6 negres cavall · b5 negres peó · e5 negres peó · d4 blanques peó · e4 blanques peó · b3 blanques alfil · c3 blanques peó · f3 blanques cavall · h3 blanques peó · a2 blanques peó · b2 blanques peó · f2 blanques peó · g2 blanques peó · a1 blanques torre · b1 blanques cavall · c1 blanques alfil · d1 blanques dama · e1 blanques torre · g1 blanques rei | a8 negres torre · d8 negres dama · f8 negres torre · g8 negres rei · b7 negres alfil · c7 negres peó · e7 negres alfil · f7 negres peó · g7 negres peó · h7 negres peó · a6 negres peó · c6 negres cavall · d6 negres peó · f6 negres cavall · b5 negres peó · e5 negres peó · d4 blanques peó · e4 blanques peó · b3 blanques alfil · c3 blanques peó · f3 blanques cavall · h3 blanques peó · a2 blanques peó · b2 blanques peó · f2 blanques peó · g2 blanques peó · a1 blanques torre · b1 blanques cavall · c1 blanques alfil · d1 blanques dama · e1 blanques torre · g1 blanques rei | a8 negres torre · d8 negres dama · f8 negres torre · g8 negres rei · b7 negres alfil · c7 negres peó · e7 negres alfil · f7 negres peó · g7 negres peó · h7 negres peó · a6 negres peó · c6 negres cavall · d6 negres peó · f6 negres cavall · b5 negres peó · e5 negres peó · d4 blanques peó · e4 blanques peó · b3 blanques alfil · c3 blanques peó · f3 blanques cavall · h3 blanques peó · a2 blanques peó · b2 blanques peó · f2 blanques peó · g2 blanques peó · a1 blanques torre · b1 blanques cavall · c1 blanques alfil · d1 blanques dama · e1 blanques torre · g1 blanques rei | 1 |
|   | a | b | c | d | e | f | g | h |   |

Segons Rowson, el principal avantatge del blanc és que: «l'avantatge del primer moviment té algunes similituds amb el servei en el tennis. Primer en què les blanques poden aconseguir un punt directe (per exemple amb una poderosa novetat en l'obertura), tenen més control sobre el ritme i la direcció del joc, i com en el tennis tenen un segon servei, ja que quan les coses van malament la seva posició generalment no arriba a ser perdedora». Segon, les blanques comencen amb alguna iniciativa, encara que Rowson considera aquesta un avantatge més psicològic que posicional, «i si és que arriba a ser un avantatge posicional depèn de la força relativa dels jugadors». Tercer, alguns jugadors són capaços d'usar la iniciativa per «jugar una espècie de poderosos escacs de 'servei i volea' en què les negres són arrasades amb una barreja profunda de preparació i proeses d'atac». Quart, «si les blanques volen empatar, no sempre és fàcil per a les negres evitar-ho. Aquest avantatge és particularment agut en casos on hi ha una possible triple repetició, ja que el blanc pot començar la repetició sense comprometre's a empatar i les negres han de decidir si canvien la jugada abans de saber si les blanques estan fent un bluf».
Rowson cita com a exemple d'aquest últim fenomen la ben considerada variant Zaitsev de l'obertura Ruy López. després d'1.e4 e5 2.Cf3 Cc6 3.Ab5 a6 4.Aa4 Cf6 5.0-0 Ae7 6.Te1 b5 7.Ab3 0-0 8.c3 d6 9.h3 Ab7 10.d4 te8 (inici de la variant Zaitsev), les blanques poden repetir jugades un cop amb 11.Cg5 Tf8 12.Cf3; això posa el negre en una situació difícil, ja que ha d'escollir entre (a) insistir en la Zaitsev amb 12 […] Te8, cosa que permet que les blanques triïn si volen empatar per tercera repetició amb 13.Cg5 Tf8 14.Cf3, o (b) jugar un moviment diferent (i possiblement inferior) canviant de 12 ... Te8.

#### Avantatges de les negres
Rowson al·lega que les negres també tenen diversos avantatges. Primer: «El suposat avantatge del blanc és també un tipus d'obligació de jugar per guanyar i les negres poden usar això freqüentment per treure avantatge». Segon: «La moguda extra del blanc pot ser una càrrega i de vegades les blanques es troben en una lleugera forma de zugzwang». Tercer, encara que les blanques inicien la partida amb la inicitiva, si les «negres retenen una posició flexible amb bones possibilitats de reacció, aquesta iniciativa pot ser absorbida i sovint es trasllada a les negres». Quart: «El fet que el blanc mogui abans, freqüentment li dona al negre informació útil». Suba igualment argumenta que l'avantatge de les blanques és en realitat de menys d'un moviment, ja que les blanques han de mostrar les seves intencions primer, permetent que les negres reaccionin al pla de les blanques. Suba escriu: «en termes de la teoria matemàtica dels jocs, els escacs són un joc d'informació completa i ¡la informació de les negres sempre és major per un moviment!».
Rowson també assenyala que les oportunitats de les negres augmenten significativament jugant bones obertures, que tendeixen a ser aquelles amb flexibilitat i potencial latent, «abans que aquelles que donen a les blanques objectius fixos o que tracten de guanyar la iniciativa prematurament». També emfatitza que «el blanc té 'la iniciativa', no 'l'avantatge'. L'èxit amb les negres depèn de veure més enllà de la iniciativa i pensar en les posicions en termes de 'potencial'». Aquestes idees estan exemplificades a l'eriçó, un modern i dinàmic sistema usat contra l'obertura anglesa que es pot jugar amb diversos ordres de moviments. S'arriba a una posició típica després d'1.c4 c5 2.Cf3 Cf6 3.g3 b6 4.Ag2 Ab7 5.0-0 e6 6.Cc3 Ae7 7.d4 cxd4 8.Dxd4 d6 9.e4 a6. Les blanques tenen avantatge d'espai, mentre que les negres habitualment maniobren amb llurs peces en les dues últimes files del tauler, tot i que les blanques «han de vigilar constantment els possibles cops alliberadors ...b5 i ...d5». Watson diu: «L'objectiu de les negres és mantenir-se elàstiques i flexibles amb moltes opcions per les seves peces, mentre que les blanques poden quedar paralitzades en algun moment per la necessitat de protegir-se contra diverses ruptures dinàmiques de peons». També s'observa que: «El blanc tendeix a estar tan lligat per l'activitat latent del negre com el negre mateix està lligat per l'avantatge d'espai del blanc». Encara més, intents del blanc d'esclafar la posició de les negres sovint reboten desastrosament. Un exemple es troba en la següent partida de Grans Mestres:
|   | a | b | c | d | e | f | g | h |   |
| 8 | c8 negres torre · d8 negres torre · g8 negres rei · b7 negres alfil · c7 negres dama · e7 negres alfil · f7 negres peó · g7 negres peó · a6 negres peó · b6 negres peó · d6 negres peó · e6 negres peó · f6 negres cavall · g6 negres cavall · h5 negres peó · a4 blanques peó · c4 blanques peó · e4 blanques peó · f4 blanques peó · b3 blanques peó · c3 blanques cavall · f3 blanques cavall · g3 blanques peó · h3 blanques peó · b2 blanques alfil · e2 blanques dama · g2 blanques alfil · a1 blanques torre · d1 blanques torre · g1 blanques rei | c8 negres torre · d8 negres torre · g8 negres rei · b7 negres alfil · c7 negres dama · e7 negres alfil · f7 negres peó · g7 negres peó · a6 negres peó · b6 negres peó · d6 negres peó · e6 negres peó · f6 negres cavall · g6 negres cavall · h5 negres peó · a4 blanques peó · c4 blanques peó · e4 blanques peó · f4 blanques peó · b3 blanques peó · c3 blanques cavall · f3 blanques cavall · g3 blanques peó · h3 blanques peó · b2 blanques alfil · e2 blanques dama · g2 blanques alfil · a1 blanques torre · d1 blanques torre · g1 blanques rei | c8 negres torre · d8 negres torre · g8 negres rei · b7 negres alfil · c7 negres dama · e7 negres alfil · f7 negres peó · g7 negres peó · a6 negres peó · b6 negres peó · d6 negres peó · e6 negres peó · f6 negres cavall · g6 negres cavall · h5 negres peó · a4 blanques peó · c4 blanques peó · e4 blanques peó · f4 blanques peó · b3 blanques peó · c3 blanques cavall · f3 blanques cavall · g3 blanques peó · h3 blanques peó · b2 blanques alfil · e2 blanques dama · g2 blanques alfil · a1 blanques torre · d1 blanques torre · g1 blanques rei | c8 negres torre · d8 negres torre · g8 negres rei · b7 negres alfil · c7 negres dama · e7 negres alfil · f7 negres peó · g7 negres peó · a6 negres peó · b6 negres peó · d6 negres peó · e6 negres peó · f6 negres cavall · g6 negres cavall · h5 negres peó · a4 blanques peó · c4 blanques peó · e4 blanques peó · f4 blanques peó · b3 blanques peó · c3 blanques cavall · f3 blanques cavall · g3 blanques peó · h3 blanques peó · b2 blanques alfil · e2 blanques dama · g2 blanques alfil · a1 blanques torre · d1 blanques torre · g1 blanques rei | c8 negres torre · d8 negres torre · g8 negres rei · b7 negres alfil · c7 negres dama · e7 negres alfil · f7 negres peó · g7 negres peó · a6 negres peó · b6 negres peó · d6 negres peó · e6 negres peó · f6 negres cavall · g6 negres cavall · h5 negres peó · a4 blanques peó · c4 blanques peó · e4 blanques peó · f4 blanques peó · b3 blanques peó · c3 blanques cavall · f3 blanques cavall · g3 blanques peó · h3 blanques peó · b2 blanques alfil · e2 blanques dama · g2 blanques alfil · a1 blanques torre · d1 blanques torre · g1 blanques rei | c8 negres torre · d8 negres torre · g8 negres rei · b7 negres alfil · c7 negres dama · e7 negres alfil · f7 negres peó · g7 negres peó · a6 negres peó · b6 negres peó · d6 negres peó · e6 negres peó · f6 negres cavall · g6 negres cavall · h5 negres peó · a4 blanques peó · c4 blanques peó · e4 blanques peó · f4 blanques peó · b3 blanques peó · c3 blanques cavall · f3 blanques cavall · g3 blanques peó · h3 blanques peó · b2 blanques alfil · e2 blanques dama · g2 blanques alfil · a1 blanques torre · d1 blanques torre · g1 blanques rei | c8 negres torre · d8 negres torre · g8 negres rei · b7 negres alfil · c7 negres dama · e7 negres alfil · f7 negres peó · g7 negres peó · a6 negres peó · b6 negres peó · d6 negres peó · e6 negres peó · f6 negres cavall · g6 negres cavall · h5 negres peó · a4 blanques peó · c4 blanques peó · e4 blanques peó · f4 blanques peó · b3 blanques peó · c3 blanques cavall · f3 blanques cavall · g3 blanques peó · h3 blanques peó · b2 blanques alfil · e2 blanques dama · g2 blanques alfil · a1 blanques torre · d1 blanques torre · g1 blanques rei | c8 negres torre · d8 negres torre · g8 negres rei · b7 negres alfil · c7 negres dama · e7 negres alfil · f7 negres peó · g7 negres peó · a6 negres peó · b6 negres peó · d6 negres peó · e6 negres peó · f6 negres cavall · g6 negres cavall · h5 negres peó · a4 blanques peó · c4 blanques peó · e4 blanques peó · f4 blanques peó · b3 blanques peó · c3 blanques cavall · f3 blanques cavall · g3 blanques peó · h3 blanques peó · b2 blanques alfil · e2 blanques dama · g2 blanques alfil · a1 blanques torre · d1 blanques torre · g1 blanques rei | 8 |
| 7 | c8 negres torre · d8 negres torre · g8 negres rei · b7 negres alfil · c7 negres dama · e7 negres alfil · f7 negres peó · g7 negres peó · a6 negres peó · b6 negres peó · d6 negres peó · e6 negres peó · f6 negres cavall · g6 negres cavall · h5 negres peó · a4 blanques peó · c4 blanques peó · e4 blanques peó · f4 blanques peó · b3 blanques peó · c3 blanques cavall · f3 blanques cavall · g3 blanques peó · h3 blanques peó · b2 blanques alfil · e2 blanques dama · g2 blanques alfil · a1 blanques torre · d1 blanques torre · g1 blanques rei | c8 negres torre · d8 negres torre · g8 negres rei · b7 negres alfil · c7 negres dama · e7 negres alfil · f7 negres peó · g7 negres peó · a6 negres peó · b6 negres peó · d6 negres peó · e6 negres peó · f6 negres cavall · g6 negres cavall · h5 negres peó · a4 blanques peó · c4 blanques peó · e4 blanques peó · f4 blanques peó · b3 blanques peó · c3 blanques cavall · f3 blanques cavall · g3 blanques peó · h3 blanques peó · b2 blanques alfil · e2 blanques dama · g2 blanques alfil · a1 blanques torre · d1 blanques torre · g1 blanques rei | c8 negres torre · d8 negres torre · g8 negres rei · b7 negres alfil · c7 negres dama · e7 negres alfil · f7 negres peó · g7 negres peó · a6 negres peó · b6 negres peó · d6 negres peó · e6 negres peó · f6 negres cavall · g6 negres cavall · h5 negres peó · a4 blanques peó · c4 blanques peó · e4 blanques peó · f4 blanques peó · b3 blanques peó · c3 blanques cavall · f3 blanques cavall · g3 blanques peó · h3 blanques peó · b2 blanques alfil · e2 blanques dama · g2 blanques alfil · a1 blanques torre · d1 blanques torre · g1 blanques rei | c8 negres torre · d8 negres torre · g8 negres rei · b7 negres alfil · c7 negres dama · e7 negres alfil · f7 negres peó · g7 negres peó · a6 negres peó · b6 negres peó · d6 negres peó · e6 negres peó · f6 negres cavall · g6 negres cavall · h5 negres peó · a4 blanques peó · c4 blanques peó · e4 blanques peó · f4 blanques peó · b3 blanques peó · c3 blanques cavall · f3 blanques cavall · g3 blanques peó · h3 blanques peó · b2 blanques alfil · e2 blanques dama · g2 blanques alfil · a1 blanques torre · d1 blanques torre · g1 blanques rei | c8 negres torre · d8 negres torre · g8 negres rei · b7 negres alfil · c7 negres dama · e7 negres alfil · f7 negres peó · g7 negres peó · a6 negres peó · b6 negres peó · d6 negres peó · e6 negres peó · f6 negres cavall · g6 negres cavall · h5 negres peó · a4 blanques peó · c4 blanques peó · e4 blanques peó · f4 blanques peó · b3 blanques peó · c3 blanques cavall · f3 blanques cavall · g3 blanques peó · h3 blanques peó · b2 blanques alfil · e2 blanques dama · g2 blanques alfil · a1 blanques torre · d1 blanques torre · g1 blanques rei | c8 negres torre · d8 negres torre · g8 negres rei · b7 negres alfil · c7 negres dama · e7 negres alfil · f7 negres peó · g7 negres peó · a6 negres peó · b6 negres peó · d6 negres peó · e6 negres peó · f6 negres cavall · g6 negres cavall · h5 negres peó · a4 blanques peó · c4 blanques peó · e4 blanques peó · f4 blanques peó · b3 blanques peó · c3 blanques cavall · f3 blanques cavall · g3 blanques peó · h3 blanques peó · b2 blanques alfil · e2 blanques dama · g2 blanques alfil · a1 blanques torre · d1 blanques torre · g1 blanques rei | c8 negres torre · d8 negres torre · g8 negres rei · b7 negres alfil · c7 negres dama · e7 negres alfil · f7 negres peó · g7 negres peó · a6 negres peó · b6 negres peó · d6 negres peó · e6 negres peó · f6 negres cavall · g6 negres cavall · h5 negres peó · a4 blanques peó · c4 blanques peó · e4 blanques peó · f4 blanques peó · b3 blanques peó · c3 blanques cavall · f3 blanques cavall · g3 blanques peó · h3 blanques peó · b2 blanques alfil · e2 blanques dama · g2 blanques alfil · a1 blanques torre · d1 blanques torre · g1 blanques rei | c8 negres torre · d8 negres torre · g8 negres rei · b7 negres alfil · c7 negres dama · e7 negres alfil · f7 negres peó · g7 negres peó · a6 negres peó · b6 negres peó · d6 negres peó · e6 negres peó · f6 negres cavall · g6 negres cavall · h5 negres peó · a4 blanques peó · c4 blanques peó · e4 blanques peó · f4 blanques peó · b3 blanques peó · c3 blanques cavall · f3 blanques cavall · g3 blanques peó · h3 blanques peó · b2 blanques alfil · e2 blanques dama · g2 blanques alfil · a1 blanques torre · d1 blanques torre · g1 blanques rei | 7 |
| 6 | c8 negres torre · d8 negres torre · g8 negres rei · b7 negres alfil · c7 negres dama · e7 negres alfil · f7 negres peó · g7 negres peó · a6 negres peó · b6 negres peó · d6 negres peó · e6 negres peó · f6 negres cavall · g6 negres cavall · h5 negres peó · a4 blanques peó · c4 blanques peó · e4 blanques peó · f4 blanques peó · b3 blanques peó · c3 blanques cavall · f3 blanques cavall · g3 blanques peó · h3 blanques peó · b2 blanques alfil · e2 blanques dama · g2 blanques alfil · a1 blanques torre · d1 blanques torre · g1 blanques rei | c8 negres torre · d8 negres torre · g8 negres rei · b7 negres alfil · c7 negres dama · e7 negres alfil · f7 negres peó · g7 negres peó · a6 negres peó · b6 negres peó · d6 negres peó · e6 negres peó · f6 negres cavall · g6 negres cavall · h5 negres peó · a4 blanques peó · c4 blanques peó · e4 blanques peó · f4 blanques peó · b3 blanques peó · c3 blanques cavall · f3 blanques cavall · g3 blanques peó · h3 blanques peó · b2 blanques alfil · e2 blanques dama · g2 blanques alfil · a1 blanques torre · d1 blanques torre · g1 blanques rei | c8 negres torre · d8 negres torre · g8 negres rei · b7 negres alfil · c7 negres dama · e7 negres alfil · f7 negres peó · g7 negres peó · a6 negres peó · b6 negres peó · d6 negres peó · e6 negres peó · f6 negres cavall · g6 negres cavall · h5 negres peó · a4 blanques peó · c4 blanques peó · e4 blanques peó · f4 blanques peó · b3 blanques peó · c3 blanques cavall · f3 blanques cavall · g3 blanques peó · h3 blanques peó · b2 blanques alfil · e2 blanques dama · g2 blanques alfil · a1 blanques torre · d1 blanques torre · g1 blanques rei | c8 negres torre · d8 negres torre · g8 negres rei · b7 negres alfil · c7 negres dama · e7 negres alfil · f7 negres peó · g7 negres peó · a6 negres peó · b6 negres peó · d6 negres peó · e6 negres peó · f6 negres cavall · g6 negres cavall · h5 negres peó · a4 blanques peó · c4 blanques peó · e4 blanques peó · f4 blanques peó · b3 blanques peó · c3 blanques cavall · f3 blanques cavall · g3 blanques peó · h3 blanques peó · b2 blanques alfil · e2 blanques dama · g2 blanques alfil · a1 blanques torre · d1 blanques torre · g1 blanques rei | c8 negres torre · d8 negres torre · g8 negres rei · b7 negres alfil · c7 negres dama · e7 negres alfil · f7 negres peó · g7 negres peó · a6 negres peó · b6 negres peó · d6 negres peó · e6 negres peó · f6 negres cavall · g6 negres cavall · h5 negres peó · a4 blanques peó · c4 blanques peó · e4 blanques peó · f4 blanques peó · b3 blanques peó · c3 blanques cavall · f3 blanques cavall · g3 blanques peó · h3 blanques peó · b2 blanques alfil · e2 blanques dama · g2 blanques alfil · a1 blanques torre · d1 blanques torre · g1 blanques rei | c8 negres torre · d8 negres torre · g8 negres rei · b7 negres alfil · c7 negres dama · e7 negres alfil · f7 negres peó · g7 negres peó · a6 negres peó · b6 negres peó · d6 negres peó · e6 negres peó · f6 negres cavall · g6 negres cavall · h5 negres peó · a4 blanques peó · c4 blanques peó · e4 blanques peó · f4 blanques peó · b3 blanques peó · c3 blanques cavall · f3 blanques cavall · g3 blanques peó · h3 blanques peó · b2 blanques alfil · e2 blanques dama · g2 blanques alfil · a1 blanques torre · d1 blanques torre · g1 blanques rei | c8 negres torre · d8 negres torre · g8 negres rei · b7 negres alfil · c7 negres dama · e7 negres alfil · f7 negres peó · g7 negres peó · a6 negres peó · b6 negres peó · d6 negres peó · e6 negres peó · f6 negres cavall · g6 negres cavall · h5 negres peó · a4 blanques peó · c4 blanques peó · e4 blanques peó · f4 blanques peó · b3 blanques peó · c3 blanques cavall · f3 blanques cavall · g3 blanques peó · h3 blanques peó · b2 blanques alfil · e2 blanques dama · g2 blanques alfil · a1 blanques torre · d1 blanques torre · g1 blanques rei | c8 negres torre · d8 negres torre · g8 negres rei · b7 negres alfil · c7 negres dama · e7 negres alfil · f7 negres peó · g7 negres peó · a6 negres peó · b6 negres peó · d6 negres peó · e6 negres peó · f6 negres cavall · g6 negres cavall · h5 negres peó · a4 blanques peó · c4 blanques peó · e4 blanques peó · f4 blanques peó · b3 blanques peó · c3 blanques cavall · f3 blanques cavall · g3 blanques peó · h3 blanques peó · b2 blanques alfil · e2 blanques dama · g2 blanques alfil · a1 blanques torre · d1 blanques torre · g1 blanques rei | 6 |
| 5 | c8 negres torre · d8 negres torre · g8 negres rei · b7 negres alfil · c7 negres dama · e7 negres alfil · f7 negres peó · g7 negres peó · a6 negres peó · b6 negres peó · d6 negres peó · e6 negres peó · f6 negres cavall · g6 negres cavall · h5 negres peó · a4 blanques peó · c4 blanques peó · e4 blanques peó · f4 blanques peó · b3 blanques peó · c3 blanques cavall · f3 blanques cavall · g3 blanques peó · h3 blanques peó · b2 blanques alfil · e2 blanques dama · g2 blanques alfil · a1 blanques torre · d1 blanques torre · g1 blanques rei | c8 negres torre · d8 negres torre · g8 negres rei · b7 negres alfil · c7 negres dama · e7 negres alfil · f7 negres peó · g7 negres peó · a6 negres peó · b6 negres peó · d6 negres peó · e6 negres peó · f6 negres cavall · g6 negres cavall · h5 negres peó · a4 blanques peó · c4 blanques peó · e4 blanques peó · f4 blanques peó · b3 blanques peó · c3 blanques cavall · f3 blanques cavall · g3 blanques peó · h3 blanques peó · b2 blanques alfil · e2 blanques dama · g2 blanques alfil · a1 blanques torre · d1 blanques torre · g1 blanques rei | c8 negres torre · d8 negres torre · g8 negres rei · b7 negres alfil · c7 negres dama · e7 negres alfil · f7 negres peó · g7 negres peó · a6 negres peó · b6 negres peó · d6 negres peó · e6 negres peó · f6 negres cavall · g6 negres cavall · h5 negres peó · a4 blanques peó · c4 blanques peó · e4 blanques peó · f4 blanques peó · b3 blanques peó · c3 blanques cavall · f3 blanques cavall · g3 blanques peó · h3 blanques peó · b2 blanques alfil · e2 blanques dama · g2 blanques alfil · a1 blanques torre · d1 blanques torre · g1 blanques rei | c8 negres torre · d8 negres torre · g8 negres rei · b7 negres alfil · c7 negres dama · e7 negres alfil · f7 negres peó · g7 negres peó · a6 negres peó · b6 negres peó · d6 negres peó · e6 negres peó · f6 negres cavall · g6 negres cavall · h5 negres peó · a4 blanques peó · c4 blanques peó · e4 blanques peó · f4 blanques peó · b3 blanques peó · c3 blanques cavall · f3 blanques cavall · g3 blanques peó · h3 blanques peó · b2 blanques alfil · e2 blanques dama · g2 blanques alfil · a1 blanques torre · d1 blanques torre · g1 blanques rei | c8 negres torre · d8 negres torre · g8 negres rei · b7 negres alfil · c7 negres dama · e7 negres alfil · f7 negres peó · g7 negres peó · a6 negres peó · b6 negres peó · d6 negres peó · e6 negres peó · f6 negres cavall · g6 negres cavall · h5 negres peó · a4 blanques peó · c4 blanques peó · e4 blanques peó · f4 blanques peó · b3 blanques peó · c3 blanques cavall · f3 blanques cavall · g3 blanques peó · h3 blanques peó · b2 blanques alfil · e2 blanques dama · g2 blanques alfil · a1 blanques torre · d1 blanques torre · g1 blanques rei | c8 negres torre · d8 negres torre · g8 negres rei · b7 negres alfil · c7 negres dama · e7 negres alfil · f7 negres peó · g7 negres peó · a6 negres peó · b6 negres peó · d6 negres peó · e6 negres peó · f6 negres cavall · g6 negres cavall · h5 negres peó · a4 blanques peó · c4 blanques peó · e4 blanques peó · f4 blanques peó · b3 blanques peó · c3 blanques cavall · f3 blanques cavall · g3 blanques peó · h3 blanques peó · b2 blanques alfil · e2 blanques dama · g2 blanques alfil · a1 blanques torre · d1 blanques torre · g1 blanques rei | c8 negres torre · d8 negres torre · g8 negres rei · b7 negres alfil · c7 negres dama · e7 negres alfil · f7 negres peó · g7 negres peó · a6 negres peó · b6 negres peó · d6 negres peó · e6 negres peó · f6 negres cavall · g6 negres cavall · h5 negres peó · a4 blanques peó · c4 blanques peó · e4 blanques peó · f4 blanques peó · b3 blanques peó · c3 blanques cavall · f3 blanques cavall · g3 blanques peó · h3 blanques peó · b2 blanques alfil · e2 blanques dama · g2 blanques alfil · a1 blanques torre · d1 blanques torre · g1 blanques rei | c8 negres torre · d8 negres torre · g8 negres rei · b7 negres alfil · c7 negres dama · e7 negres alfil · f7 negres peó · g7 negres peó · a6 negres peó · b6 negres peó · d6 negres peó · e6 negres peó · f6 negres cavall · g6 negres cavall · h5 negres peó · a4 blanques peó · c4 blanques peó · e4 blanques peó · f4 blanques peó · b3 blanques peó · c3 blanques cavall · f3 blanques cavall · g3 blanques peó · h3 blanques peó · b2 blanques alfil · e2 blanques dama · g2 blanques alfil · a1 blanques torre · d1 blanques torre · g1 blanques rei | 5 |
| 4 | c8 negres torre · d8 negres torre · g8 negres rei · b7 negres alfil · c7 negres dama · e7 negres alfil · f7 negres peó · g7 negres peó · a6 negres peó · b6 negres peó · d6 negres peó · e6 negres peó · f6 negres cavall · g6 negres cavall · h5 negres peó · a4 blanques peó · c4 blanques peó · e4 blanques peó · f4 blanques peó · b3 blanques peó · c3 blanques cavall · f3 blanques cavall · g3 blanques peó · h3 blanques peó · b2 blanques alfil · e2 blanques dama · g2 blanques alfil · a1 blanques torre · d1 blanques torre · g1 blanques rei | c8 negres torre · d8 negres torre · g8 negres rei · b7 negres alfil · c7 negres dama · e7 negres alfil · f7 negres peó · g7 negres peó · a6 negres peó · b6 negres peó · d6 negres peó · e6 negres peó · f6 negres cavall · g6 negres cavall · h5 negres peó · a4 blanques peó · c4 blanques peó · e4 blanques peó · f4 blanques peó · b3 blanques peó · c3 blanques cavall · f3 blanques cavall · g3 blanques peó · h3 blanques peó · b2 blanques alfil · e2 blanques dama · g2 blanques alfil · a1 blanques torre · d1 blanques torre · g1 blanques rei | c8 negres torre · d8 negres torre · g8 negres rei · b7 negres alfil · c7 negres dama · e7 negres alfil · f7 negres peó · g7 negres peó · a6 negres peó · b6 negres peó · d6 negres peó · e6 negres peó · f6 negres cavall · g6 negres cavall · h5 negres peó · a4 blanques peó · c4 blanques peó · e4 blanques peó · f4 blanques peó · b3 blanques peó · c3 blanques cavall · f3 blanques cavall · g3 blanques peó · h3 blanques peó · b2 blanques alfil · e2 blanques dama · g2 blanques alfil · a1 blanques torre · d1 blanques torre · g1 blanques rei | c8 negres torre · d8 negres torre · g8 negres rei · b7 negres alfil · c7 negres dama · e7 negres alfil · f7 negres peó · g7 negres peó · a6 negres peó · b6 negres peó · d6 negres peó · e6 negres peó · f6 negres cavall · g6 negres cavall · h5 negres peó · a4 blanques peó · c4 blanques peó · e4 blanques peó · f4 blanques peó · b3 blanques peó · c3 blanques cavall · f3 blanques cavall · g3 blanques peó · h3 blanques peó · b2 blanques alfil · e2 blanques dama · g2 blanques alfil · a1 blanques torre · d1 blanques torre · g1 blanques rei | c8 negres torre · d8 negres torre · g8 negres rei · b7 negres alfil · c7 negres dama · e7 negres alfil · f7 negres peó · g7 negres peó · a6 negres peó · b6 negres peó · d6 negres peó · e6 negres peó · f6 negres cavall · g6 negres cavall · h5 negres peó · a4 blanques peó · c4 blanques peó · e4 blanques peó · f4 blanques peó · b3 blanques peó · c3 blanques cavall · f3 blanques cavall · g3 blanques peó · h3 blanques peó · b2 blanques alfil · e2 blanques dama · g2 blanques alfil · a1 blanques torre · d1 blanques torre · g1 blanques rei | c8 negres torre · d8 negres torre · g8 negres rei · b7 negres alfil · c7 negres dama · e7 negres alfil · f7 negres peó · g7 negres peó · a6 negres peó · b6 negres peó · d6 negres peó · e6 negres peó · f6 negres cavall · g6 negres cavall · h5 negres peó · a4 blanques peó · c4 blanques peó · e4 blanques peó · f4 blanques peó · b3 blanques peó · c3 blanques cavall · f3 blanques cavall · g3 blanques peó · h3 blanques peó · b2 blanques alfil · e2 blanques dama · g2 blanques alfil · a1 blanques torre · d1 blanques torre · g1 blanques rei | c8 negres torre · d8 negres torre · g8 negres rei · b7 negres alfil · c7 negres dama · e7 negres alfil · f7 negres peó · g7 negres peó · a6 negres peó · b6 negres peó · d6 negres peó · e6 negres peó · f6 negres cavall · g6 negres cavall · h5 negres peó · a4 blanques peó · c4 blanques peó · e4 blanques peó · f4 blanques peó · b3 blanques peó · c3 blanques cavall · f3 blanques cavall · g3 blanques peó · h3 blanques peó · b2 blanques alfil · e2 blanques dama · g2 blanques alfil · a1 blanques torre · d1 blanques torre · g1 blanques rei | c8 negres torre · d8 negres torre · g8 negres rei · b7 negres alfil · c7 negres dama · e7 negres alfil · f7 negres peó · g7 negres peó · a6 negres peó · b6 negres peó · d6 negres peó · e6 negres peó · f6 negres cavall · g6 negres cavall · h5 negres peó · a4 blanques peó · c4 blanques peó · e4 blanques peó · f4 blanques peó · b3 blanques peó · c3 blanques cavall · f3 blanques cavall · g3 blanques peó · h3 blanques peó · b2 blanques alfil · e2 blanques dama · g2 blanques alfil · a1 blanques torre · d1 blanques torre · g1 blanques rei | 4 |
| 3 | c8 negres torre · d8 negres torre · g8 negres rei · b7 negres alfil · c7 negres dama · e7 negres alfil · f7 negres peó · g7 negres peó · a6 negres peó · b6 negres peó · d6 negres peó · e6 negres peó · f6 negres cavall · g6 negres cavall · h5 negres peó · a4 blanques peó · c4 blanques peó · e4 blanques peó · f4 blanques peó · b3 blanques peó · c3 blanques cavall · f3 blanques cavall · g3 blanques peó · h3 blanques peó · b2 blanques alfil · e2 blanques dama · g2 blanques alfil · a1 blanques torre · d1 blanques torre · g1 blanques rei | c8 negres torre · d8 negres torre · g8 negres rei · b7 negres alfil · c7 negres dama · e7 negres alfil · f7 negres peó · g7 negres peó · a6 negres peó · b6 negres peó · d6 negres peó · e6 negres peó · f6 negres cavall · g6 negres cavall · h5 negres peó · a4 blanques peó · c4 blanques peó · e4 blanques peó · f4 blanques peó · b3 blanques peó · c3 blanques cavall · f3 blanques cavall · g3 blanques peó · h3 blanques peó · b2 blanques alfil · e2 blanques dama · g2 blanques alfil · a1 blanques torre · d1 blanques torre · g1 blanques rei | c8 negres torre · d8 negres torre · g8 negres rei · b7 negres alfil · c7 negres dama · e7 negres alfil · f7 negres peó · g7 negres peó · a6 negres peó · b6 negres peó · d6 negres peó · e6 negres peó · f6 negres cavall · g6 negres cavall · h5 negres peó · a4 blanques peó · c4 blanques peó · e4 blanques peó · f4 blanques peó · b3 blanques peó · c3 blanques cavall · f3 blanques cavall · g3 blanques peó · h3 blanques peó · b2 blanques alfil · e2 blanques dama · g2 blanques alfil · a1 blanques torre · d1 blanques torre · g1 blanques rei | c8 negres torre · d8 negres torre · g8 negres rei · b7 negres alfil · c7 negres dama · e7 negres alfil · f7 negres peó · g7 negres peó · a6 negres peó · b6 negres peó · d6 negres peó · e6 negres peó · f6 negres cavall · g6 negres cavall · h5 negres peó · a4 blanques peó · c4 blanques peó · e4 blanques peó · f4 blanques peó · b3 blanques peó · c3 blanques cavall · f3 blanques cavall · g3 blanques peó · h3 blanques peó · b2 blanques alfil · e2 blanques dama · g2 blanques alfil · a1 blanques torre · d1 blanques torre · g1 blanques rei | c8 negres torre · d8 negres torre · g8 negres rei · b7 negres alfil · c7 negres dama · e7 negres alfil · f7 negres peó · g7 negres peó · a6 negres peó · b6 negres peó · d6 negres peó · e6 negres peó · f6 negres cavall · g6 negres cavall · h5 negres peó · a4 blanques peó · c4 blanques peó · e4 blanques peó · f4 blanques peó · b3 blanques peó · c3 blanques cavall · f3 blanques cavall · g3 blanques peó · h3 blanques peó · b2 blanques alfil · e2 blanques dama · g2 blanques alfil · a1 blanques torre · d1 blanques torre · g1 blanques rei | c8 negres torre · d8 negres torre · g8 negres rei · b7 negres alfil · c7 negres dama · e7 negres alfil · f7 negres peó · g7 negres peó · a6 negres peó · b6 negres peó · d6 negres peó · e6 negres peó · f6 negres cavall · g6 negres cavall · h5 negres peó · a4 blanques peó · c4 blanques peó · e4 blanques peó · f4 blanques peó · b3 blanques peó · c3 blanques cavall · f3 blanques cavall · g3 blanques peó · h3 blanques peó · b2 blanques alfil · e2 blanques dama · g2 blanques alfil · a1 blanques torre · d1 blanques torre · g1 blanques rei | c8 negres torre · d8 negres torre · g8 negres rei · b7 negres alfil · c7 negres dama · e7 negres alfil · f7 negres peó · g7 negres peó · a6 negres peó · b6 negres peó · d6 negres peó · e6 negres peó · f6 negres cavall · g6 negres cavall · h5 negres peó · a4 blanques peó · c4 blanques peó · e4 blanques peó · f4 blanques peó · b3 blanques peó · c3 blanques cavall · f3 blanques cavall · g3 blanques peó · h3 blanques peó · b2 blanques alfil · e2 blanques dama · g2 blanques alfil · a1 blanques torre · d1 blanques torre · g1 blanques rei | c8 negres torre · d8 negres torre · g8 negres rei · b7 negres alfil · c7 negres dama · e7 negres alfil · f7 negres peó · g7 negres peó · a6 negres peó · b6 negres peó · d6 negres peó · e6 negres peó · f6 negres cavall · g6 negres cavall · h5 negres peó · a4 blanques peó · c4 blanques peó · e4 blanques peó · f4 blanques peó · b3 blanques peó · c3 blanques cavall · f3 blanques cavall · g3 blanques peó · h3 blanques peó · b2 blanques alfil · e2 blanques dama · g2 blanques alfil · a1 blanques torre · d1 blanques torre · g1 blanques rei | 3 |
| 2 | c8 negres torre · d8 negres torre · g8 negres rei · b7 negres alfil · c7 negres dama · e7 negres alfil · f7 negres peó · g7 negres peó · a6 negres peó · b6 negres peó · d6 negres peó · e6 negres peó · f6 negres cavall · g6 negres cavall · h5 negres peó · a4 blanques peó · c4 blanques peó · e4 blanques peó · f4 blanques peó · b3 blanques peó · c3 blanques cavall · f3 blanques cavall · g3 blanques peó · h3 blanques peó · b2 blanques alfil · e2 blanques dama · g2 blanques alfil · a1 blanques torre · d1 blanques torre · g1 blanques rei | c8 negres torre · d8 negres torre · g8 negres rei · b7 negres alfil · c7 negres dama · e7 negres alfil · f7 negres peó · g7 negres peó · a6 negres peó · b6 negres peó · d6 negres peó · e6 negres peó · f6 negres cavall · g6 negres cavall · h5 negres peó · a4 blanques peó · c4 blanques peó · e4 blanques peó · f4 blanques peó · b3 blanques peó · c3 blanques cavall · f3 blanques cavall · g3 blanques peó · h3 blanques peó · b2 blanques alfil · e2 blanques dama · g2 blanques alfil · a1 blanques torre · d1 blanques torre · g1 blanques rei | c8 negres torre · d8 negres torre · g8 negres rei · b7 negres alfil · c7 negres dama · e7 negres alfil · f7 negres peó · g7 negres peó · a6 negres peó · b6 negres peó · d6 negres peó · e6 negres peó · f6 negres cavall · g6 negres cavall · h5 negres peó · a4 blanques peó · c4 blanques peó · e4 blanques peó · f4 blanques peó · b3 blanques peó · c3 blanques cavall · f3 blanques cavall · g3 blanques peó · h3 blanques peó · b2 blanques alfil · e2 blanques dama · g2 blanques alfil · a1 blanques torre · d1 blanques torre · g1 blanques rei | c8 negres torre · d8 negres torre · g8 negres rei · b7 negres alfil · c7 negres dama · e7 negres alfil · f7 negres peó · g7 negres peó · a6 negres peó · b6 negres peó · d6 negres peó · e6 negres peó · f6 negres cavall · g6 negres cavall · h5 negres peó · a4 blanques peó · c4 blanques peó · e4 blanques peó · f4 blanques peó · b3 blanques peó · c3 blanques cavall · f3 blanques cavall · g3 blanques peó · h3 blanques peó · b2 blanques alfil · e2 blanques dama · g2 blanques alfil · a1 blanques torre · d1 blanques torre · g1 blanques rei | c8 negres torre · d8 negres torre · g8 negres rei · b7 negres alfil · c7 negres dama · e7 negres alfil · f7 negres peó · g7 negres peó · a6 negres peó · b6 negres peó · d6 negres peó · e6 negres peó · f6 negres cavall · g6 negres cavall · h5 negres peó · a4 blanques peó · c4 blanques peó · e4 blanques peó · f4 blanques peó · b3 blanques peó · c3 blanques cavall · f3 blanques cavall · g3 blanques peó · h3 blanques peó · b2 blanques alfil · e2 blanques dama · g2 blanques alfil · a1 blanques torre · d1 blanques torre · g1 blanques rei | c8 negres torre · d8 negres torre · g8 negres rei · b7 negres alfil · c7 negres dama · e7 negres alfil · f7 negres peó · g7 negres peó · a6 negres peó · b6 negres peó · d6 negres peó · e6 negres peó · f6 negres cavall · g6 negres cavall · h5 negres peó · a4 blanques peó · c4 blanques peó · e4 blanques peó · f4 blanques peó · b3 blanques peó · c3 blanques cavall · f3 blanques cavall · g3 blanques peó · h3 blanques peó · b2 blanques alfil · e2 blanques dama · g2 blanques alfil · a1 blanques torre · d1 blanques torre · g1 blanques rei | c8 negres torre · d8 negres torre · g8 negres rei · b7 negres alfil · c7 negres dama · e7 negres alfil · f7 negres peó · g7 negres peó · a6 negres peó · b6 negres peó · d6 negres peó · e6 negres peó · f6 negres cavall · g6 negres cavall · h5 negres peó · a4 blanques peó · c4 blanques peó · e4 blanques peó · f4 blanques peó · b3 blanques peó · c3 blanques cavall · f3 blanques cavall · g3 blanques peó · h3 blanques peó · b2 blanques alfil · e2 blanques dama · g2 blanques alfil · a1 blanques torre · d1 blanques torre · g1 blanques rei | c8 negres torre · d8 negres torre · g8 negres rei · b7 negres alfil · c7 negres dama · e7 negres alfil · f7 negres peó · g7 negres peó · a6 negres peó · b6 negres peó · d6 negres peó · e6 negres peó · f6 negres cavall · g6 negres cavall · h5 negres peó · a4 blanques peó · c4 blanques peó · e4 blanques peó · f4 blanques peó · b3 blanques peó · c3 blanques cavall · f3 blanques cavall · g3 blanques peó · h3 blanques peó · b2 blanques alfil · e2 blanques dama · g2 blanques alfil · a1 blanques torre · d1 blanques torre · g1 blanques rei | 2 |
| 1 | c8 negres torre · d8 negres torre · g8 negres rei · b7 negres alfil · c7 negres dama · e7 negres alfil · f7 negres peó · g7 negres peó · a6 negres peó · b6 negres peó · d6 negres peó · e6 negres peó · f6 negres cavall · g6 negres cavall · h5 negres peó · a4 blanques peó · c4 blanques peó · e4 blanques peó · f4 blanques peó · b3 blanques peó · c3 blanques cavall · f3 blanques cavall · g3 blanques peó · h3 blanques peó · b2 blanques alfil · e2 blanques dama · g2 blanques alfil · a1 blanques torre · d1 blanques torre · g1 blanques rei | c8 negres torre · d8 negres torre · g8 negres rei · b7 negres alfil · c7 negres dama · e7 negres alfil · f7 negres peó · g7 negres peó · a6 negres peó · b6 negres peó · d6 negres peó · e6 negres peó · f6 negres cavall · g6 negres cavall · h5 negres peó · a4 blanques peó · c4 blanques peó · e4 blanques peó · f4 blanques peó · b3 blanques peó · c3 blanques cavall · f3 blanques cavall · g3 blanques peó · h3 blanques peó · b2 blanques alfil · e2 blanques dama · g2 blanques alfil · a1 blanques torre · d1 blanques torre · g1 blanques rei | c8 negres torre · d8 negres torre · g8 negres rei · b7 negres alfil · c7 negres dama · e7 negres alfil · f7 negres peó · g7 negres peó · a6 negres peó · b6 negres peó · d6 negres peó · e6 negres peó · f6 negres cavall · g6 negres cavall · h5 negres peó · a4 blanques peó · c4 blanques peó · e4 blanques peó · f4 blanques peó · b3 blanques peó · c3 blanques cavall · f3 blanques cavall · g3 blanques peó · h3 blanques peó · b2 blanques alfil · e2 blanques dama · g2 blanques alfil · a1 blanques torre · d1 blanques torre · g1 blanques rei | c8 negres torre · d8 negres torre · g8 negres rei · b7 negres alfil · c7 negres dama · e7 negres alfil · f7 negres peó · g7 negres peó · a6 negres peó · b6 negres peó · d6 negres peó · e6 negres peó · f6 negres cavall · g6 negres cavall · h5 negres peó · a4 blanques peó · c4 blanques peó · e4 blanques peó · f4 blanques peó · b3 blanques peó · c3 blanques cavall · f3 blanques cavall · g3 blanques peó · h3 blanques peó · b2 blanques alfil · e2 blanques dama · g2 blanques alfil · a1 blanques torre · d1 blanques torre · g1 blanques rei | c8 negres torre · d8 negres torre · g8 negres rei · b7 negres alfil · c7 negres dama · e7 negres alfil · f7 negres peó · g7 negres peó · a6 negres peó · b6 negres peó · d6 negres peó · e6 negres peó · f6 negres cavall · g6 negres cavall · h5 negres peó · a4 blanques peó · c4 blanques peó · e4 blanques peó · f4 blanques peó · b3 blanques peó · c3 blanques cavall · f3 blanques cavall · g3 blanques peó · h3 blanques peó · b2 blanques alfil · e2 blanques dama · g2 blanques alfil · a1 blanques torre · d1 blanques torre · g1 blanques rei | c8 negres torre · d8 negres torre · g8 negres rei · b7 negres alfil · c7 negres dama · e7 negres alfil · f7 negres peó · g7 negres peó · a6 negres peó · b6 negres peó · d6 negres peó · e6 negres peó · f6 negres cavall · g6 negres cavall · h5 negres peó · a4 blanques peó · c4 blanques peó · e4 blanques peó · f4 blanques peó · b3 blanques peó · c3 blanques cavall · f3 blanques cavall · g3 blanques peó · h3 blanques peó · b2 blanques alfil · e2 blanques dama · g2 blanques alfil · a1 blanques torre · d1 blanques torre · g1 blanques rei | c8 negres torre · d8 negres torre · g8 negres rei · b7 negres alfil · c7 negres dama · e7 negres alfil · f7 negres peó · g7 negres peó · a6 negres peó · b6 negres peó · d6 negres peó · e6 negres peó · f6 negres cavall · g6 negres cavall · h5 negres peó · a4 blanques peó · c4 blanques peó · e4 blanques peó · f4 blanques peó · b3 blanques peó · c3 blanques cavall · f3 blanques cavall · g3 blanques peó · h3 blanques peó · b2 blanques alfil · e2 blanques dama · g2 blanques alfil · a1 blanques torre · d1 blanques torre · g1 blanques rei | c8 negres torre · d8 negres torre · g8 negres rei · b7 negres alfil · c7 negres dama · e7 negres alfil · f7 negres peó · g7 negres peó · a6 negres peó · b6 negres peó · d6 negres peó · e6 negres peó · f6 negres cavall · g6 negres cavall · h5 negres peó · a4 blanques peó · c4 blanques peó · e4 blanques peó · f4 blanques peó · b3 blanques peó · c3 blanques cavall · f3 blanques cavall · g3 blanques peó · h3 blanques peó · b2 blanques alfil · e2 blanques dama · g2 blanques alfil · a1 blanques torre · d1 blanques torre · g1 blanques rei | 1 |
|   | a | b | c | d | e | f | g | h |   |

|   | a | b | c | d | e | f | g | h |   |
| 8 | c8 negres torre · g8 negres rei · b7 negres alfil · g7 negres peó · a6 negres peó · b6 negres peó · e6 negres peó · c5 negres alfil · d5 negres torre · e5 blanques peó · h5 blanques dama · a4 blanques peó · h4 blanques peó · b3 blanques peó · g3 negres dama · h3 blanques peó · b2 blanques alfil · g2 blanques alfil · a1 blanques torre · f1 blanques torre · h1 blanques rei | c8 negres torre · g8 negres rei · b7 negres alfil · g7 negres peó · a6 negres peó · b6 negres peó · e6 negres peó · c5 negres alfil · d5 negres torre · e5 blanques peó · h5 blanques dama · a4 blanques peó · h4 blanques peó · b3 blanques peó · g3 negres dama · h3 blanques peó · b2 blanques alfil · g2 blanques alfil · a1 blanques torre · f1 blanques torre · h1 blanques rei | c8 negres torre · g8 negres rei · b7 negres alfil · g7 negres peó · a6 negres peó · b6 negres peó · e6 negres peó · c5 negres alfil · d5 negres torre · e5 blanques peó · h5 blanques dama · a4 blanques peó · h4 blanques peó · b3 blanques peó · g3 negres dama · h3 blanques peó · b2 blanques alfil · g2 blanques alfil · a1 blanques torre · f1 blanques torre · h1 blanques rei | c8 negres torre · g8 negres rei · b7 negres alfil · g7 negres peó · a6 negres peó · b6 negres peó · e6 negres peó · c5 negres alfil · d5 negres torre · e5 blanques peó · h5 blanques dama · a4 blanques peó · h4 blanques peó · b3 blanques peó · g3 negres dama · h3 blanques peó · b2 blanques alfil · g2 blanques alfil · a1 blanques torre · f1 blanques torre · h1 blanques rei | c8 negres torre · g8 negres rei · b7 negres alfil · g7 negres peó · a6 negres peó · b6 negres peó · e6 negres peó · c5 negres alfil · d5 negres torre · e5 blanques peó · h5 blanques dama · a4 blanques peó · h4 blanques peó · b3 blanques peó · g3 negres dama · h3 blanques peó · b2 blanques alfil · g2 blanques alfil · a1 blanques torre · f1 blanques torre · h1 blanques rei | c8 negres torre · g8 negres rei · b7 negres alfil · g7 negres peó · a6 negres peó · b6 negres peó · e6 negres peó · c5 negres alfil · d5 negres torre · e5 blanques peó · h5 blanques dama · a4 blanques peó · h4 blanques peó · b3 blanques peó · g3 negres dama · h3 blanques peó · b2 blanques alfil · g2 blanques alfil · a1 blanques torre · f1 blanques torre · h1 blanques rei | c8 negres torre · g8 negres rei · b7 negres alfil · g7 negres peó · a6 negres peó · b6 negres peó · e6 negres peó · c5 negres alfil · d5 negres torre · e5 blanques peó · h5 blanques dama · a4 blanques peó · h4 blanques peó · b3 blanques peó · g3 negres dama · h3 blanques peó · b2 blanques alfil · g2 blanques alfil · a1 blanques torre · f1 blanques torre · h1 blanques rei | c8 negres torre · g8 negres rei · b7 negres alfil · g7 negres peó · a6 negres peó · b6 negres peó · e6 negres peó · c5 negres alfil · d5 negres torre · e5 blanques peó · h5 blanques dama · a4 blanques peó · h4 blanques peó · b3 blanques peó · g3 negres dama · h3 blanques peó · b2 blanques alfil · g2 blanques alfil · a1 blanques torre · f1 blanques torre · h1 blanques rei | 8 |
| 7 | c8 negres torre · g8 negres rei · b7 negres alfil · g7 negres peó · a6 negres peó · b6 negres peó · e6 negres peó · c5 negres alfil · d5 negres torre · e5 blanques peó · h5 blanques dama · a4 blanques peó · h4 blanques peó · b3 blanques peó · g3 negres dama · h3 blanques peó · b2 blanques alfil · g2 blanques alfil · a1 blanques torre · f1 blanques torre · h1 blanques rei | c8 negres torre · g8 negres rei · b7 negres alfil · g7 negres peó · a6 negres peó · b6 negres peó · e6 negres peó · c5 negres alfil · d5 negres torre · e5 blanques peó · h5 blanques dama · a4 blanques peó · h4 blanques peó · b3 blanques peó · g3 negres dama · h3 blanques peó · b2 blanques alfil · g2 blanques alfil · a1 blanques torre · f1 blanques torre · h1 blanques rei | c8 negres torre · g8 negres rei · b7 negres alfil · g7 negres peó · a6 negres peó · b6 negres peó · e6 negres peó · c5 negres alfil · d5 negres torre · e5 blanques peó · h5 blanques dama · a4 blanques peó · h4 blanques peó · b3 blanques peó · g3 negres dama · h3 blanques peó · b2 blanques alfil · g2 blanques alfil · a1 blanques torre · f1 blanques torre · h1 blanques rei | c8 negres torre · g8 negres rei · b7 negres alfil · g7 negres peó · a6 negres peó · b6 negres peó · e6 negres peó · c5 negres alfil · d5 negres torre · e5 blanques peó · h5 blanques dama · a4 blanques peó · h4 blanques peó · b3 blanques peó · g3 negres dama · h3 blanques peó · b2 blanques alfil · g2 blanques alfil · a1 blanques torre · f1 blanques torre · h1 blanques rei | c8 negres torre · g8 negres rei · b7 negres alfil · g7 negres peó · a6 negres peó · b6 negres peó · e6 negres peó · c5 negres alfil · d5 negres torre · e5 blanques peó · h5 blanques dama · a4 blanques peó · h4 blanques peó · b3 blanques peó · g3 negres dama · h3 blanques peó · b2 blanques alfil · g2 blanques alfil · a1 blanques torre · f1 blanques torre · h1 blanques rei | c8 negres torre · g8 negres rei · b7 negres alfil · g7 negres peó · a6 negres peó · b6 negres peó · e6 negres peó · c5 negres alfil · d5 negres torre · e5 blanques peó · h5 blanques dama · a4 blanques peó · h4 blanques peó · b3 blanques peó · g3 negres dama · h3 blanques peó · b2 blanques alfil · g2 blanques alfil · a1 blanques torre · f1 blanques torre · h1 blanques rei | c8 negres torre · g8 negres rei · b7 negres alfil · g7 negres peó · a6 negres peó · b6 negres peó · e6 negres peó · c5 negres alfil · d5 negres torre · e5 blanques peó · h5 blanques dama · a4 blanques peó · h4 blanques peó · b3 blanques peó · g3 negres dama · h3 blanques peó · b2 blanques alfil · g2 blanques alfil · a1 blanques torre · f1 blanques torre · h1 blanques rei | c8 negres torre · g8 negres rei · b7 negres alfil · g7 negres peó · a6 negres peó · b6 negres peó · e6 negres peó · c5 negres alfil · d5 negres torre · e5 blanques peó · h5 blanques dama · a4 blanques peó · h4 blanques peó · b3 blanques peó · g3 negres dama · h3 blanques peó · b2 blanques alfil · g2 blanques alfil · a1 blanques torre · f1 blanques torre · h1 blanques rei | 7 |
| 6 | c8 negres torre · g8 negres rei · b7 negres alfil · g7 negres peó · a6 negres peó · b6 negres peó · e6 negres peó · c5 negres alfil · d5 negres torre · e5 blanques peó · h5 blanques dama · a4 blanques peó · h4 blanques peó · b3 blanques peó · g3 negres dama · h3 blanques peó · b2 blanques alfil · g2 blanques alfil · a1 blanques torre · f1 blanques torre · h1 blanques rei | c8 negres torre · g8 negres rei · b7 negres alfil · g7 negres peó · a6 negres peó · b6 negres peó · e6 negres peó · c5 negres alfil · d5 negres torre · e5 blanques peó · h5 blanques dama · a4 blanques peó · h4 blanques peó · b3 blanques peó · g3 negres dama · h3 blanques peó · b2 blanques alfil · g2 blanques alfil · a1 blanques torre · f1 blanques torre · h1 blanques rei | c8 negres torre · g8 negres rei · b7 negres alfil · g7 negres peó · a6 negres peó · b6 negres peó · e6 negres peó · c5 negres alfil · d5 negres torre · e5 blanques peó · h5 blanques dama · a4 blanques peó · h4 blanques peó · b3 blanques peó · g3 negres dama · h3 blanques peó · b2 blanques alfil · g2 blanques alfil · a1 blanques torre · f1 blanques torre · h1 blanques rei | c8 negres torre · g8 negres rei · b7 negres alfil · g7 negres peó · a6 negres peó · b6 negres peó · e6 negres peó · c5 negres alfil · d5 negres torre · e5 blanques peó · h5 blanques dama · a4 blanques peó · h4 blanques peó · b3 blanques peó · g3 negres dama · h3 blanques peó · b2 blanques alfil · g2 blanques alfil · a1 blanques torre · f1 blanques torre · h1 blanques rei | c8 negres torre · g8 negres rei · b7 negres alfil · g7 negres peó · a6 negres peó · b6 negres peó · e6 negres peó · c5 negres alfil · d5 negres torre · e5 blanques peó · h5 blanques dama · a4 blanques peó · h4 blanques peó · b3 blanques peó · g3 negres dama · h3 blanques peó · b2 blanques alfil · g2 blanques alfil · a1 blanques torre · f1 blanques torre · h1 blanques rei | c8 negres torre · g8 negres rei · b7 negres alfil · g7 negres peó · a6 negres peó · b6 negres peó · e6 negres peó · c5 negres alfil · d5 negres torre · e5 blanques peó · h5 blanques dama · a4 blanques peó · h4 blanques peó · b3 blanques peó · g3 negres dama · h3 blanques peó · b2 blanques alfil · g2 blanques alfil · a1 blanques torre · f1 blanques torre · h1 blanques rei | c8 negres torre · g8 negres rei · b7 negres alfil · g7 negres peó · a6 negres peó · b6 negres peó · e6 negres peó · c5 negres alfil · d5 negres torre · e5 blanques peó · h5 blanques dama · a4 blanques peó · h4 blanques peó · b3 blanques peó · g3 negres dama · h3 blanques peó · b2 blanques alfil · g2 blanques alfil · a1 blanques torre · f1 blanques torre · h1 blanques rei | c8 negres torre · g8 negres rei · b7 negres alfil · g7 negres peó · a6 negres peó · b6 negres peó · e6 negres peó · c5 negres alfil · d5 negres torre · e5 blanques peó · h5 blanques dama · a4 blanques peó · h4 blanques peó · b3 blanques peó · g3 negres dama · h3 blanques peó · b2 blanques alfil · g2 blanques alfil · a1 blanques torre · f1 blanques torre · h1 blanques rei | 6 |
| 5 | c8 negres torre · g8 negres rei · b7 negres alfil · g7 negres peó · a6 negres peó · b6 negres peó · e6 negres peó · c5 negres alfil · d5 negres torre · e5 blanques peó · h5 blanques dama · a4 blanques peó · h4 blanques peó · b3 blanques peó · g3 negres dama · h3 blanques peó · b2 blanques alfil · g2 blanques alfil · a1 blanques torre · f1 blanques torre · h1 blanques rei | c8 negres torre · g8 negres rei · b7 negres alfil · g7 negres peó · a6 negres peó · b6 negres peó · e6 negres peó · c5 negres alfil · d5 negres torre · e5 blanques peó · h5 blanques dama · a4 blanques peó · h4 blanques peó · b3 blanques peó · g3 negres dama · h3 blanques peó · b2 blanques alfil · g2 blanques alfil · a1 blanques torre · f1 blanques torre · h1 blanques rei | c8 negres torre · g8 negres rei · b7 negres alfil · g7 negres peó · a6 negres peó · b6 negres peó · e6 negres peó · c5 negres alfil · d5 negres torre · e5 blanques peó · h5 blanques dama · a4 blanques peó · h4 blanques peó · b3 blanques peó · g3 negres dama · h3 blanques peó · b2 blanques alfil · g2 blanques alfil · a1 blanques torre · f1 blanques torre · h1 blanques rei | c8 negres torre · g8 negres rei · b7 negres alfil · g7 negres peó · a6 negres peó · b6 negres peó · e6 negres peó · c5 negres alfil · d5 negres torre · e5 blanques peó · h5 blanques dama · a4 blanques peó · h4 blanques peó · b3 blanques peó · g3 negres dama · h3 blanques peó · b2 blanques alfil · g2 blanques alfil · a1 blanques torre · f1 blanques torre · h1 blanques rei | c8 negres torre · g8 negres rei · b7 negres alfil · g7 negres peó · a6 negres peó · b6 negres peó · e6 negres peó · c5 negres alfil · d5 negres torre · e5 blanques peó · h5 blanques dama · a4 blanques peó · h4 blanques peó · b3 blanques peó · g3 negres dama · h3 blanques peó · b2 blanques alfil · g2 blanques alfil · a1 blanques torre · f1 blanques torre · h1 blanques rei | c8 negres torre · g8 negres rei · b7 negres alfil · g7 negres peó · a6 negres peó · b6 negres peó · e6 negres peó · c5 negres alfil · d5 negres torre · e5 blanques peó · h5 blanques dama · a4 blanques peó · h4 blanques peó · b3 blanques peó · g3 negres dama · h3 blanques peó · b2 blanques alfil · g2 blanques alfil · a1 blanques torre · f1 blanques torre · h1 blanques rei | c8 negres torre · g8 negres rei · b7 negres alfil · g7 negres peó · a6 negres peó · b6 negres peó · e6 negres peó · c5 negres alfil · d5 negres torre · e5 blanques peó · h5 blanques dama · a4 blanques peó · h4 blanques peó · b3 blanques peó · g3 negres dama · h3 blanques peó · b2 blanques alfil · g2 blanques alfil · a1 blanques torre · f1 blanques torre · h1 blanques rei | c8 negres torre · g8 negres rei · b7 negres alfil · g7 negres peó · a6 negres peó · b6 negres peó · e6 negres peó · c5 negres alfil · d5 negres torre · e5 blanques peó · h5 blanques dama · a4 blanques peó · h4 blanques peó · b3 blanques peó · g3 negres dama · h3 blanques peó · b2 blanques alfil · g2 blanques alfil · a1 blanques torre · f1 blanques torre · h1 blanques rei | 5 |
| 4 | c8 negres torre · g8 negres rei · b7 negres alfil · g7 negres peó · a6 negres peó · b6 negres peó · e6 negres peó · c5 negres alfil · d5 negres torre · e5 blanques peó · h5 blanques dama · a4 blanques peó · h4 blanques peó · b3 blanques peó · g3 negres dama · h3 blanques peó · b2 blanques alfil · g2 blanques alfil · a1 blanques torre · f1 blanques torre · h1 blanques rei | c8 negres torre · g8 negres rei · b7 negres alfil · g7 negres peó · a6 negres peó · b6 negres peó · e6 negres peó · c5 negres alfil · d5 negres torre · e5 blanques peó · h5 blanques dama · a4 blanques peó · h4 blanques peó · b3 blanques peó · g3 negres dama · h3 blanques peó · b2 blanques alfil · g2 blanques alfil · a1 blanques torre · f1 blanques torre · h1 blanques rei | c8 negres torre · g8 negres rei · b7 negres alfil · g7 negres peó · a6 negres peó · b6 negres peó · e6 negres peó · c5 negres alfil · d5 negres torre · e5 blanques peó · h5 blanques dama · a4 blanques peó · h4 blanques peó · b3 blanques peó · g3 negres dama · h3 blanques peó · b2 blanques alfil · g2 blanques alfil · a1 blanques torre · f1 blanques torre · h1 blanques rei | c8 negres torre · g8 negres rei · b7 negres alfil · g7 negres peó · a6 negres peó · b6 negres peó · e6 negres peó · c5 negres alfil · d5 negres torre · e5 blanques peó · h5 blanques dama · a4 blanques peó · h4 blanques peó · b3 blanques peó · g3 negres dama · h3 blanques peó · b2 blanques alfil · g2 blanques alfil · a1 blanques torre · f1 blanques torre · h1 blanques rei | c8 negres torre · g8 negres rei · b7 negres alfil · g7 negres peó · a6 negres peó · b6 negres peó · e6 negres peó · c5 negres alfil · d5 negres torre · e5 blanques peó · h5 blanques dama · a4 blanques peó · h4 blanques peó · b3 blanques peó · g3 negres dama · h3 blanques peó · b2 blanques alfil · g2 blanques alfil · a1 blanques torre · f1 blanques torre · h1 blanques rei | c8 negres torre · g8 negres rei · b7 negres alfil · g7 negres peó · a6 negres peó · b6 negres peó · e6 negres peó · c5 negres alfil · d5 negres torre · e5 blanques peó · h5 blanques dama · a4 blanques peó · h4 blanques peó · b3 blanques peó · g3 negres dama · h3 blanques peó · b2 blanques alfil · g2 blanques alfil · a1 blanques torre · f1 blanques torre · h1 blanques rei | c8 negres torre · g8 negres rei · b7 negres alfil · g7 negres peó · a6 negres peó · b6 negres peó · e6 negres peó · c5 negres alfil · d5 negres torre · e5 blanques peó · h5 blanques dama · a4 blanques peó · h4 blanques peó · b3 blanques peó · g3 negres dama · h3 blanques peó · b2 blanques alfil · g2 blanques alfil · a1 blanques torre · f1 blanques torre · h1 blanques rei | c8 negres torre · g8 negres rei · b7 negres alfil · g7 negres peó · a6 negres peó · b6 negres peó · e6 negres peó · c5 negres alfil · d5 negres torre · e5 blanques peó · h5 blanques dama · a4 blanques peó · h4 blanques peó · b3 blanques peó · g3 negres dama · h3 blanques peó · b2 blanques alfil · g2 blanques alfil · a1 blanques torre · f1 blanques torre · h1 blanques rei | 4 |
| 3 | c8 negres torre · g8 negres rei · b7 negres alfil · g7 negres peó · a6 negres peó · b6 negres peó · e6 negres peó · c5 negres alfil · d5 negres torre · e5 blanques peó · h5 blanques dama · a4 blanques peó · h4 blanques peó · b3 blanques peó · g3 negres dama · h3 blanques peó · b2 blanques alfil · g2 blanques alfil · a1 blanques torre · f1 blanques torre · h1 blanques rei | c8 negres torre · g8 negres rei · b7 negres alfil · g7 negres peó · a6 negres peó · b6 negres peó · e6 negres peó · c5 negres alfil · d5 negres torre · e5 blanques peó · h5 blanques dama · a4 blanques peó · h4 blanques peó · b3 blanques peó · g3 negres dama · h3 blanques peó · b2 blanques alfil · g2 blanques alfil · a1 blanques torre · f1 blanques torre · h1 blanques rei | c8 negres torre · g8 negres rei · b7 negres alfil · g7 negres peó · a6 negres peó · b6 negres peó · e6 negres peó · c5 negres alfil · d5 negres torre · e5 blanques peó · h5 blanques dama · a4 blanques peó · h4 blanques peó · b3 blanques peó · g3 negres dama · h3 blanques peó · b2 blanques alfil · g2 blanques alfil · a1 blanques torre · f1 blanques torre · h1 blanques rei | c8 negres torre · g8 negres rei · b7 negres alfil · g7 negres peó · a6 negres peó · b6 negres peó · e6 negres peó · c5 negres alfil · d5 negres torre · e5 blanques peó · h5 blanques dama · a4 blanques peó · h4 blanques peó · b3 blanques peó · g3 negres dama · h3 blanques peó · b2 blanques alfil · g2 blanques alfil · a1 blanques torre · f1 blanques torre · h1 blanques rei | c8 negres torre · g8 negres rei · b7 negres alfil · g7 negres peó · a6 negres peó · b6 negres peó · e6 negres peó · c5 negres alfil · d5 negres torre · e5 blanques peó · h5 blanques dama · a4 blanques peó · h4 blanques peó · b3 blanques peó · g3 negres dama · h3 blanques peó · b2 blanques alfil · g2 blanques alfil · a1 blanques torre · f1 blanques torre · h1 blanques rei | c8 negres torre · g8 negres rei · b7 negres alfil · g7 negres peó · a6 negres peó · b6 negres peó · e6 negres peó · c5 negres alfil · d5 negres torre · e5 blanques peó · h5 blanques dama · a4 blanques peó · h4 blanques peó · b3 blanques peó · g3 negres dama · h3 blanques peó · b2 blanques alfil · g2 blanques alfil · a1 blanques torre · f1 blanques torre · h1 blanques rei | c8 negres torre · g8 negres rei · b7 negres alfil · g7 negres peó · a6 negres peó · b6 negres peó · e6 negres peó · c5 negres alfil · d5 negres torre · e5 blanques peó · h5 blanques dama · a4 blanques peó · h4 blanques peó · b3 blanques peó · g3 negres dama · h3 blanques peó · b2 blanques alfil · g2 blanques alfil · a1 blanques torre · f1 blanques torre · h1 blanques rei | c8 negres torre · g8 negres rei · b7 negres alfil · g7 negres peó · a6 negres peó · b6 negres peó · e6 negres peó · c5 negres alfil · d5 negres torre · e5 blanques peó · h5 blanques dama · a4 blanques peó · h4 blanques peó · b3 blanques peó · g3 negres dama · h3 blanques peó · b2 blanques alfil · g2 blanques alfil · a1 blanques torre · f1 blanques torre · h1 blanques rei | 3 |
| 2 | c8 negres torre · g8 negres rei · b7 negres alfil · g7 negres peó · a6 negres peó · b6 negres peó · e6 negres peó · c5 negres alfil · d5 negres torre · e5 blanques peó · h5 blanques dama · a4 blanques peó · h4 blanques peó · b3 blanques peó · g3 negres dama · h3 blanques peó · b2 blanques alfil · g2 blanques alfil · a1 blanques torre · f1 blanques torre · h1 blanques rei | c8 negres torre · g8 negres rei · b7 negres alfil · g7 negres peó · a6 negres peó · b6 negres peó · e6 negres peó · c5 negres alfil · d5 negres torre · e5 blanques peó · h5 blanques dama · a4 blanques peó · h4 blanques peó · b3 blanques peó · g3 negres dama · h3 blanques peó · b2 blanques alfil · g2 blanques alfil · a1 blanques torre · f1 blanques torre · h1 blanques rei | c8 negres torre · g8 negres rei · b7 negres alfil · g7 negres peó · a6 negres peó · b6 negres peó · e6 negres peó · c5 negres alfil · d5 negres torre · e5 blanques peó · h5 blanques dama · a4 blanques peó · h4 blanques peó · b3 blanques peó · g3 negres dama · h3 blanques peó · b2 blanques alfil · g2 blanques alfil · a1 blanques torre · f1 blanques torre · h1 blanques rei | c8 negres torre · g8 negres rei · b7 negres alfil · g7 negres peó · a6 negres peó · b6 negres peó · e6 negres peó · c5 negres alfil · d5 negres torre · e5 blanques peó · h5 blanques dama · a4 blanques peó · h4 blanques peó · b3 blanques peó · g3 negres dama · h3 blanques peó · b2 blanques alfil · g2 blanques alfil · a1 blanques torre · f1 blanques torre · h1 blanques rei | c8 negres torre · g8 negres rei · b7 negres alfil · g7 negres peó · a6 negres peó · b6 negres peó · e6 negres peó · c5 negres alfil · d5 negres torre · e5 blanques peó · h5 blanques dama · a4 blanques peó · h4 blanques peó · b3 blanques peó · g3 negres dama · h3 blanques peó · b2 blanques alfil · g2 blanques alfil · a1 blanques torre · f1 blanques torre · h1 blanques rei | c8 negres torre · g8 negres rei · b7 negres alfil · g7 negres peó · a6 negres peó · b6 negres peó · e6 negres peó · c5 negres alfil · d5 negres torre · e5 blanques peó · h5 blanques dama · a4 blanques peó · h4 blanques peó · b3 blanques peó · g3 negres dama · h3 blanques peó · b2 blanques alfil · g2 blanques alfil · a1 blanques torre · f1 blanques torre · h1 blanques rei | c8 negres torre · g8 negres rei · b7 negres alfil · g7 negres peó · a6 negres peó · b6 negres peó · e6 negres peó · c5 negres alfil · d5 negres torre · e5 blanques peó · h5 blanques dama · a4 blanques peó · h4 blanques peó · b3 blanques peó · g3 negres dama · h3 blanques peó · b2 blanques alfil · g2 blanques alfil · a1 blanques torre · f1 blanques torre · h1 blanques rei | c8 negres torre · g8 negres rei · b7 negres alfil · g7 negres peó · a6 negres peó · b6 negres peó · e6 negres peó · c5 negres alfil · d5 negres torre · e5 blanques peó · h5 blanques dama · a4 blanques peó · h4 blanques peó · b3 blanques peó · g3 negres dama · h3 blanques peó · b2 blanques alfil · g2 blanques alfil · a1 blanques torre · f1 blanques torre · h1 blanques rei | 2 |
| 1 | c8 negres torre · g8 negres rei · b7 negres alfil · g7 negres peó · a6 negres peó · b6 negres peó · e6 negres peó · c5 negres alfil · d5 negres torre · e5 blanques peó · h5 blanques dama · a4 blanques peó · h4 blanques peó · b3 blanques peó · g3 negres dama · h3 blanques peó · b2 blanques alfil · g2 blanques alfil · a1 blanques torre · f1 blanques torre · h1 blanques rei | c8 negres torre · g8 negres rei · b7 negres alfil · g7 negres peó · a6 negres peó · b6 negres peó · e6 negres peó · c5 negres alfil · d5 negres torre · e5 blanques peó · h5 blanques dama · a4 blanques peó · h4 blanques peó · b3 blanques peó · g3 negres dama · h3 blanques peó · b2 blanques alfil · g2 blanques alfil · a1 blanques torre · f1 blanques torre · h1 blanques rei | c8 negres torre · g8 negres rei · b7 negres alfil · g7 negres peó · a6 negres peó · b6 negres peó · e6 negres peó · c5 negres alfil · d5 negres torre · e5 blanques peó · h5 blanques dama · a4 blanques peó · h4 blanques peó · b3 blanques peó · g3 negres dama · h3 blanques peó · b2 blanques alfil · g2 blanques alfil · a1 blanques torre · f1 blanques torre · h1 blanques rei | c8 negres torre · g8 negres rei · b7 negres alfil · g7 negres peó · a6 negres peó · b6 negres peó · e6 negres peó · c5 negres alfil · d5 negres torre · e5 blanques peó · h5 blanques dama · a4 blanques peó · h4 blanques peó · b3 blanques peó · g3 negres dama · h3 blanques peó · b2 blanques alfil · g2 blanques alfil · a1 blanques torre · f1 blanques torre · h1 blanques rei | c8 negres torre · g8 negres rei · b7 negres alfil · g7 negres peó · a6 negres peó · b6 negres peó · e6 negres peó · c5 negres alfil · d5 negres torre · e5 blanques peó · h5 blanques dama · a4 blanques peó · h4 blanques peó · b3 blanques peó · g3 negres dama · h3 blanques peó · b2 blanques alfil · g2 blanques alfil · a1 blanques torre · f1 blanques torre · h1 blanques rei | c8 negres torre · g8 negres rei · b7 negres alfil · g7 negres peó · a6 negres peó · b6 negres peó · e6 negres peó · c5 negres alfil · d5 negres torre · e5 blanques peó · h5 blanques dama · a4 blanques peó · h4 blanques peó · b3 blanques peó · g3 negres dama · h3 blanques peó · b2 blanques alfil · g2 blanques alfil · a1 blanques torre · f1 blanques torre · h1 blanques rei | c8 negres torre · g8 negres rei · b7 negres alfil · g7 negres peó · a6 negres peó · b6 negres peó · e6 negres peó · c5 negres alfil · d5 negres torre · e5 blanques peó · h5 blanques dama · a4 blanques peó · h4 blanques peó · b3 blanques peó · g3 negres dama · h3 blanques peó · b2 blanques alfil · g2 blanques alfil · a1 blanques torre · f1 blanques torre · h1 blanques rei | c8 negres torre · g8 negres rei · b7 negres alfil · g7 negres peó · a6 negres peó · b6 negres peó · e6 negres peó · c5 negres alfil · d5 negres torre · e5 blanques peó · h5 blanques dama · a4 blanques peó · h4 blanques peó · b3 blanques peó · g3 negres dama · h3 blanques peó · b2 blanques alfil · g2 blanques alfil · a1 blanques torre · f1 blanques torre · h1 blanques rei | 1 |
|   | a | b | c | d | e | f | g | h |   |

Un examen d'obertures amb colors canviats i simètriques il·lustra els respectius avantatges de les blanques i les negres:

##### Obertures amb els colors canviats
En una "obertura amb els colors canviats", les blanques juguen una obertura que normalment és jugada per les negres, però amb els colors canviats i, per tant, amb un temps extra. Evans escrigué d'aquestes obertures, "Si una defensa és considerada bona per les negres, hauria de ser fins i tot millor per les blanques amb un temps de més." Està documentat que l'ex Campió del món Mikhaïl Botvínnik tenia el mateix punt de vista. Watson qüestiona aquesta idea, citant la tesi de Suba de què les negres, pel fet de moure en segon lloc, tenen una informació més completa que la de les blanques. Escriu que, "tothom pateix dificultats en jugar amb blanques contra la defensa siciliana (1.e4 c5), però ... els principals mestres no tenen cap problema a contestar a 1.c4 amb 1...e5." Per explicar aquesta paradoxa, Watson analitza diverses línies de la siciliana amb els colors canviats, mostrant com les negres poden explitar els desavantatges de diversos moviments "extra" de les blanques. Conclou així que, "La clau és que el sistema de les negres en la siciliana és bo com a sistema reactiu, però no paga massa la pena quan s'està intentant de reclamar la iniciativa amb blanques. Això és cert perquè el negre és capaç de reaccionar al pla específic que les blanques triïn; en termes de Suba, la seva informació és fins i tot un moviment més gran. A més, el negre és capaç de prendre avantatge de posicions d'igualtat morta que les blanques (amb l'esperança de conservar l'avantatge del primer moviment) normalment evitarien."

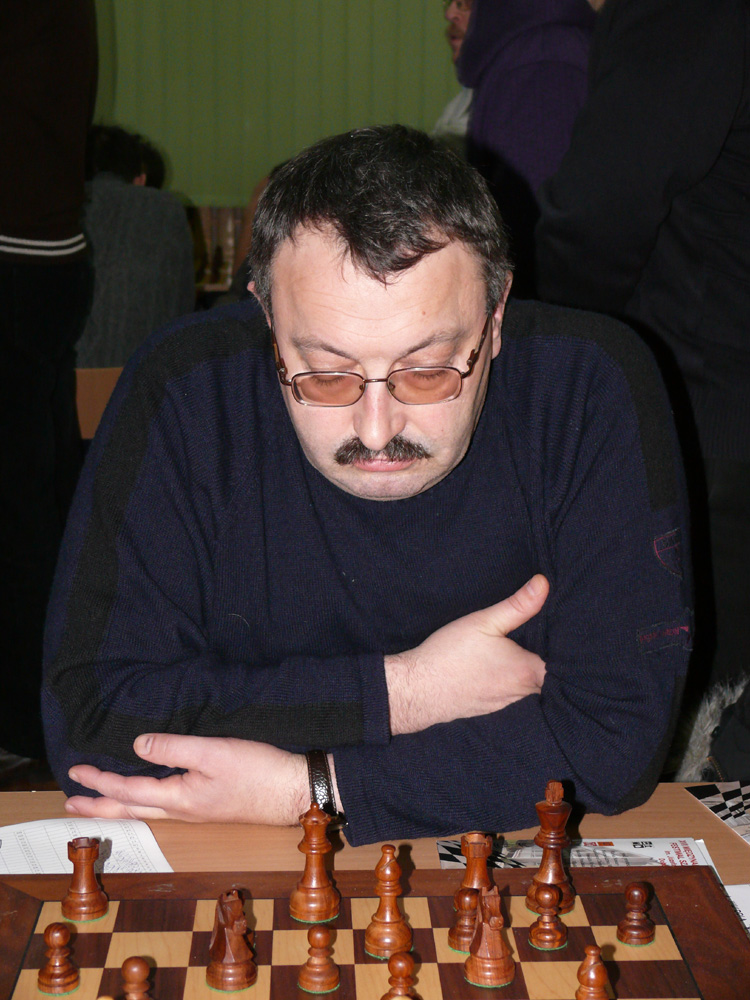
"Aquest moviment extra em crearà maldecaps." – Volodímir Malaniuk

Watson també observa, "De manera similar, la defensa holandesa sembla particularment estèril quan les blanques la practiquen amb els colors canviants i un temps de més (resulta que no tenen res útil a fer!); i fins i tot, moltes de les defenses estàndard per les negres no són gens inspiradores quan hom les tria amb blanques i un temps de més." El GM Alex Yermolinsky així mateix, assenyala que el GM Volodímir Malaniuk, un exponent destacable de l'holandesa Leningrad (1.d4 f5 2.g3 g6) al més alt nivell, "un cop em va causar una profunda impressió quan va descartar el suggeriment d'algú que pretenia que fes 1.f4 amb blanques. Va somriure i va dir, 'Amb aquest moviment de més podria prendre mal.' "
Yermolinsky també està d'acord amb les crítiques d'Alekhin a 1.g3 e5 2.Cf3, una defensa Alekhin amb els colors canviats, a la partida Réti - Alekhin, Baden-Baden 1925, escrivint que Alekhin "comprenia la diferència en la filosofia de l'obertura per les blanques i les negres, i s'adonava que senzillament, no podia ser la mateixa! Se suposa que les blanques voldran quelcom més que obtenir simplement una partida confortable en sistemes amb els colors canviats, i, tal com les estadístiques mostren, de manera sorprenent per molta gent però no pas per mi, les blanques no puntuen en absolut millor del que ho fan les negres en les mateixes posicions amb un temps de menys." Howard Staunton, generalment considerat com el millor jugador mundial entre 1843 i 1851, va indicar quelcom semblant fa 160 anys, escrivint que la defensa Owen (1.e4 b6) és jugable per les negres, però que 1.b3 és inferior a causa de "els més habituals [primers] moviments, que són essencialment defensius".
Watson conclou que (a) "la majoria de moviments tenen tants desavantatges com a avantatges, de manera que un moviment extra no és sempre una benedicció incondicional"; (b) "amb la seva informació extra sobre què estan fent les blanques, les negres poden reaccionar millor a la nova situació creada"; i (c) en tant que les taules són vistes com a més acceptables per les negres que per les blanques, el blanc ha de tendir a evitar les línies que permeten simplificacions més propenses a acabar en taules, mentre que al negre no li cal oposar-se a entrar en aquestes línies.

##### Obertures simètriques
Rowson ha escrit que "en general hom hauria d'assumir que sigui quin sigui l'avantatge que tinguin les blanques, aquest s'hauria de percebre més clarament en posicions simètriques." De la mateixa manera, Watson, Suba, Evans, i l'eminent jugador i teòric Aron Nimzowitsch (1886–1935) han argumentat, tots ells, que a les negres els interessa d'evitar la simetria. No obstant això, fins i tot les obertures simètriques de vegades il·lustren la naturalesa tènue de l'avantatge de les blanques, en diversos aspectes.
Sovint és difícil per les blanques de demostrar l'avantatge en línies d'obertura simètriques. Tal com va escriure el GM Bent Larsen, tot comentant una partida que començà 1.c4 c5 2.b3 b6, "En obertures simètriques, les blanques tenen un avantatge teòric, però en moltes d'elles és només, precisament, teòric." El GM Andrew Soltis va escriure el 2008 que odiava jugar contra la simètrica defensa Petrov (1.e4 e5 2.Cf3 Cf6), i que per tant jugava 2.Cc3, l'obertura vienesa. De tota manera, tampoc aquí ha estat capaç de trobar un camí cap a l'avantatge després de la simètrica 2...Cc6 3.g3 g6 4.Ag2 Ag7, o després de 3.Cf3 Cf6 (transposant a l'obertura dels quatre cavalls) 4.Ab5 Ab4 5.0-0 0-0 6.d3 d6 7.Ag5 Ag4 8.Cd5 Cd4 9.Cxb4 Cxb5, o 7.Ce2 Ce7 8.c3 Aa5 9.Cg3 c6 10.Aa4 Cg6 11.d4 d5, quan 12.exd5?! e4! afavoriria també les negres.
Més encara, les posicions simètriques podrien ser desavantatjoses per les blanques en el sentit que s'han de comprometre en primer lloc. Watson remarca que és fins i tot dificultós per les blanques de jugar sense comprometre's en una posició simètrica, ja que pràcticament cada moviment té contrapartides. Fischer un cop va anar molt lluny dient que després d'1.Cf3 Cf6 2.g3 g6 3.Ag2 Ag7 4.0-0 0-0 5.d3 d6 (Reinhard–Fischer, Western Open 1963), " 'Creieu-ho o no,' les negres estan millor! Ara, sigui el que sigui que facin les blanques, les negres variaran i obtindran una posició asimètrica, que serà superior a causa de la seva millor estructura de peons!" De tota manera, el GM Paul Keres respongué a CHESS magazine, "Simplement, no ens ho creiem!" En posicions simètriques, tal com les partides Hodgson-Arkell i Portisch-Tal mostrades més avall mostren, les negres poden continuar imitant les blanques tant de temps com trobin que sigui factible i desitjable de fer-ho, i desviar-se quan deixi de ser el cas.
A més, un moviment extra especial és de vegades més un destorb que un avantatge. Per exemple, Soltis diu que la posició de la francesa del canvi que sorgeix després d'1.e4 e6 2.d4 d5 3.exd5 exd5 4.Cf3 Cf6 "és igualtat." La mateixa posició, però amb el cavall negre desplaçat a e4, sorgeix a la defensa Petroff després d'1.e4 e5 2.Cf3 Cf6 3.Cxe5 d6 4.Cf3 Cxe4 5.d4 d5. Aquesta posició ofereix a les blanques millors possibilitats, precisament a causa del moviment extra de les negres (...Ce4) que permet que el cavall avançat sigui un objectiu d'atac.
Finalment, les posicions simètriques podrien ser dificultoses pel jugador de blanques per raons psicològiques. Watson escriu que qui esculli la variant francesa del canvi, "fins i tot si pensa que vol lluitar per la victòria, assumeix una certa càrrega psicològica. Les blanques han pràcticament cedit l'avantatge del primer moviment, i ho saben, mentre que les negres tenen el repte de trobar camins per aprofitar la iniciativa." Dos exemples famosos de derrotes blanques en una francesa del canvi són M. Gurévitx – Short i Tatai – Kortxnoi. A M. Gurévitx–Short, una partida entre dos dels millors jugadors del món del moment, Les blanques necessitaven només unes taules per a classificar-se pels matxs de Candidats, mentre que les negres necessitaven la victòria. Gurévitx va jugar passivament i fou superat per Short, qui va assolir la desitjada victòria i es classificà pels matxs de candidats, i finalment arribà a disputar el títol a la final contra Garri Kaspàrov. A Tatai–Kortxnoi, el Mestre Internacional italià caigué víctima de l'atac de mat de Kortxnoi, perdent en només 14 moviments.
|   | a | b | c | d | e | f | g | h |   |
| 8 | b8 negres torre · c8 negres alfil · d8 negres dama · e8 negres rei · g8 negres cavall · h8 negres torre · d7 negres peó · e7 negres peó · f7 negres peó · g7 negres alfil · h7 negres peó · c6 negres cavall · g6 negres peó · b5 negres peó · b4 blanques peó · c3 blanques cavall · g3 blanques peó · d2 blanques peó · e2 blanques peó · f2 blanques peó · g2 blanques alfil · h2 blanques peó · b1 blanques torre · c1 blanques alfil · d1 blanques dama · e1 blanques rei · g1 blanques cavall · h1 blanques torre | b8 negres torre · c8 negres alfil · d8 negres dama · e8 negres rei · g8 negres cavall · h8 negres torre · d7 negres peó · e7 negres peó · f7 negres peó · g7 negres alfil · h7 negres peó · c6 negres cavall · g6 negres peó · b5 negres peó · b4 blanques peó · c3 blanques cavall · g3 blanques peó · d2 blanques peó · e2 blanques peó · f2 blanques peó · g2 blanques alfil · h2 blanques peó · b1 blanques torre · c1 blanques alfil · d1 blanques dama · e1 blanques rei · g1 blanques cavall · h1 blanques torre | b8 negres torre · c8 negres alfil · d8 negres dama · e8 negres rei · g8 negres cavall · h8 negres torre · d7 negres peó · e7 negres peó · f7 negres peó · g7 negres alfil · h7 negres peó · c6 negres cavall · g6 negres peó · b5 negres peó · b4 blanques peó · c3 blanques cavall · g3 blanques peó · d2 blanques peó · e2 blanques peó · f2 blanques peó · g2 blanques alfil · h2 blanques peó · b1 blanques torre · c1 blanques alfil · d1 blanques dama · e1 blanques rei · g1 blanques cavall · h1 blanques torre | b8 negres torre · c8 negres alfil · d8 negres dama · e8 negres rei · g8 negres cavall · h8 negres torre · d7 negres peó · e7 negres peó · f7 negres peó · g7 negres alfil · h7 negres peó · c6 negres cavall · g6 negres peó · b5 negres peó · b4 blanques peó · c3 blanques cavall · g3 blanques peó · d2 blanques peó · e2 blanques peó · f2 blanques peó · g2 blanques alfil · h2 blanques peó · b1 blanques torre · c1 blanques alfil · d1 blanques dama · e1 blanques rei · g1 blanques cavall · h1 blanques torre | b8 negres torre · c8 negres alfil · d8 negres dama · e8 negres rei · g8 negres cavall · h8 negres torre · d7 negres peó · e7 negres peó · f7 negres peó · g7 negres alfil · h7 negres peó · c6 negres cavall · g6 negres peó · b5 negres peó · b4 blanques peó · c3 blanques cavall · g3 blanques peó · d2 blanques peó · e2 blanques peó · f2 blanques peó · g2 blanques alfil · h2 blanques peó · b1 blanques torre · c1 blanques alfil · d1 blanques dama · e1 blanques rei · g1 blanques cavall · h1 blanques torre | b8 negres torre · c8 negres alfil · d8 negres dama · e8 negres rei · g8 negres cavall · h8 negres torre · d7 negres peó · e7 negres peó · f7 negres peó · g7 negres alfil · h7 negres peó · c6 negres cavall · g6 negres peó · b5 negres peó · b4 blanques peó · c3 blanques cavall · g3 blanques peó · d2 blanques peó · e2 blanques peó · f2 blanques peó · g2 blanques alfil · h2 blanques peó · b1 blanques torre · c1 blanques alfil · d1 blanques dama · e1 blanques rei · g1 blanques cavall · h1 blanques torre | b8 negres torre · c8 negres alfil · d8 negres dama · e8 negres rei · g8 negres cavall · h8 negres torre · d7 negres peó · e7 negres peó · f7 negres peó · g7 negres alfil · h7 negres peó · c6 negres cavall · g6 negres peó · b5 negres peó · b4 blanques peó · c3 blanques cavall · g3 blanques peó · d2 blanques peó · e2 blanques peó · f2 blanques peó · g2 blanques alfil · h2 blanques peó · b1 blanques torre · c1 blanques alfil · d1 blanques dama · e1 blanques rei · g1 blanques cavall · h1 blanques torre | b8 negres torre · c8 negres alfil · d8 negres dama · e8 negres rei · g8 negres cavall · h8 negres torre · d7 negres peó · e7 negres peó · f7 negres peó · g7 negres alfil · h7 negres peó · c6 negres cavall · g6 negres peó · b5 negres peó · b4 blanques peó · c3 blanques cavall · g3 blanques peó · d2 blanques peó · e2 blanques peó · f2 blanques peó · g2 blanques alfil · h2 blanques peó · b1 blanques torre · c1 blanques alfil · d1 blanques dama · e1 blanques rei · g1 blanques cavall · h1 blanques torre | 8 |
| 7 | b8 negres torre · c8 negres alfil · d8 negres dama · e8 negres rei · g8 negres cavall · h8 negres torre · d7 negres peó · e7 negres peó · f7 negres peó · g7 negres alfil · h7 negres peó · c6 negres cavall · g6 negres peó · b5 negres peó · b4 blanques peó · c3 blanques cavall · g3 blanques peó · d2 blanques peó · e2 blanques peó · f2 blanques peó · g2 blanques alfil · h2 blanques peó · b1 blanques torre · c1 blanques alfil · d1 blanques dama · e1 blanques rei · g1 blanques cavall · h1 blanques torre | b8 negres torre · c8 negres alfil · d8 negres dama · e8 negres rei · g8 negres cavall · h8 negres torre · d7 negres peó · e7 negres peó · f7 negres peó · g7 negres alfil · h7 negres peó · c6 negres cavall · g6 negres peó · b5 negres peó · b4 blanques peó · c3 blanques cavall · g3 blanques peó · d2 blanques peó · e2 blanques peó · f2 blanques peó · g2 blanques alfil · h2 blanques peó · b1 blanques torre · c1 blanques alfil · d1 blanques dama · e1 blanques rei · g1 blanques cavall · h1 blanques torre | b8 negres torre · c8 negres alfil · d8 negres dama · e8 negres rei · g8 negres cavall · h8 negres torre · d7 negres peó · e7 negres peó · f7 negres peó · g7 negres alfil · h7 negres peó · c6 negres cavall · g6 negres peó · b5 negres peó · b4 blanques peó · c3 blanques cavall · g3 blanques peó · d2 blanques peó · e2 blanques peó · f2 blanques peó · g2 blanques alfil · h2 blanques peó · b1 blanques torre · c1 blanques alfil · d1 blanques dama · e1 blanques rei · g1 blanques cavall · h1 blanques torre | b8 negres torre · c8 negres alfil · d8 negres dama · e8 negres rei · g8 negres cavall · h8 negres torre · d7 negres peó · e7 negres peó · f7 negres peó · g7 negres alfil · h7 negres peó · c6 negres cavall · g6 negres peó · b5 negres peó · b4 blanques peó · c3 blanques cavall · g3 blanques peó · d2 blanques peó · e2 blanques peó · f2 blanques peó · g2 blanques alfil · h2 blanques peó · b1 blanques torre · c1 blanques alfil · d1 blanques dama · e1 blanques rei · g1 blanques cavall · h1 blanques torre | b8 negres torre · c8 negres alfil · d8 negres dama · e8 negres rei · g8 negres cavall · h8 negres torre · d7 negres peó · e7 negres peó · f7 negres peó · g7 negres alfil · h7 negres peó · c6 negres cavall · g6 negres peó · b5 negres peó · b4 blanques peó · c3 blanques cavall · g3 blanques peó · d2 blanques peó · e2 blanques peó · f2 blanques peó · g2 blanques alfil · h2 blanques peó · b1 blanques torre · c1 blanques alfil · d1 blanques dama · e1 blanques rei · g1 blanques cavall · h1 blanques torre | b8 negres torre · c8 negres alfil · d8 negres dama · e8 negres rei · g8 negres cavall · h8 negres torre · d7 negres peó · e7 negres peó · f7 negres peó · g7 negres alfil · h7 negres peó · c6 negres cavall · g6 negres peó · b5 negres peó · b4 blanques peó · c3 blanques cavall · g3 blanques peó · d2 blanques peó · e2 blanques peó · f2 blanques peó · g2 blanques alfil · h2 blanques peó · b1 blanques torre · c1 blanques alfil · d1 blanques dama · e1 blanques rei · g1 blanques cavall · h1 blanques torre | b8 negres torre · c8 negres alfil · d8 negres dama · e8 negres rei · g8 negres cavall · h8 negres torre · d7 negres peó · e7 negres peó · f7 negres peó · g7 negres alfil · h7 negres peó · c6 negres cavall · g6 negres peó · b5 negres peó · b4 blanques peó · c3 blanques cavall · g3 blanques peó · d2 blanques peó · e2 blanques peó · f2 blanques peó · g2 blanques alfil · h2 blanques peó · b1 blanques torre · c1 blanques alfil · d1 blanques dama · e1 blanques rei · g1 blanques cavall · h1 blanques torre | b8 negres torre · c8 negres alfil · d8 negres dama · e8 negres rei · g8 negres cavall · h8 negres torre · d7 negres peó · e7 negres peó · f7 negres peó · g7 negres alfil · h7 negres peó · c6 negres cavall · g6 negres peó · b5 negres peó · b4 blanques peó · c3 blanques cavall · g3 blanques peó · d2 blanques peó · e2 blanques peó · f2 blanques peó · g2 blanques alfil · h2 blanques peó · b1 blanques torre · c1 blanques alfil · d1 blanques dama · e1 blanques rei · g1 blanques cavall · h1 blanques torre | 7 |
| 6 | b8 negres torre · c8 negres alfil · d8 negres dama · e8 negres rei · g8 negres cavall · h8 negres torre · d7 negres peó · e7 negres peó · f7 negres peó · g7 negres alfil · h7 negres peó · c6 negres cavall · g6 negres peó · b5 negres peó · b4 blanques peó · c3 blanques cavall · g3 blanques peó · d2 blanques peó · e2 blanques peó · f2 blanques peó · g2 blanques alfil · h2 blanques peó · b1 blanques torre · c1 blanques alfil · d1 blanques dama · e1 blanques rei · g1 blanques cavall · h1 blanques torre | b8 negres torre · c8 negres alfil · d8 negres dama · e8 negres rei · g8 negres cavall · h8 negres torre · d7 negres peó · e7 negres peó · f7 negres peó · g7 negres alfil · h7 negres peó · c6 negres cavall · g6 negres peó · b5 negres peó · b4 blanques peó · c3 blanques cavall · g3 blanques peó · d2 blanques peó · e2 blanques peó · f2 blanques peó · g2 blanques alfil · h2 blanques peó · b1 blanques torre · c1 blanques alfil · d1 blanques dama · e1 blanques rei · g1 blanques cavall · h1 blanques torre | b8 negres torre · c8 negres alfil · d8 negres dama · e8 negres rei · g8 negres cavall · h8 negres torre · d7 negres peó · e7 negres peó · f7 negres peó · g7 negres alfil · h7 negres peó · c6 negres cavall · g6 negres peó · b5 negres peó · b4 blanques peó · c3 blanques cavall · g3 blanques peó · d2 blanques peó · e2 blanques peó · f2 blanques peó · g2 blanques alfil · h2 blanques peó · b1 blanques torre · c1 blanques alfil · d1 blanques dama · e1 blanques rei · g1 blanques cavall · h1 blanques torre | b8 negres torre · c8 negres alfil · d8 negres dama · e8 negres rei · g8 negres cavall · h8 negres torre · d7 negres peó · e7 negres peó · f7 negres peó · g7 negres alfil · h7 negres peó · c6 negres cavall · g6 negres peó · b5 negres peó · b4 blanques peó · c3 blanques cavall · g3 blanques peó · d2 blanques peó · e2 blanques peó · f2 blanques peó · g2 blanques alfil · h2 blanques peó · b1 blanques torre · c1 blanques alfil · d1 blanques dama · e1 blanques rei · g1 blanques cavall · h1 blanques torre | b8 negres torre · c8 negres alfil · d8 negres dama · e8 negres rei · g8 negres cavall · h8 negres torre · d7 negres peó · e7 negres peó · f7 negres peó · g7 negres alfil · h7 negres peó · c6 negres cavall · g6 negres peó · b5 negres peó · b4 blanques peó · c3 blanques cavall · g3 blanques peó · d2 blanques peó · e2 blanques peó · f2 blanques peó · g2 blanques alfil · h2 blanques peó · b1 blanques torre · c1 blanques alfil · d1 blanques dama · e1 blanques rei · g1 blanques cavall · h1 blanques torre | b8 negres torre · c8 negres alfil · d8 negres dama · e8 negres rei · g8 negres cavall · h8 negres torre · d7 negres peó · e7 negres peó · f7 negres peó · g7 negres alfil · h7 negres peó · c6 negres cavall · g6 negres peó · b5 negres peó · b4 blanques peó · c3 blanques cavall · g3 blanques peó · d2 blanques peó · e2 blanques peó · f2 blanques peó · g2 blanques alfil · h2 blanques peó · b1 blanques torre · c1 blanques alfil · d1 blanques dama · e1 blanques rei · g1 blanques cavall · h1 blanques torre | b8 negres torre · c8 negres alfil · d8 negres dama · e8 negres rei · g8 negres cavall · h8 negres torre · d7 negres peó · e7 negres peó · f7 negres peó · g7 negres alfil · h7 negres peó · c6 negres cavall · g6 negres peó · b5 negres peó · b4 blanques peó · c3 blanques cavall · g3 blanques peó · d2 blanques peó · e2 blanques peó · f2 blanques peó · g2 blanques alfil · h2 blanques peó · b1 blanques torre · c1 blanques alfil · d1 blanques dama · e1 blanques rei · g1 blanques cavall · h1 blanques torre | b8 negres torre · c8 negres alfil · d8 negres dama · e8 negres rei · g8 negres cavall · h8 negres torre · d7 negres peó · e7 negres peó · f7 negres peó · g7 negres alfil · h7 negres peó · c6 negres cavall · g6 negres peó · b5 negres peó · b4 blanques peó · c3 blanques cavall · g3 blanques peó · d2 blanques peó · e2 blanques peó · f2 blanques peó · g2 blanques alfil · h2 blanques peó · b1 blanques torre · c1 blanques alfil · d1 blanques dama · e1 blanques rei · g1 blanques cavall · h1 blanques torre | 6 |
| 5 | b8 negres torre · c8 negres alfil · d8 negres dama · e8 negres rei · g8 negres cavall · h8 negres torre · d7 negres peó · e7 negres peó · f7 negres peó · g7 negres alfil · h7 negres peó · c6 negres cavall · g6 negres peó · b5 negres peó · b4 blanques peó · c3 blanques cavall · g3 blanques peó · d2 blanques peó · e2 blanques peó · f2 blanques peó · g2 blanques alfil · h2 blanques peó · b1 blanques torre · c1 blanques alfil · d1 blanques dama · e1 blanques rei · g1 blanques cavall · h1 blanques torre | b8 negres torre · c8 negres alfil · d8 negres dama · e8 negres rei · g8 negres cavall · h8 negres torre · d7 negres peó · e7 negres peó · f7 negres peó · g7 negres alfil · h7 negres peó · c6 negres cavall · g6 negres peó · b5 negres peó · b4 blanques peó · c3 blanques cavall · g3 blanques peó · d2 blanques peó · e2 blanques peó · f2 blanques peó · g2 blanques alfil · h2 blanques peó · b1 blanques torre · c1 blanques alfil · d1 blanques dama · e1 blanques rei · g1 blanques cavall · h1 blanques torre | b8 negres torre · c8 negres alfil · d8 negres dama · e8 negres rei · g8 negres cavall · h8 negres torre · d7 negres peó · e7 negres peó · f7 negres peó · g7 negres alfil · h7 negres peó · c6 negres cavall · g6 negres peó · b5 negres peó · b4 blanques peó · c3 blanques cavall · g3 blanques peó · d2 blanques peó · e2 blanques peó · f2 blanques peó · g2 blanques alfil · h2 blanques peó · b1 blanques torre · c1 blanques alfil · d1 blanques dama · e1 blanques rei · g1 blanques cavall · h1 blanques torre | b8 negres torre · c8 negres alfil · d8 negres dama · e8 negres rei · g8 negres cavall · h8 negres torre · d7 negres peó · e7 negres peó · f7 negres peó · g7 negres alfil · h7 negres peó · c6 negres cavall · g6 negres peó · b5 negres peó · b4 blanques peó · c3 blanques cavall · g3 blanques peó · d2 blanques peó · e2 blanques peó · f2 blanques peó · g2 blanques alfil · h2 blanques peó · b1 blanques torre · c1 blanques alfil · d1 blanques dama · e1 blanques rei · g1 blanques cavall · h1 blanques torre | b8 negres torre · c8 negres alfil · d8 negres dama · e8 negres rei · g8 negres cavall · h8 negres torre · d7 negres peó · e7 negres peó · f7 negres peó · g7 negres alfil · h7 negres peó · c6 negres cavall · g6 negres peó · b5 negres peó · b4 blanques peó · c3 blanques cavall · g3 blanques peó · d2 blanques peó · e2 blanques peó · f2 blanques peó · g2 blanques alfil · h2 blanques peó · b1 blanques torre · c1 blanques alfil · d1 blanques dama · e1 blanques rei · g1 blanques cavall · h1 blanques torre | b8 negres torre · c8 negres alfil · d8 negres dama · e8 negres rei · g8 negres cavall · h8 negres torre · d7 negres peó · e7 negres peó · f7 negres peó · g7 negres alfil · h7 negres peó · c6 negres cavall · g6 negres peó · b5 negres peó · b4 blanques peó · c3 blanques cavall · g3 blanques peó · d2 blanques peó · e2 blanques peó · f2 blanques peó · g2 blanques alfil · h2 blanques peó · b1 blanques torre · c1 blanques alfil · d1 blanques dama · e1 blanques rei · g1 blanques cavall · h1 blanques torre | b8 negres torre · c8 negres alfil · d8 negres dama · e8 negres rei · g8 negres cavall · h8 negres torre · d7 negres peó · e7 negres peó · f7 negres peó · g7 negres alfil · h7 negres peó · c6 negres cavall · g6 negres peó · b5 negres peó · b4 blanques peó · c3 blanques cavall · g3 blanques peó · d2 blanques peó · e2 blanques peó · f2 blanques peó · g2 blanques alfil · h2 blanques peó · b1 blanques torre · c1 blanques alfil · d1 blanques dama · e1 blanques rei · g1 blanques cavall · h1 blanques torre | b8 negres torre · c8 negres alfil · d8 negres dama · e8 negres rei · g8 negres cavall · h8 negres torre · d7 negres peó · e7 negres peó · f7 negres peó · g7 negres alfil · h7 negres peó · c6 negres cavall · g6 negres peó · b5 negres peó · b4 blanques peó · c3 blanques cavall · g3 blanques peó · d2 blanques peó · e2 blanques peó · f2 blanques peó · g2 blanques alfil · h2 blanques peó · b1 blanques torre · c1 blanques alfil · d1 blanques dama · e1 blanques rei · g1 blanques cavall · h1 blanques torre | 5 |
| 4 | b8 negres torre · c8 negres alfil · d8 negres dama · e8 negres rei · g8 negres cavall · h8 negres torre · d7 negres peó · e7 negres peó · f7 negres peó · g7 negres alfil · h7 negres peó · c6 negres cavall · g6 negres peó · b5 negres peó · b4 blanques peó · c3 blanques cavall · g3 blanques peó · d2 blanques peó · e2 blanques peó · f2 blanques peó · g2 blanques alfil · h2 blanques peó · b1 blanques torre · c1 blanques alfil · d1 blanques dama · e1 blanques rei · g1 blanques cavall · h1 blanques torre | b8 negres torre · c8 negres alfil · d8 negres dama · e8 negres rei · g8 negres cavall · h8 negres torre · d7 negres peó · e7 negres peó · f7 negres peó · g7 negres alfil · h7 negres peó · c6 negres cavall · g6 negres peó · b5 negres peó · b4 blanques peó · c3 blanques cavall · g3 blanques peó · d2 blanques peó · e2 blanques peó · f2 blanques peó · g2 blanques alfil · h2 blanques peó · b1 blanques torre · c1 blanques alfil · d1 blanques dama · e1 blanques rei · g1 blanques cavall · h1 blanques torre | b8 negres torre · c8 negres alfil · d8 negres dama · e8 negres rei · g8 negres cavall · h8 negres torre · d7 negres peó · e7 negres peó · f7 negres peó · g7 negres alfil · h7 negres peó · c6 negres cavall · g6 negres peó · b5 negres peó · b4 blanques peó · c3 blanques cavall · g3 blanques peó · d2 blanques peó · e2 blanques peó · f2 blanques peó · g2 blanques alfil · h2 blanques peó · b1 blanques torre · c1 blanques alfil · d1 blanques dama · e1 blanques rei · g1 blanques cavall · h1 blanques torre | b8 negres torre · c8 negres alfil · d8 negres dama · e8 negres rei · g8 negres cavall · h8 negres torre · d7 negres peó · e7 negres peó · f7 negres peó · g7 negres alfil · h7 negres peó · c6 negres cavall · g6 negres peó · b5 negres peó · b4 blanques peó · c3 blanques cavall · g3 blanques peó · d2 blanques peó · e2 blanques peó · f2 blanques peó · g2 blanques alfil · h2 blanques peó · b1 blanques torre · c1 blanques alfil · d1 blanques dama · e1 blanques rei · g1 blanques cavall · h1 blanques torre | b8 negres torre · c8 negres alfil · d8 negres dama · e8 negres rei · g8 negres cavall · h8 negres torre · d7 negres peó · e7 negres peó · f7 negres peó · g7 negres alfil · h7 negres peó · c6 negres cavall · g6 negres peó · b5 negres peó · b4 blanques peó · c3 blanques cavall · g3 blanques peó · d2 blanques peó · e2 blanques peó · f2 blanques peó · g2 blanques alfil · h2 blanques peó · b1 blanques torre · c1 blanques alfil · d1 blanques dama · e1 blanques rei · g1 blanques cavall · h1 blanques torre | b8 negres torre · c8 negres alfil · d8 negres dama · e8 negres rei · g8 negres cavall · h8 negres torre · d7 negres peó · e7 negres peó · f7 negres peó · g7 negres alfil · h7 negres peó · c6 negres cavall · g6 negres peó · b5 negres peó · b4 blanques peó · c3 blanques cavall · g3 blanques peó · d2 blanques peó · e2 blanques peó · f2 blanques peó · g2 blanques alfil · h2 blanques peó · b1 blanques torre · c1 blanques alfil · d1 blanques dama · e1 blanques rei · g1 blanques cavall · h1 blanques torre | b8 negres torre · c8 negres alfil · d8 negres dama · e8 negres rei · g8 negres cavall · h8 negres torre · d7 negres peó · e7 negres peó · f7 negres peó · g7 negres alfil · h7 negres peó · c6 negres cavall · g6 negres peó · b5 negres peó · b4 blanques peó · c3 blanques cavall · g3 blanques peó · d2 blanques peó · e2 blanques peó · f2 blanques peó · g2 blanques alfil · h2 blanques peó · b1 blanques torre · c1 blanques alfil · d1 blanques dama · e1 blanques rei · g1 blanques cavall · h1 blanques torre | b8 negres torre · c8 negres alfil · d8 negres dama · e8 negres rei · g8 negres cavall · h8 negres torre · d7 negres peó · e7 negres peó · f7 negres peó · g7 negres alfil · h7 negres peó · c6 negres cavall · g6 negres peó · b5 negres peó · b4 blanques peó · c3 blanques cavall · g3 blanques peó · d2 blanques peó · e2 blanques peó · f2 blanques peó · g2 blanques alfil · h2 blanques peó · b1 blanques torre · c1 blanques alfil · d1 blanques dama · e1 blanques rei · g1 blanques cavall · h1 blanques torre | 4 |
| 3 | b8 negres torre · c8 negres alfil · d8 negres dama · e8 negres rei · g8 negres cavall · h8 negres torre · d7 negres peó · e7 negres peó · f7 negres peó · g7 negres alfil · h7 negres peó · c6 negres cavall · g6 negres peó · b5 negres peó · b4 blanques peó · c3 blanques cavall · g3 blanques peó · d2 blanques peó · e2 blanques peó · f2 blanques peó · g2 blanques alfil · h2 blanques peó · b1 blanques torre · c1 blanques alfil · d1 blanques dama · e1 blanques rei · g1 blanques cavall · h1 blanques torre | b8 negres torre · c8 negres alfil · d8 negres dama · e8 negres rei · g8 negres cavall · h8 negres torre · d7 negres peó · e7 negres peó · f7 negres peó · g7 negres alfil · h7 negres peó · c6 negres cavall · g6 negres peó · b5 negres peó · b4 blanques peó · c3 blanques cavall · g3 blanques peó · d2 blanques peó · e2 blanques peó · f2 blanques peó · g2 blanques alfil · h2 blanques peó · b1 blanques torre · c1 blanques alfil · d1 blanques dama · e1 blanques rei · g1 blanques cavall · h1 blanques torre | b8 negres torre · c8 negres alfil · d8 negres dama · e8 negres rei · g8 negres cavall · h8 negres torre · d7 negres peó · e7 negres peó · f7 negres peó · g7 negres alfil · h7 negres peó · c6 negres cavall · g6 negres peó · b5 negres peó · b4 blanques peó · c3 blanques cavall · g3 blanques peó · d2 blanques peó · e2 blanques peó · f2 blanques peó · g2 blanques alfil · h2 blanques peó · b1 blanques torre · c1 blanques alfil · d1 blanques dama · e1 blanques rei · g1 blanques cavall · h1 blanques torre | b8 negres torre · c8 negres alfil · d8 negres dama · e8 negres rei · g8 negres cavall · h8 negres torre · d7 negres peó · e7 negres peó · f7 negres peó · g7 negres alfil · h7 negres peó · c6 negres cavall · g6 negres peó · b5 negres peó · b4 blanques peó · c3 blanques cavall · g3 blanques peó · d2 blanques peó · e2 blanques peó · f2 blanques peó · g2 blanques alfil · h2 blanques peó · b1 blanques torre · c1 blanques alfil · d1 blanques dama · e1 blanques rei · g1 blanques cavall · h1 blanques torre | b8 negres torre · c8 negres alfil · d8 negres dama · e8 negres rei · g8 negres cavall · h8 negres torre · d7 negres peó · e7 negres peó · f7 negres peó · g7 negres alfil · h7 negres peó · c6 negres cavall · g6 negres peó · b5 negres peó · b4 blanques peó · c3 blanques cavall · g3 blanques peó · d2 blanques peó · e2 blanques peó · f2 blanques peó · g2 blanques alfil · h2 blanques peó · b1 blanques torre · c1 blanques alfil · d1 blanques dama · e1 blanques rei · g1 blanques cavall · h1 blanques torre | b8 negres torre · c8 negres alfil · d8 negres dama · e8 negres rei · g8 negres cavall · h8 negres torre · d7 negres peó · e7 negres peó · f7 negres peó · g7 negres alfil · h7 negres peó · c6 negres cavall · g6 negres peó · b5 negres peó · b4 blanques peó · c3 blanques cavall · g3 blanques peó · d2 blanques peó · e2 blanques peó · f2 blanques peó · g2 blanques alfil · h2 blanques peó · b1 blanques torre · c1 blanques alfil · d1 blanques dama · e1 blanques rei · g1 blanques cavall · h1 blanques torre | b8 negres torre · c8 negres alfil · d8 negres dama · e8 negres rei · g8 negres cavall · h8 negres torre · d7 negres peó · e7 negres peó · f7 negres peó · g7 negres alfil · h7 negres peó · c6 negres cavall · g6 negres peó · b5 negres peó · b4 blanques peó · c3 blanques cavall · g3 blanques peó · d2 blanques peó · e2 blanques peó · f2 blanques peó · g2 blanques alfil · h2 blanques peó · b1 blanques torre · c1 blanques alfil · d1 blanques dama · e1 blanques rei · g1 blanques cavall · h1 blanques torre | b8 negres torre · c8 negres alfil · d8 negres dama · e8 negres rei · g8 negres cavall · h8 negres torre · d7 negres peó · e7 negres peó · f7 negres peó · g7 negres alfil · h7 negres peó · c6 negres cavall · g6 negres peó · b5 negres peó · b4 blanques peó · c3 blanques cavall · g3 blanques peó · d2 blanques peó · e2 blanques peó · f2 blanques peó · g2 blanques alfil · h2 blanques peó · b1 blanques torre · c1 blanques alfil · d1 blanques dama · e1 blanques rei · g1 blanques cavall · h1 blanques torre | 3 |
| 2 | b8 negres torre · c8 negres alfil · d8 negres dama · e8 negres rei · g8 negres cavall · h8 negres torre · d7 negres peó · e7 negres peó · f7 negres peó · g7 negres alfil · h7 negres peó · c6 negres cavall · g6 negres peó · b5 negres peó · b4 blanques peó · c3 blanques cavall · g3 blanques peó · d2 blanques peó · e2 blanques peó · f2 blanques peó · g2 blanques alfil · h2 blanques peó · b1 blanques torre · c1 blanques alfil · d1 blanques dama · e1 blanques rei · g1 blanques cavall · h1 blanques torre | b8 negres torre · c8 negres alfil · d8 negres dama · e8 negres rei · g8 negres cavall · h8 negres torre · d7 negres peó · e7 negres peó · f7 negres peó · g7 negres alfil · h7 negres peó · c6 negres cavall · g6 negres peó · b5 negres peó · b4 blanques peó · c3 blanques cavall · g3 blanques peó · d2 blanques peó · e2 blanques peó · f2 blanques peó · g2 blanques alfil · h2 blanques peó · b1 blanques torre · c1 blanques alfil · d1 blanques dama · e1 blanques rei · g1 blanques cavall · h1 blanques torre | b8 negres torre · c8 negres alfil · d8 negres dama · e8 negres rei · g8 negres cavall · h8 negres torre · d7 negres peó · e7 negres peó · f7 negres peó · g7 negres alfil · h7 negres peó · c6 negres cavall · g6 negres peó · b5 negres peó · b4 blanques peó · c3 blanques cavall · g3 blanques peó · d2 blanques peó · e2 blanques peó · f2 blanques peó · g2 blanques alfil · h2 blanques peó · b1 blanques torre · c1 blanques alfil · d1 blanques dama · e1 blanques rei · g1 blanques cavall · h1 blanques torre | b8 negres torre · c8 negres alfil · d8 negres dama · e8 negres rei · g8 negres cavall · h8 negres torre · d7 negres peó · e7 negres peó · f7 negres peó · g7 negres alfil · h7 negres peó · c6 negres cavall · g6 negres peó · b5 negres peó · b4 blanques peó · c3 blanques cavall · g3 blanques peó · d2 blanques peó · e2 blanques peó · f2 blanques peó · g2 blanques alfil · h2 blanques peó · b1 blanques torre · c1 blanques alfil · d1 blanques dama · e1 blanques rei · g1 blanques cavall · h1 blanques torre | b8 negres torre · c8 negres alfil · d8 negres dama · e8 negres rei · g8 negres cavall · h8 negres torre · d7 negres peó · e7 negres peó · f7 negres peó · g7 negres alfil · h7 negres peó · c6 negres cavall · g6 negres peó · b5 negres peó · b4 blanques peó · c3 blanques cavall · g3 blanques peó · d2 blanques peó · e2 blanques peó · f2 blanques peó · g2 blanques alfil · h2 blanques peó · b1 blanques torre · c1 blanques alfil · d1 blanques dama · e1 blanques rei · g1 blanques cavall · h1 blanques torre | b8 negres torre · c8 negres alfil · d8 negres dama · e8 negres rei · g8 negres cavall · h8 negres torre · d7 negres peó · e7 negres peó · f7 negres peó · g7 negres alfil · h7 negres peó · c6 negres cavall · g6 negres peó · b5 negres peó · b4 blanques peó · c3 blanques cavall · g3 blanques peó · d2 blanques peó · e2 blanques peó · f2 blanques peó · g2 blanques alfil · h2 blanques peó · b1 blanques torre · c1 blanques alfil · d1 blanques dama · e1 blanques rei · g1 blanques cavall · h1 blanques torre | b8 negres torre · c8 negres alfil · d8 negres dama · e8 negres rei · g8 negres cavall · h8 negres torre · d7 negres peó · e7 negres peó · f7 negres peó · g7 negres alfil · h7 negres peó · c6 negres cavall · g6 negres peó · b5 negres peó · b4 blanques peó · c3 blanques cavall · g3 blanques peó · d2 blanques peó · e2 blanques peó · f2 blanques peó · g2 blanques alfil · h2 blanques peó · b1 blanques torre · c1 blanques alfil · d1 blanques dama · e1 blanques rei · g1 blanques cavall · h1 blanques torre | b8 negres torre · c8 negres alfil · d8 negres dama · e8 negres rei · g8 negres cavall · h8 negres torre · d7 negres peó · e7 negres peó · f7 negres peó · g7 negres alfil · h7 negres peó · c6 negres cavall · g6 negres peó · b5 negres peó · b4 blanques peó · c3 blanques cavall · g3 blanques peó · d2 blanques peó · e2 blanques peó · f2 blanques peó · g2 blanques alfil · h2 blanques peó · b1 blanques torre · c1 blanques alfil · d1 blanques dama · e1 blanques rei · g1 blanques cavall · h1 blanques torre | 2 |
| 1 | b8 negres torre · c8 negres alfil · d8 negres dama · e8 negres rei · g8 negres cavall · h8 negres torre · d7 negres peó · e7 negres peó · f7 negres peó · g7 negres alfil · h7 negres peó · c6 negres cavall · g6 negres peó · b5 negres peó · b4 blanques peó · c3 blanques cavall · g3 blanques peó · d2 blanques peó · e2 blanques peó · f2 blanques peó · g2 blanques alfil · h2 blanques peó · b1 blanques torre · c1 blanques alfil · d1 blanques dama · e1 blanques rei · g1 blanques cavall · h1 blanques torre | b8 negres torre · c8 negres alfil · d8 negres dama · e8 negres rei · g8 negres cavall · h8 negres torre · d7 negres peó · e7 negres peó · f7 negres peó · g7 negres alfil · h7 negres peó · c6 negres cavall · g6 negres peó · b5 negres peó · b4 blanques peó · c3 blanques cavall · g3 blanques peó · d2 blanques peó · e2 blanques peó · f2 blanques peó · g2 blanques alfil · h2 blanques peó · b1 blanques torre · c1 blanques alfil · d1 blanques dama · e1 blanques rei · g1 blanques cavall · h1 blanques torre | b8 negres torre · c8 negres alfil · d8 negres dama · e8 negres rei · g8 negres cavall · h8 negres torre · d7 negres peó · e7 negres peó · f7 negres peó · g7 negres alfil · h7 negres peó · c6 negres cavall · g6 negres peó · b5 negres peó · b4 blanques peó · c3 blanques cavall · g3 blanques peó · d2 blanques peó · e2 blanques peó · f2 blanques peó · g2 blanques alfil · h2 blanques peó · b1 blanques torre · c1 blanques alfil · d1 blanques dama · e1 blanques rei · g1 blanques cavall · h1 blanques torre | b8 negres torre · c8 negres alfil · d8 negres dama · e8 negres rei · g8 negres cavall · h8 negres torre · d7 negres peó · e7 negres peó · f7 negres peó · g7 negres alfil · h7 negres peó · c6 negres cavall · g6 negres peó · b5 negres peó · b4 blanques peó · c3 blanques cavall · g3 blanques peó · d2 blanques peó · e2 blanques peó · f2 blanques peó · g2 blanques alfil · h2 blanques peó · b1 blanques torre · c1 blanques alfil · d1 blanques dama · e1 blanques rei · g1 blanques cavall · h1 blanques torre | b8 negres torre · c8 negres alfil · d8 negres dama · e8 negres rei · g8 negres cavall · h8 negres torre · d7 negres peó · e7 negres peó · f7 negres peó · g7 negres alfil · h7 negres peó · c6 negres cavall · g6 negres peó · b5 negres peó · b4 blanques peó · c3 blanques cavall · g3 blanques peó · d2 blanques peó · e2 blanques peó · f2 blanques peó · g2 blanques alfil · h2 blanques peó · b1 blanques torre · c1 blanques alfil · d1 blanques dama · e1 blanques rei · g1 blanques cavall · h1 blanques torre | b8 negres torre · c8 negres alfil · d8 negres dama · e8 negres rei · g8 negres cavall · h8 negres torre · d7 negres peó · e7 negres peó · f7 negres peó · g7 negres alfil · h7 negres peó · c6 negres cavall · g6 negres peó · b5 negres peó · b4 blanques peó · c3 blanques cavall · g3 blanques peó · d2 blanques peó · e2 blanques peó · f2 blanques peó · g2 blanques alfil · h2 blanques peó · b1 blanques torre · c1 blanques alfil · d1 blanques dama · e1 blanques rei · g1 blanques cavall · h1 blanques torre | b8 negres torre · c8 negres alfil · d8 negres dama · e8 negres rei · g8 negres cavall · h8 negres torre · d7 negres peó · e7 negres peó · f7 negres peó · g7 negres alfil · h7 negres peó · c6 negres cavall · g6 negres peó · b5 negres peó · b4 blanques peó · c3 blanques cavall · g3 blanques peó · d2 blanques peó · e2 blanques peó · f2 blanques peó · g2 blanques alfil · h2 blanques peó · b1 blanques torre · c1 blanques alfil · d1 blanques dama · e1 blanques rei · g1 blanques cavall · h1 blanques torre | b8 negres torre · c8 negres alfil · d8 negres dama · e8 negres rei · g8 negres cavall · h8 negres torre · d7 negres peó · e7 negres peó · f7 negres peó · g7 negres alfil · h7 negres peó · c6 negres cavall · g6 negres peó · b5 negres peó · b4 blanques peó · c3 blanques cavall · g3 blanques peó · d2 blanques peó · e2 blanques peó · f2 blanques peó · g2 blanques alfil · h2 blanques peó · b1 blanques torre · c1 blanques alfil · d1 blanques dama · e1 blanques rei · g1 blanques cavall · h1 blanques torre | 1 |
|   | a | b | c | d | e | f | g | h |   |

|   | a | b | c | d | e | f | g | h |   |
| 8 | c8 negres torre · d8 negres dama · e8 negres torre · g8 negres rei · f7 negres peó · g6 negres peó · b5 blanques peó · e5 negres peó · f5 negres alfil · h5 negres peó · d4 negres peó · e4 negres cavall · b3 blanques torre · g3 blanques peó · h3 blanques peó · b2 blanques alfil · e2 blanques peó · f2 blanques peó · g2 blanques alfil · h2 blanques rei · d1 blanques dama · f1 blanques torre | c8 negres torre · d8 negres dama · e8 negres torre · g8 negres rei · f7 negres peó · g6 negres peó · b5 blanques peó · e5 negres peó · f5 negres alfil · h5 negres peó · d4 negres peó · e4 negres cavall · b3 blanques torre · g3 blanques peó · h3 blanques peó · b2 blanques alfil · e2 blanques peó · f2 blanques peó · g2 blanques alfil · h2 blanques rei · d1 blanques dama · f1 blanques torre | c8 negres torre · d8 negres dama · e8 negres torre · g8 negres rei · f7 negres peó · g6 negres peó · b5 blanques peó · e5 negres peó · f5 negres alfil · h5 negres peó · d4 negres peó · e4 negres cavall · b3 blanques torre · g3 blanques peó · h3 blanques peó · b2 blanques alfil · e2 blanques peó · f2 blanques peó · g2 blanques alfil · h2 blanques rei · d1 blanques dama · f1 blanques torre | c8 negres torre · d8 negres dama · e8 negres torre · g8 negres rei · f7 negres peó · g6 negres peó · b5 blanques peó · e5 negres peó · f5 negres alfil · h5 negres peó · d4 negres peó · e4 negres cavall · b3 blanques torre · g3 blanques peó · h3 blanques peó · b2 blanques alfil · e2 blanques peó · f2 blanques peó · g2 blanques alfil · h2 blanques rei · d1 blanques dama · f1 blanques torre | c8 negres torre · d8 negres dama · e8 negres torre · g8 negres rei · f7 negres peó · g6 negres peó · b5 blanques peó · e5 negres peó · f5 negres alfil · h5 negres peó · d4 negres peó · e4 negres cavall · b3 blanques torre · g3 blanques peó · h3 blanques peó · b2 blanques alfil · e2 blanques peó · f2 blanques peó · g2 blanques alfil · h2 blanques rei · d1 blanques dama · f1 blanques torre | c8 negres torre · d8 negres dama · e8 negres torre · g8 negres rei · f7 negres peó · g6 negres peó · b5 blanques peó · e5 negres peó · f5 negres alfil · h5 negres peó · d4 negres peó · e4 negres cavall · b3 blanques torre · g3 blanques peó · h3 blanques peó · b2 blanques alfil · e2 blanques peó · f2 blanques peó · g2 blanques alfil · h2 blanques rei · d1 blanques dama · f1 blanques torre | c8 negres torre · d8 negres dama · e8 negres torre · g8 negres rei · f7 negres peó · g6 negres peó · b5 blanques peó · e5 negres peó · f5 negres alfil · h5 negres peó · d4 negres peó · e4 negres cavall · b3 blanques torre · g3 blanques peó · h3 blanques peó · b2 blanques alfil · e2 blanques peó · f2 blanques peó · g2 blanques alfil · h2 blanques rei · d1 blanques dama · f1 blanques torre | c8 negres torre · d8 negres dama · e8 negres torre · g8 negres rei · f7 negres peó · g6 negres peó · b5 blanques peó · e5 negres peó · f5 negres alfil · h5 negres peó · d4 negres peó · e4 negres cavall · b3 blanques torre · g3 blanques peó · h3 blanques peó · b2 blanques alfil · e2 blanques peó · f2 blanques peó · g2 blanques alfil · h2 blanques rei · d1 blanques dama · f1 blanques torre | 8 |
| 7 | c8 negres torre · d8 negres dama · e8 negres torre · g8 negres rei · f7 negres peó · g6 negres peó · b5 blanques peó · e5 negres peó · f5 negres alfil · h5 negres peó · d4 negres peó · e4 negres cavall · b3 blanques torre · g3 blanques peó · h3 blanques peó · b2 blanques alfil · e2 blanques peó · f2 blanques peó · g2 blanques alfil · h2 blanques rei · d1 blanques dama · f1 blanques torre | c8 negres torre · d8 negres dama · e8 negres torre · g8 negres rei · f7 negres peó · g6 negres peó · b5 blanques peó · e5 negres peó · f5 negres alfil · h5 negres peó · d4 negres peó · e4 negres cavall · b3 blanques torre · g3 blanques peó · h3 blanques peó · b2 blanques alfil · e2 blanques peó · f2 blanques peó · g2 blanques alfil · h2 blanques rei · d1 blanques dama · f1 blanques torre | c8 negres torre · d8 negres dama · e8 negres torre · g8 negres rei · f7 negres peó · g6 negres peó · b5 blanques peó · e5 negres peó · f5 negres alfil · h5 negres peó · d4 negres peó · e4 negres cavall · b3 blanques torre · g3 blanques peó · h3 blanques peó · b2 blanques alfil · e2 blanques peó · f2 blanques peó · g2 blanques alfil · h2 blanques rei · d1 blanques dama · f1 blanques torre | c8 negres torre · d8 negres dama · e8 negres torre · g8 negres rei · f7 negres peó · g6 negres peó · b5 blanques peó · e5 negres peó · f5 negres alfil · h5 negres peó · d4 negres peó · e4 negres cavall · b3 blanques torre · g3 blanques peó · h3 blanques peó · b2 blanques alfil · e2 blanques peó · f2 blanques peó · g2 blanques alfil · h2 blanques rei · d1 blanques dama · f1 blanques torre | c8 negres torre · d8 negres dama · e8 negres torre · g8 negres rei · f7 negres peó · g6 negres peó · b5 blanques peó · e5 negres peó · f5 negres alfil · h5 negres peó · d4 negres peó · e4 negres cavall · b3 blanques torre · g3 blanques peó · h3 blanques peó · b2 blanques alfil · e2 blanques peó · f2 blanques peó · g2 blanques alfil · h2 blanques rei · d1 blanques dama · f1 blanques torre | c8 negres torre · d8 negres dama · e8 negres torre · g8 negres rei · f7 negres peó · g6 negres peó · b5 blanques peó · e5 negres peó · f5 negres alfil · h5 negres peó · d4 negres peó · e4 negres cavall · b3 blanques torre · g3 blanques peó · h3 blanques peó · b2 blanques alfil · e2 blanques peó · f2 blanques peó · g2 blanques alfil · h2 blanques rei · d1 blanques dama · f1 blanques torre | c8 negres torre · d8 negres dama · e8 negres torre · g8 negres rei · f7 negres peó · g6 negres peó · b5 blanques peó · e5 negres peó · f5 negres alfil · h5 negres peó · d4 negres peó · e4 negres cavall · b3 blanques torre · g3 blanques peó · h3 blanques peó · b2 blanques alfil · e2 blanques peó · f2 blanques peó · g2 blanques alfil · h2 blanques rei · d1 blanques dama · f1 blanques torre | c8 negres torre · d8 negres dama · e8 negres torre · g8 negres rei · f7 negres peó · g6 negres peó · b5 blanques peó · e5 negres peó · f5 negres alfil · h5 negres peó · d4 negres peó · e4 negres cavall · b3 blanques torre · g3 blanques peó · h3 blanques peó · b2 blanques alfil · e2 blanques peó · f2 blanques peó · g2 blanques alfil · h2 blanques rei · d1 blanques dama · f1 blanques torre | 7 |
| 6 | c8 negres torre · d8 negres dama · e8 negres torre · g8 negres rei · f7 negres peó · g6 negres peó · b5 blanques peó · e5 negres peó · f5 negres alfil · h5 negres peó · d4 negres peó · e4 negres cavall · b3 blanques torre · g3 blanques peó · h3 blanques peó · b2 blanques alfil · e2 blanques peó · f2 blanques peó · g2 blanques alfil · h2 blanques rei · d1 blanques dama · f1 blanques torre | c8 negres torre · d8 negres dama · e8 negres torre · g8 negres rei · f7 negres peó · g6 negres peó · b5 blanques peó · e5 negres peó · f5 negres alfil · h5 negres peó · d4 negres peó · e4 negres cavall · b3 blanques torre · g3 blanques peó · h3 blanques peó · b2 blanques alfil · e2 blanques peó · f2 blanques peó · g2 blanques alfil · h2 blanques rei · d1 blanques dama · f1 blanques torre | c8 negres torre · d8 negres dama · e8 negres torre · g8 negres rei · f7 negres peó · g6 negres peó · b5 blanques peó · e5 negres peó · f5 negres alfil · h5 negres peó · d4 negres peó · e4 negres cavall · b3 blanques torre · g3 blanques peó · h3 blanques peó · b2 blanques alfil · e2 blanques peó · f2 blanques peó · g2 blanques alfil · h2 blanques rei · d1 blanques dama · f1 blanques torre | c8 negres torre · d8 negres dama · e8 negres torre · g8 negres rei · f7 negres peó · g6 negres peó · b5 blanques peó · e5 negres peó · f5 negres alfil · h5 negres peó · d4 negres peó · e4 negres cavall · b3 blanques torre · g3 blanques peó · h3 blanques peó · b2 blanques alfil · e2 blanques peó · f2 blanques peó · g2 blanques alfil · h2 blanques rei · d1 blanques dama · f1 blanques torre | c8 negres torre · d8 negres dama · e8 negres torre · g8 negres rei · f7 negres peó · g6 negres peó · b5 blanques peó · e5 negres peó · f5 negres alfil · h5 negres peó · d4 negres peó · e4 negres cavall · b3 blanques torre · g3 blanques peó · h3 blanques peó · b2 blanques alfil · e2 blanques peó · f2 blanques peó · g2 blanques alfil · h2 blanques rei · d1 blanques dama · f1 blanques torre | c8 negres torre · d8 negres dama · e8 negres torre · g8 negres rei · f7 negres peó · g6 negres peó · b5 blanques peó · e5 negres peó · f5 negres alfil · h5 negres peó · d4 negres peó · e4 negres cavall · b3 blanques torre · g3 blanques peó · h3 blanques peó · b2 blanques alfil · e2 blanques peó · f2 blanques peó · g2 blanques alfil · h2 blanques rei · d1 blanques dama · f1 blanques torre | c8 negres torre · d8 negres dama · e8 negres torre · g8 negres rei · f7 negres peó · g6 negres peó · b5 blanques peó · e5 negres peó · f5 negres alfil · h5 negres peó · d4 negres peó · e4 negres cavall · b3 blanques torre · g3 blanques peó · h3 blanques peó · b2 blanques alfil · e2 blanques peó · f2 blanques peó · g2 blanques alfil · h2 blanques rei · d1 blanques dama · f1 blanques torre | c8 negres torre · d8 negres dama · e8 negres torre · g8 negres rei · f7 negres peó · g6 negres peó · b5 blanques peó · e5 negres peó · f5 negres alfil · h5 negres peó · d4 negres peó · e4 negres cavall · b3 blanques torre · g3 blanques peó · h3 blanques peó · b2 blanques alfil · e2 blanques peó · f2 blanques peó · g2 blanques alfil · h2 blanques rei · d1 blanques dama · f1 blanques torre | 6 |
| 5 | c8 negres torre · d8 negres dama · e8 negres torre · g8 negres rei · f7 negres peó · g6 negres peó · b5 blanques peó · e5 negres peó · f5 negres alfil · h5 negres peó · d4 negres peó · e4 negres cavall · b3 blanques torre · g3 blanques peó · h3 blanques peó · b2 blanques alfil · e2 blanques peó · f2 blanques peó · g2 blanques alfil · h2 blanques rei · d1 blanques dama · f1 blanques torre | c8 negres torre · d8 negres dama · e8 negres torre · g8 negres rei · f7 negres peó · g6 negres peó · b5 blanques peó · e5 negres peó · f5 negres alfil · h5 negres peó · d4 negres peó · e4 negres cavall · b3 blanques torre · g3 blanques peó · h3 blanques peó · b2 blanques alfil · e2 blanques peó · f2 blanques peó · g2 blanques alfil · h2 blanques rei · d1 blanques dama · f1 blanques torre | c8 negres torre · d8 negres dama · e8 negres torre · g8 negres rei · f7 negres peó · g6 negres peó · b5 blanques peó · e5 negres peó · f5 negres alfil · h5 negres peó · d4 negres peó · e4 negres cavall · b3 blanques torre · g3 blanques peó · h3 blanques peó · b2 blanques alfil · e2 blanques peó · f2 blanques peó · g2 blanques alfil · h2 blanques rei · d1 blanques dama · f1 blanques torre | c8 negres torre · d8 negres dama · e8 negres torre · g8 negres rei · f7 negres peó · g6 negres peó · b5 blanques peó · e5 negres peó · f5 negres alfil · h5 negres peó · d4 negres peó · e4 negres cavall · b3 blanques torre · g3 blanques peó · h3 blanques peó · b2 blanques alfil · e2 blanques peó · f2 blanques peó · g2 blanques alfil · h2 blanques rei · d1 blanques dama · f1 blanques torre | c8 negres torre · d8 negres dama · e8 negres torre · g8 negres rei · f7 negres peó · g6 negres peó · b5 blanques peó · e5 negres peó · f5 negres alfil · h5 negres peó · d4 negres peó · e4 negres cavall · b3 blanques torre · g3 blanques peó · h3 blanques peó · b2 blanques alfil · e2 blanques peó · f2 blanques peó · g2 blanques alfil · h2 blanques rei · d1 blanques dama · f1 blanques torre | c8 negres torre · d8 negres dama · e8 negres torre · g8 negres rei · f7 negres peó · g6 negres peó · b5 blanques peó · e5 negres peó · f5 negres alfil · h5 negres peó · d4 negres peó · e4 negres cavall · b3 blanques torre · g3 blanques peó · h3 blanques peó · b2 blanques alfil · e2 blanques peó · f2 blanques peó · g2 blanques alfil · h2 blanques rei · d1 blanques dama · f1 blanques torre | c8 negres torre · d8 negres dama · e8 negres torre · g8 negres rei · f7 negres peó · g6 negres peó · b5 blanques peó · e5 negres peó · f5 negres alfil · h5 negres peó · d4 negres peó · e4 negres cavall · b3 blanques torre · g3 blanques peó · h3 blanques peó · b2 blanques alfil · e2 blanques peó · f2 blanques peó · g2 blanques alfil · h2 blanques rei · d1 blanques dama · f1 blanques torre | c8 negres torre · d8 negres dama · e8 negres torre · g8 negres rei · f7 negres peó · g6 negres peó · b5 blanques peó · e5 negres peó · f5 negres alfil · h5 negres peó · d4 negres peó · e4 negres cavall · b3 blanques torre · g3 blanques peó · h3 blanques peó · b2 blanques alfil · e2 blanques peó · f2 blanques peó · g2 blanques alfil · h2 blanques rei · d1 blanques dama · f1 blanques torre | 5 |
| 4 | c8 negres torre · d8 negres dama · e8 negres torre · g8 negres rei · f7 negres peó · g6 negres peó · b5 blanques peó · e5 negres peó · f5 negres alfil · h5 negres peó · d4 negres peó · e4 negres cavall · b3 blanques torre · g3 blanques peó · h3 blanques peó · b2 blanques alfil · e2 blanques peó · f2 blanques peó · g2 blanques alfil · h2 blanques rei · d1 blanques dama · f1 blanques torre | c8 negres torre · d8 negres dama · e8 negres torre · g8 negres rei · f7 negres peó · g6 negres peó · b5 blanques peó · e5 negres peó · f5 negres alfil · h5 negres peó · d4 negres peó · e4 negres cavall · b3 blanques torre · g3 blanques peó · h3 blanques peó · b2 blanques alfil · e2 blanques peó · f2 blanques peó · g2 blanques alfil · h2 blanques rei · d1 blanques dama · f1 blanques torre | c8 negres torre · d8 negres dama · e8 negres torre · g8 negres rei · f7 negres peó · g6 negres peó · b5 blanques peó · e5 negres peó · f5 negres alfil · h5 negres peó · d4 negres peó · e4 negres cavall · b3 blanques torre · g3 blanques peó · h3 blanques peó · b2 blanques alfil · e2 blanques peó · f2 blanques peó · g2 blanques alfil · h2 blanques rei · d1 blanques dama · f1 blanques torre | c8 negres torre · d8 negres dama · e8 negres torre · g8 negres rei · f7 negres peó · g6 negres peó · b5 blanques peó · e5 negres peó · f5 negres alfil · h5 negres peó · d4 negres peó · e4 negres cavall · b3 blanques torre · g3 blanques peó · h3 blanques peó · b2 blanques alfil · e2 blanques peó · f2 blanques peó · g2 blanques alfil · h2 blanques rei · d1 blanques dama · f1 blanques torre | c8 negres torre · d8 negres dama · e8 negres torre · g8 negres rei · f7 negres peó · g6 negres peó · b5 blanques peó · e5 negres peó · f5 negres alfil · h5 negres peó · d4 negres peó · e4 negres cavall · b3 blanques torre · g3 blanques peó · h3 blanques peó · b2 blanques alfil · e2 blanques peó · f2 blanques peó · g2 blanques alfil · h2 blanques rei · d1 blanques dama · f1 blanques torre | c8 negres torre · d8 negres dama · e8 negres torre · g8 negres rei · f7 negres peó · g6 negres peó · b5 blanques peó · e5 negres peó · f5 negres alfil · h5 negres peó · d4 negres peó · e4 negres cavall · b3 blanques torre · g3 blanques peó · h3 blanques peó · b2 blanques alfil · e2 blanques peó · f2 blanques peó · g2 blanques alfil · h2 blanques rei · d1 blanques dama · f1 blanques torre | c8 negres torre · d8 negres dama · e8 negres torre · g8 negres rei · f7 negres peó · g6 negres peó · b5 blanques peó · e5 negres peó · f5 negres alfil · h5 negres peó · d4 negres peó · e4 negres cavall · b3 blanques torre · g3 blanques peó · h3 blanques peó · b2 blanques alfil · e2 blanques peó · f2 blanques peó · g2 blanques alfil · h2 blanques rei · d1 blanques dama · f1 blanques torre | c8 negres torre · d8 negres dama · e8 negres torre · g8 negres rei · f7 negres peó · g6 negres peó · b5 blanques peó · e5 negres peó · f5 negres alfil · h5 negres peó · d4 negres peó · e4 negres cavall · b3 blanques torre · g3 blanques peó · h3 blanques peó · b2 blanques alfil · e2 blanques peó · f2 blanques peó · g2 blanques alfil · h2 blanques rei · d1 blanques dama · f1 blanques torre | 4 |
| 3 | c8 negres torre · d8 negres dama · e8 negres torre · g8 negres rei · f7 negres peó · g6 negres peó · b5 blanques peó · e5 negres peó · f5 negres alfil · h5 negres peó · d4 negres peó · e4 negres cavall · b3 blanques torre · g3 blanques peó · h3 blanques peó · b2 blanques alfil · e2 blanques peó · f2 blanques peó · g2 blanques alfil · h2 blanques rei · d1 blanques dama · f1 blanques torre | c8 negres torre · d8 negres dama · e8 negres torre · g8 negres rei · f7 negres peó · g6 negres peó · b5 blanques peó · e5 negres peó · f5 negres alfil · h5 negres peó · d4 negres peó · e4 negres cavall · b3 blanques torre · g3 blanques peó · h3 blanques peó · b2 blanques alfil · e2 blanques peó · f2 blanques peó · g2 blanques alfil · h2 blanques rei · d1 blanques dama · f1 blanques torre | c8 negres torre · d8 negres dama · e8 negres torre · g8 negres rei · f7 negres peó · g6 negres peó · b5 blanques peó · e5 negres peó · f5 negres alfil · h5 negres peó · d4 negres peó · e4 negres cavall · b3 blanques torre · g3 blanques peó · h3 blanques peó · b2 blanques alfil · e2 blanques peó · f2 blanques peó · g2 blanques alfil · h2 blanques rei · d1 blanques dama · f1 blanques torre | c8 negres torre · d8 negres dama · e8 negres torre · g8 negres rei · f7 negres peó · g6 negres peó · b5 blanques peó · e5 negres peó · f5 negres alfil · h5 negres peó · d4 negres peó · e4 negres cavall · b3 blanques torre · g3 blanques peó · h3 blanques peó · b2 blanques alfil · e2 blanques peó · f2 blanques peó · g2 blanques alfil · h2 blanques rei · d1 blanques dama · f1 blanques torre | c8 negres torre · d8 negres dama · e8 negres torre · g8 negres rei · f7 negres peó · g6 negres peó · b5 blanques peó · e5 negres peó · f5 negres alfil · h5 negres peó · d4 negres peó · e4 negres cavall · b3 blanques torre · g3 blanques peó · h3 blanques peó · b2 blanques alfil · e2 blanques peó · f2 blanques peó · g2 blanques alfil · h2 blanques rei · d1 blanques dama · f1 blanques torre | c8 negres torre · d8 negres dama · e8 negres torre · g8 negres rei · f7 negres peó · g6 negres peó · b5 blanques peó · e5 negres peó · f5 negres alfil · h5 negres peó · d4 negres peó · e4 negres cavall · b3 blanques torre · g3 blanques peó · h3 blanques peó · b2 blanques alfil · e2 blanques peó · f2 blanques peó · g2 blanques alfil · h2 blanques rei · d1 blanques dama · f1 blanques torre | c8 negres torre · d8 negres dama · e8 negres torre · g8 negres rei · f7 negres peó · g6 negres peó · b5 blanques peó · e5 negres peó · f5 negres alfil · h5 negres peó · d4 negres peó · e4 negres cavall · b3 blanques torre · g3 blanques peó · h3 blanques peó · b2 blanques alfil · e2 blanques peó · f2 blanques peó · g2 blanques alfil · h2 blanques rei · d1 blanques dama · f1 blanques torre | c8 negres torre · d8 negres dama · e8 negres torre · g8 negres rei · f7 negres peó · g6 negres peó · b5 blanques peó · e5 negres peó · f5 negres alfil · h5 negres peó · d4 negres peó · e4 negres cavall · b3 blanques torre · g3 blanques peó · h3 blanques peó · b2 blanques alfil · e2 blanques peó · f2 blanques peó · g2 blanques alfil · h2 blanques rei · d1 blanques dama · f1 blanques torre | 3 |
| 2 | c8 negres torre · d8 negres dama · e8 negres torre · g8 negres rei · f7 negres peó · g6 negres peó · b5 blanques peó · e5 negres peó · f5 negres alfil · h5 negres peó · d4 negres peó · e4 negres cavall · b3 blanques torre · g3 blanques peó · h3 blanques peó · b2 blanques alfil · e2 blanques peó · f2 blanques peó · g2 blanques alfil · h2 blanques rei · d1 blanques dama · f1 blanques torre | c8 negres torre · d8 negres dama · e8 negres torre · g8 negres rei · f7 negres peó · g6 negres peó · b5 blanques peó · e5 negres peó · f5 negres alfil · h5 negres peó · d4 negres peó · e4 negres cavall · b3 blanques torre · g3 blanques peó · h3 blanques peó · b2 blanques alfil · e2 blanques peó · f2 blanques peó · g2 blanques alfil · h2 blanques rei · d1 blanques dama · f1 blanques torre | c8 negres torre · d8 negres dama · e8 negres torre · g8 negres rei · f7 negres peó · g6 negres peó · b5 blanques peó · e5 negres peó · f5 negres alfil · h5 negres peó · d4 negres peó · e4 negres cavall · b3 blanques torre · g3 blanques peó · h3 blanques peó · b2 blanques alfil · e2 blanques peó · f2 blanques peó · g2 blanques alfil · h2 blanques rei · d1 blanques dama · f1 blanques torre | c8 negres torre · d8 negres dama · e8 negres torre · g8 negres rei · f7 negres peó · g6 negres peó · b5 blanques peó · e5 negres peó · f5 negres alfil · h5 negres peó · d4 negres peó · e4 negres cavall · b3 blanques torre · g3 blanques peó · h3 blanques peó · b2 blanques alfil · e2 blanques peó · f2 blanques peó · g2 blanques alfil · h2 blanques rei · d1 blanques dama · f1 blanques torre | c8 negres torre · d8 negres dama · e8 negres torre · g8 negres rei · f7 negres peó · g6 negres peó · b5 blanques peó · e5 negres peó · f5 negres alfil · h5 negres peó · d4 negres peó · e4 negres cavall · b3 blanques torre · g3 blanques peó · h3 blanques peó · b2 blanques alfil · e2 blanques peó · f2 blanques peó · g2 blanques alfil · h2 blanques rei · d1 blanques dama · f1 blanques torre | c8 negres torre · d8 negres dama · e8 negres torre · g8 negres rei · f7 negres peó · g6 negres peó · b5 blanques peó · e5 negres peó · f5 negres alfil · h5 negres peó · d4 negres peó · e4 negres cavall · b3 blanques torre · g3 blanques peó · h3 blanques peó · b2 blanques alfil · e2 blanques peó · f2 blanques peó · g2 blanques alfil · h2 blanques rei · d1 blanques dama · f1 blanques torre | c8 negres torre · d8 negres dama · e8 negres torre · g8 negres rei · f7 negres peó · g6 negres peó · b5 blanques peó · e5 negres peó · f5 negres alfil · h5 negres peó · d4 negres peó · e4 negres cavall · b3 blanques torre · g3 blanques peó · h3 blanques peó · b2 blanques alfil · e2 blanques peó · f2 blanques peó · g2 blanques alfil · h2 blanques rei · d1 blanques dama · f1 blanques torre | c8 negres torre · d8 negres dama · e8 negres torre · g8 negres rei · f7 negres peó · g6 negres peó · b5 blanques peó · e5 negres peó · f5 negres alfil · h5 negres peó · d4 negres peó · e4 negres cavall · b3 blanques torre · g3 blanques peó · h3 blanques peó · b2 blanques alfil · e2 blanques peó · f2 blanques peó · g2 blanques alfil · h2 blanques rei · d1 blanques dama · f1 blanques torre | 2 |
| 1 | c8 negres torre · d8 negres dama · e8 negres torre · g8 negres rei · f7 negres peó · g6 negres peó · b5 blanques peó · e5 negres peó · f5 negres alfil · h5 negres peó · d4 negres peó · e4 negres cavall · b3 blanques torre · g3 blanques peó · h3 blanques peó · b2 blanques alfil · e2 blanques peó · f2 blanques peó · g2 blanques alfil · h2 blanques rei · d1 blanques dama · f1 blanques torre | c8 negres torre · d8 negres dama · e8 negres torre · g8 negres rei · f7 negres peó · g6 negres peó · b5 blanques peó · e5 negres peó · f5 negres alfil · h5 negres peó · d4 negres peó · e4 negres cavall · b3 blanques torre · g3 blanques peó · h3 blanques peó · b2 blanques alfil · e2 blanques peó · f2 blanques peó · g2 blanques alfil · h2 blanques rei · d1 blanques dama · f1 blanques torre | c8 negres torre · d8 negres dama · e8 negres torre · g8 negres rei · f7 negres peó · g6 negres peó · b5 blanques peó · e5 negres peó · f5 negres alfil · h5 negres peó · d4 negres peó · e4 negres cavall · b3 blanques torre · g3 blanques peó · h3 blanques peó · b2 blanques alfil · e2 blanques peó · f2 blanques peó · g2 blanques alfil · h2 blanques rei · d1 blanques dama · f1 blanques torre | c8 negres torre · d8 negres dama · e8 negres torre · g8 negres rei · f7 negres peó · g6 negres peó · b5 blanques peó · e5 negres peó · f5 negres alfil · h5 negres peó · d4 negres peó · e4 negres cavall · b3 blanques torre · g3 blanques peó · h3 blanques peó · b2 blanques alfil · e2 blanques peó · f2 blanques peó · g2 blanques alfil · h2 blanques rei · d1 blanques dama · f1 blanques torre | c8 negres torre · d8 negres dama · e8 negres torre · g8 negres rei · f7 negres peó · g6 negres peó · b5 blanques peó · e5 negres peó · f5 negres alfil · h5 negres peó · d4 negres peó · e4 negres cavall · b3 blanques torre · g3 blanques peó · h3 blanques peó · b2 blanques alfil · e2 blanques peó · f2 blanques peó · g2 blanques alfil · h2 blanques rei · d1 blanques dama · f1 blanques torre | c8 negres torre · d8 negres dama · e8 negres torre · g8 negres rei · f7 negres peó · g6 negres peó · b5 blanques peó · e5 negres peó · f5 negres alfil · h5 negres peó · d4 negres peó · e4 negres cavall · b3 blanques torre · g3 blanques peó · h3 blanques peó · b2 blanques alfil · e2 blanques peó · f2 blanques peó · g2 blanques alfil · h2 blanques rei · d1 blanques dama · f1 blanques torre | c8 negres torre · d8 negres dama · e8 negres torre · g8 negres rei · f7 negres peó · g6 negres peó · b5 blanques peó · e5 negres peó · f5 negres alfil · h5 negres peó · d4 negres peó · e4 negres cavall · b3 blanques torre · g3 blanques peó · h3 blanques peó · b2 blanques alfil · e2 blanques peó · f2 blanques peó · g2 blanques alfil · h2 blanques rei · d1 blanques dama · f1 blanques torre | c8 negres torre · d8 negres dama · e8 negres torre · g8 negres rei · f7 negres peó · g6 negres peó · b5 blanques peó · e5 negres peó · f5 negres alfil · h5 negres peó · d4 negres peó · e4 negres cavall · b3 blanques torre · g3 blanques peó · h3 blanques peó · b2 blanques alfil · e2 blanques peó · f2 blanques peó · g2 blanques alfil · h2 blanques rei · d1 blanques dama · f1 blanques torre | 1 |
|   | a | b | c | d | e | f | g | h |   |

Rowson dona el següent exemple de les negres superant les blanques en una variant simètrica de l'obertura anglesa. Destaca que "hi ha quelcom de convincent en l'estratègia de les negres; semblen estar dient: 'Copiaré tots els teus bons moviments, i tan aviat com en facis un de dolent, ja no els copiaré més!'"
Hodgson-Arkell, Newcastle 2001: 1. c4 c5 2. g3 g6 3. Ag2 Ag7 4. Cc3 Cc6 5. a3 a6 6. Tb1 Tb8 7. b4 cxb4 8. axb4 b5 9. cxb5 axb5 Aquí Rowson destaca que "ambdós bàndols volen avançar el seu peó-d i jugar Af4/...Af5, però les blanques han de moure primer, de manera que les negres aconsegueixen jugar ...d5 abans que les blanques puguin fer d4. No és que això importi massa, però serveix per centrar el repte que les blanques encaren aquí; les seves continuacions més naturals permeten que les negres facin precisament el que volen fer. Voldria també dir que les blanques són en 'Zugzwang Lite' i que romandran en aquest estat encara alguns moviments més." 10. Cf3 d5 10...Cf6 11.0-0 0-0 12.d3 d6 13.Ad2 Ad7 transposaria a la partida Portisch–Tal de més avall. 11. d4 Cf6 12. Af4 Tb6 13. 0-0 Af5 14. Tb3 0-0 15. Ce5 Ce4 16. h3 h5!? Finalment trencant la simetria. 17. Rh2 La posició és encara pràcticament simètrica, i les blanques no poden trobar res útil a fer amb el seu moviment extra. Rowson capritxosament suggereix 17.h4!?, forçant que siguin les negres les qui trenquin la simetria. 17... Te8! Rowson indica que aquesta és una jugada d'espera útil, cobrint e7, que necessita protecció en algunes línies, i possiblement suportant un eventual ...e5 (vegeu la vint-i-dosena jugada negra). Les blanques no la poden copiar, ja que després de 18.Te1? Cxf2 les negres guanyarien un peó. 18. Ae3?! Cxe5! 19. dxe5 Tc6! Rowson indica que amb les seves peces més actives, "sembla com si les negres tinguessin alguna iniciativa." Si ara 20.Cxd5, Axe5 "és com a mínim igual per les negres". 20. Cxb5 Axe5! 20...Cxf2? 21.Dxd5! guanya. 21. Cd4 Axd4 22. Axd4 e5 Rowson escriu, "ara els dos bàndols tenen els seus trumfos, però crec que les negres tenen cert avantatge, a causa del seu control central extra, l'intimidador cavall i projectes d'atac al flanc de rei." 23. b5 Tc8 24. Ab2 d4 Ara les blanques tenen una partida difícil: Rowson analitza 25.e3?! Cxg3 24.fxg3 Ac2 25.Df3 Axb3 26.exd4 Ac4!, guanyant; 25.g4 hxg4 26.hxg4 Cxf2! 27.Txf2 Ac2, guanyant; 25.De1!? Tc2! amb avantatge; i 25.f4 (d'aparença arriscada, però potser la millor) Cc3! 26.Axc3 dxc3 27.Dxd8 Texd8, i les negres estan millor. 25. b6? sense veure l'amenaça negra. 25... Cxf2! 26. De1 Si 26.Txf2, Ac2 enforquilla la dama i la torre blanques. 26... Ce4 27. b7 Tb8 28. g4 hxg4 29. hxg4 Ae6 30. Tb5 Cf6! 31. Txf6 Dxf6 32. Dg3 Ac4 33. g5 Dh8+ 0–1
L'obertura de la següent partida entre dos jugadors de classe mundial, una altra anglesa, va prendre un camí similar:
Lajos Portisch–Mikhaïl Tal, Matx de Candidats 1965: 1. Cf3 c5 2. c4 Cc6 3. Cc3 Cf6 4. g3 g6 5. Ag2 Ag7 6. 0-0 0-0 7. d3 a6 8. a3 Tb8 9. Tb1 b5 10. cxb5 axb5 11. b4 cxb4 12. axb4 d6 13. Ad2 Ad7 Una altra vegada, les blanques tenen el torn en una posició simètrica, però no és clar què poden fer amb aquesta iniciativa del primer moviment. Soltis escriu que: "És ridícul pensar que la posició negra sigui millor. Però Mikhaïl Tal va dir que és més fàcil de jugar. El fet de moure en segon lloc permet veure el moviment blanc i llavors decidir com exactament enfrontar-s'hi." 14.Dc1 Aquí, Soltis indica que les negres haurien de mantenir la igualtat tot mantenint la simetria: 14...Dc8 15.Ah6 Ah3. En lloc d'això van jugar per intentar demostrar que la dama blanca és mal situada. 14...Tc8! 15.Ah6 Cd4! Amenaçant 16...Cxe2+. 16.Cxd4 Axh6 17.Dxh6 Txc3 18.Dd2 Dc7 19.Tfc1 Tc8 Tot i que l'estructura de peons encara és simètrica, el control negre de la columna-c li dona l'avantatge. Les blanques finalment han assolit un final amb dos peons de més, però les blanques van aconseguir de mantenir les taules en 83 jugades.
Tal va perdre una famosa partida amb blanques a partir d'una posició simètrica, a Tal – Beliavski, Campionat de la Unió Soviètica de 1974, una partida important que va permetre que Beliavski empatés amb Tal al primer lloc.

## Joc en torneigs i matxs
En torneigs d'escacs i matxs, la freqüència amb la qual cada jugador duu blanques o negres és una qüestió important. En matxs, el color dels jugadors a la primera partida, es tria a sorts, i es va alternant a posteriori. En torneigs round robin amb un nombre imparell de jugadors, cada jugador rebrà un nombre igual de partides amb blanques i amb negres; amb un nombre parell de jugadors, cadascun rebrà unes blanques o negres addicionals. Quan un o més jugadors es retiren del torneig, el director del torneig pot canviar els colors assignats en algunes partides, de manera que cap jugador tingui més negres que blanques, o viceversa. Hom considera que el torneig per sistema lliga a doble volta és el que genera una classificació final més fiable, ja que cada jugador juga el mateix nombre de partides amb blanques que amb negres, i juga amb els dos colors contra cada oponent.
En torneigs suïssos, el director del torneig és qui vetlla per tal que cada jugador tingui, tan aviat com sigui possible, el mateix nombre de partides amb blanques que amb negres, i que els colors dels jugadors es vagin alternant ronda a ronda. Després de la primera ronda, el director pot variar els emparellaments en principi proposats per tal de donar al màxim de jugadors possible el color escaient en cada ronda. Variacions més substancials són també possibles per tal d'evitar que un jugador tingui dues blanques més que negres o a l'inrevés (per exemple, tres partides amb negres de quatre jugades), considerant que les partides addicionals amb blanques "provoquen molta menys angoixa" al jugador que les partides extra amb negres, que suposen un "hàndicap significatiu". Els torneigs amb un nombre parell de rondes causen més problemes, ja que si hi ha disparitat, és més gran (per exemple, amb jugadors rebent dues blanques més que negres).

## Solució dels escacs
Les taules de finals han solucionat una àrea dels escacs molt limitada, determinant el joc perfecte en cert nombre de finals, inclosos tots els finals no trivials amb no més de sis peces o peons (inclosos els dos reis). És probable que tots els finals de set peces estiguin resolts cap a les darreries de 2015.
Jonathan Rowson ha especulat que «en principi hauria de ser possible per una màquina de ... desenvolupar taules de 32 peces. Per a fer-ho caldrien dècades o fins i tot centúries, però llevat que hi hagi un escalfament global fora de control o una guerra nuclear, crec que amb el temps això passarà.» De tota manera, el teòric de la informació Claude Shannon va argumentar que no és factible per a cap ordinador actual de fer realitat això. Al seu document de 1950 «Programming a Computer for Playing Chess» («Programació d'ordinadors per jugar als escacs»), hi escrigué:

En escacs és possible, en principi, de jugar una partida perfecta o de construir una màquina que ho faci de la següent manera: Es consideren en una posició donada tots els moviments possibles, a continuació tots els moviments per l'oponent, etc., fins al final de la partida (en cada variant). El final hauria d'arribar, per les regles dels escacs, després d'un nombre finit de jugades (tenint en compte la regla de taules dels 50 moviments). Cadascuna d'aquestes variants finalitza en una victòria, derrota, o taules. Tot investigant cap enrere partint del final hom pot determinar on comença una variant de victòria forçosa, o bé si la posició és taules o si és perduda. És fàcil de veure, nogensmenys, que fins i tot amb la més alta velocitat de computació disponible en aparells electrònics, aquest càlcul és impracticable. En posicions d'escacs normals, hi hauria de l'ordre de 30 moviments legals. El nombre es manté gairebé constant fins que la partida està pràcticament acabada, tal com va mostrar ... De Groot, qui va fer la mitjana del nombre de moviments legals en un gran nombre de partides de nivell magistral. Així un moviment per les blanques i després un altre per les negres dona al voltant de 103 possibilitats. Una partida normal necessita unes 40 jugades fins que un dels jugadors es rendeixi. Això és conservador pel nostre càlcul, ja que la màquina hauria de calcular fins a l'escac i mat, no fins a la rendició. De tota manera, fins i tot en aquest cas hi hauria 10120 variants que caldria calcular a partir de la posició inicial. Una màquina funcionant al ritme d'una variant per microsegon necessitaria al voltant de 1090 anys per calcular el primer moviment!
Així, és teòricament possible de «resoldre» els escacs, determinant amb certesa quan una partida jugada de forma perfecta hauria d'acabar en una victòria per les blanques, unes taules, o fins i tot en una victòria per les negres. De tota manera, segons Shannon el lapse de temps requerit per a fer-ho situa aquesta possibilitat fora dels límits de qualsevol tecnologia viable.
Hans-Joachim Bremermann, un professor de matemàtica i de biofísica de la Universitat de Califòrnia, Berkeley, va al·legar en un document de 1965 que la «velocitat, memòria, i capacitat de processament de dades de qualsevol possible ordinador futur estan limitades per algunes barreres físiques: la barrera de la llum, la barrera quàntica, i la barrera termodinàmica. Aquestes limitacions impliquen, per exemple, que cap ordinador, dels fins llavors construïts, podria ser capaç d'examinar l'arbre sencer de possibles seqüències de moviments del joc dels escacs.» Tanmateix, Bremermann no va excloure la possibilitat que un ordinador algun dia seria capaç de resoldre escacs. Va escriure que, «Per tal de tenir un ordinador que jugui una partida perfecta o gairebé perfecta, sería necessari o bé analitzar el joc completament ... o bé analitzar el joc d'una manera aproximada i combinar això amb un limitat bagatge de recerca en l'arbre de variants. ... Una comprensió teòrica tal de la programació heurística, però, és encara només un desig.»
Els més recents avenços científics no han canviat aquest plantejament de manera significativa. El joc de dames fou resolt el 2007, però té aproximadament l'arrel quadrada del nombre de posicions dels escacs. Jonathan Schaeffer, el científic que va liderar l'esforç, va dir que caldria un gran avenç com ara disposar d'un ordinador quàntic abans que una tasca com la solució dels escacs pugui ser empresa, però no en descarta la possibilitat, dient que l'únic que va aprendre dels seus 16 anys d'esforç per la resolució del joc de les dames «és que no s'ha mai de subestimar els avenços en tecnologia».